# Хмельницький
Хмельни́цький (МФА: [xmelʲˈnɪt͡sʲkei̯] ( прослухати); до 1795 року — Плоски́рів, у 1795—1954 роках — Проску́рів) — місто на заході України, адміністративний центр Хмельницької міської територіальної громади, Хмельницького району, Хмельницької області. Чисельність населення — 268 тисяч осіб (2025). Місто відоме з 1431 року, статус міста — з 1566 року.

## Розташування
Місто розташоване на берегах Південного Бугу, за 376 км (автомобільним шляхом) від Києва. Залізничний вузол (станції Хмельницький, Гречани). Через місто пролягають автошляхи Житомир — Чернівці (Н03) та частина міжнародного маршруту E50 автодорога міжнародного значення Стрий — Тернопіль — Кропивницький — Ізварине (М30).

## Назви
Хмельницький за всю історію мав декілька назв. У найдавнішому писемному свідченні про цей населений пункт він згадується як Ploskirowce (Плоскирівці). У пізніших документах місто згадується як Плоскирів. Найімовірніше, ця назва походить від назви річки Плоска, в центрі міста впадає у Південний Буг.
У 1795 році у складі Російської імперії тимчасово утворено Подільську губернію. В імператорському указі про її створення було згадано місто Проскурів, як центр одного з повітів. Цей топонім дуже схожий на назву «проскура», тобто літургійний богослужбовий хліб.
16 січня 1954 року місто перейменоване в Хмельницький, на честь Богдана Хмельницького і набуло статусу адміністративного центру Хмельницької області.

## Історія

### Заснування
Територія, на якій розташований Хмельницький, була заселена ще в давні часи. Дослідження виявили в околицях міста чимало археологічних пам'яток. Зокрема, на схід від мікрорайону Лезневе — поселення з матеріалами доби бронзи II тис. до н. е. та скіфського часу VII—III століть до н. е., у мікрорайоні Озерна — багатошарове поселення з матеріалами ранньої залізної доби І тис. до н. е., у мікрорайоні Дубове — поселення скіфського часу VII—III століть до н. е., у мікрорайонах Гречани та Озерна — поселення черняхівської культури VII—III століть тощо. До наших днів збереглися кургани, які датуються археологами VII—III століть до н. е. (скіфський час) — один у мікрорайоні Виставка та два на південний схід від мікрорайону Ракове.

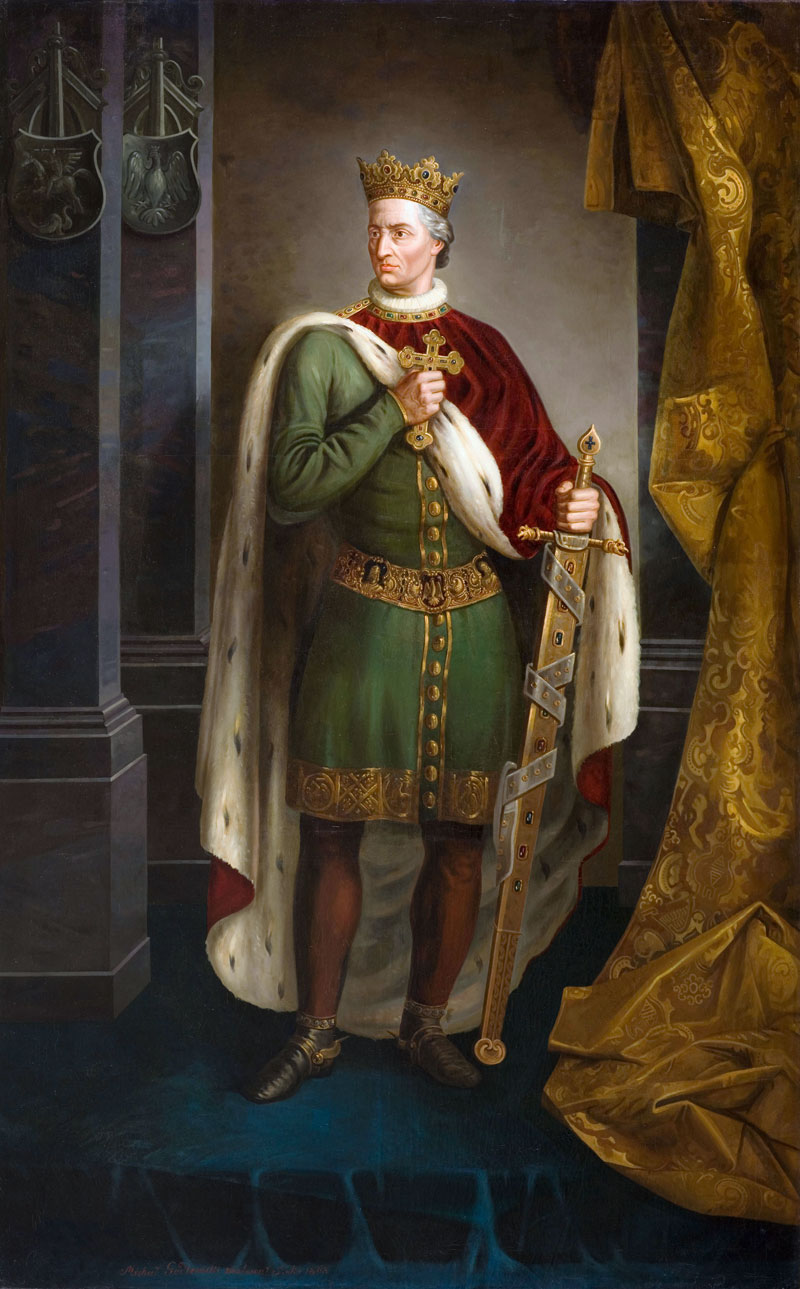
Сучасне зображення Владислава II Ягайла

Місто Хмельницький походить від невеликого поселення Плоскирів або Плоскирівці, час заснування якого невідомий. Перша достовірна згадка про Плоскирів (Плоскировець) міститься у привілеї, виданому великим князем Литовським і Руським та Королем Русі Владиславом ІІ Ягайлом у 1431 році під час війни з іншим претендентом на великокнязівський престол — Свидригайлом Ольгердовичем. Відповідно до запису від 10 лютого 1431 року, зробленому у Сопоті, Владислав Владислав II Ягайло записав Янові Чанстуловському за 100 гривень право на володіння селами Голисин (нині — село Олешин Хмельницького району) та Плоскирівці на річці Південний Буг у Летичівському повіті Подільської землі («… super villis Holissin et Ploskir о wcze super fluvio Boh iacentu in terra Podoliensi et districtum Latichoviensi sitas»). Нині цю найдавнішу писемну згадку про Хмельницький введено в науковий обіг завдяки дослідженням істориків. Ще у 1990-х роках Микола Петров — професор Кам'янець-Подільського університету, посилаючись на історика XIX століття Михайла Орловського, висловив думку про існування Плоскирова у 1430-х роках XV століття. У 2000-х роках Сергію Єсюніну, співробітнику Хмельницького обласного краєзнавчого музею, вдалося відшукати в одному із томів «Архива Юго-Западной России» відомості про існування Плоскирова у 1434—1464 роках із перепосиланням на документи Литовської метрики. Сергій Миколайович звернувся до київського історика Віталія Михайловського із проханням зробити копії документів XV століття, в яких згадується Плоскирів. Єсюнін опублікував їх у книзі «Місто Хмельницький: історія, події, факти», а Віталій Михайловський — в «Українському археографічному щорічнику» (випуск 8/9). Саме з того часу поширилась інформація про нову дату найдавнішої згадки про місто — 1431 рік.
У 2006 році проведено наукову конференцію «Місто Хмельницький у контексті історії України», після якої міська влада затвердила дату 1431 рік, як першу згадку про Хмельницький, а місто замість свого 513-річчя відсвяткувало 575-річницю від першої писемної згадки. До цього згадка датувалась 1493 роком.

### У складі Королівства Ягеллонів, Речі Посполитої та Османської імперії

#### Основний хід подій
У роки королювання (1434—1444 рр.) Владислава III Варненчика нова згадка — підтверджується право на володіння поселенням, яке вже названо як Ploskirów — Плоскирів.

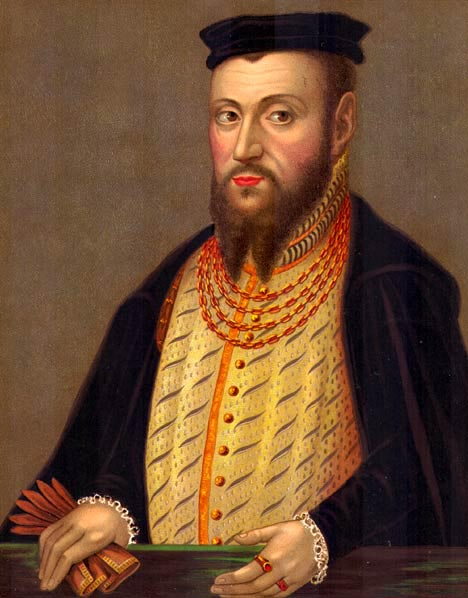
Сигізмунд II Август

26 березня 1547 року польський король Сигізмунд II Август пожиттєво віддав Плоскирів у володіння кам'янецькому старості Мацею Влодеку. Він приділяв значну увагу зміцненню наявних та побудові нових фортифікацій у підвладних йому землях. Плоскирів був визначений ним як важливий стратегічний пункт. Вдале географічне розташування Плоскирова мало неабияке значення для його подальшого розвитку та зведенню у ньому замкових укріплень, які в ті часи виступали першоосновою для виживання населення під час нападів татар.
Наявність замку сприяло перетворенню Плоскирова у 1560—1580-х pоках XVI століття на міське поселення. У 1566 році стараннями Мацея Влодека Плоскирову було надане магдебурзьке право.
Під час Визвольної війни українського народу у 1648—1654 роках під проводом Богдана Хмельницького Плоскирів та його околиці опинились у центрі протидії козацьких та польських військ. Містечко неодноразово переходило з рук у руки, при цьому зазнавши великих руйнувань як від польських військ, так і від козацьких та повстанських загонів, і зрештою було спустошено.
1672 року Плоскирів, як і все Поділля, було окуповане Османською імперією. Плоскирів став центром окремої нахії, що підпорядковувалася Меджибізькому санджаку Кам'янецького єялету.
1699 року турки залишили Поділля. Плоскирів знову переходить до Польщі, і повертається у володіння Замойських. Плоскирівське староство виявилося повністю спустошеним, у зв'язку з чим Замойські переселяють сюди селян із польської Мазовії й мазурського Поозер'я. Так у Плоскирові та навколишніх селах (Гречана, Заріччя, Шаровечка) з'явилися «мазури», нащадки яких склали основу католицького населення згаданих пунктів.

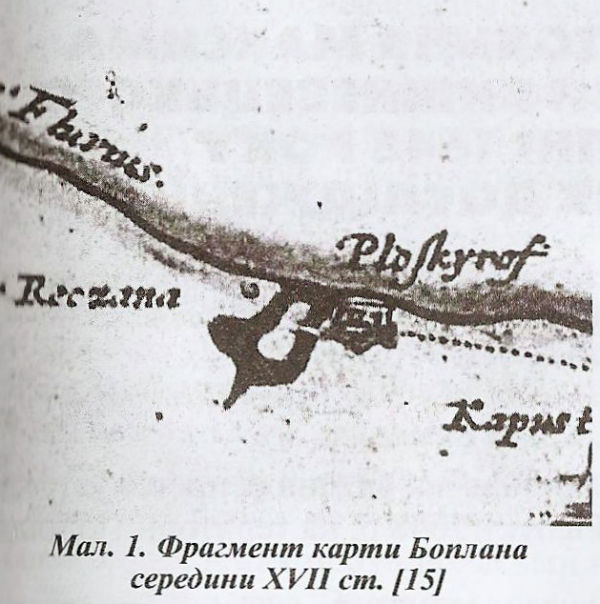
Плоскирів із замком на карті України Боплана XVII століття

За переписом населення у 1789 році у Плоскирові налічувалось 184 єврейських дворів, 96 міщан тяглових та 126 бобилів і піших, прибуток з міста сягав 24 138 злотих. До староства належали села Гречани, Шаровечка, Мацьківці, Заріччя, Олешин, Іванківці та Лезнів. Місто та староство перебували у володінні Замойських. Населення Плоскирова не перевищувало 2,5 тисяч осіб, у ньому був шпиталь для убогих, калік та безпритульних, діяли (на середину 1780-х років) ткацький цех, об'єднані цехи бондарів і ковалів, кушнірів і кравців, а також шевців.

#### Плоскирівський замок
Втрачена фортифікаційна споруда у містечку Плоскирів. Точний час будівництва невідомий. Знаходився на острові, який утворювали річки Плоска та Бог. У XVI—XVII століттях був дерев'яним. Його розбудові у XVI столітті сприяв дідич Плоскирова Мацей Влодек. Мурований замок у Плоскирові будували за проєктом відомого італійського архітектора XVI століття Бернардо Морандо (приблизно у 1540—1600 роках). У кожного зодчого того часу був свій «фірмовий» стиль, який об'єднував всі його роботи. Був такий стиль й у Морандо. Отже, розглядаючи фортифікації, наприклад польського Замостя, які збереглися до наших днів, можна уявити й плоскирівські. Звичайно, вони були не такими масштабними, але те, що це була «фірмова» морандівська бастіонна фортеця — сумнівів не має. Підтвердження тому вдалося знайти на відомій карті середини XVII століття Гійома Левассера де Боплана (1595—1685). На ній Боплан позначив Плоскирів як «Urbs munita» — місто з укріпленнями.

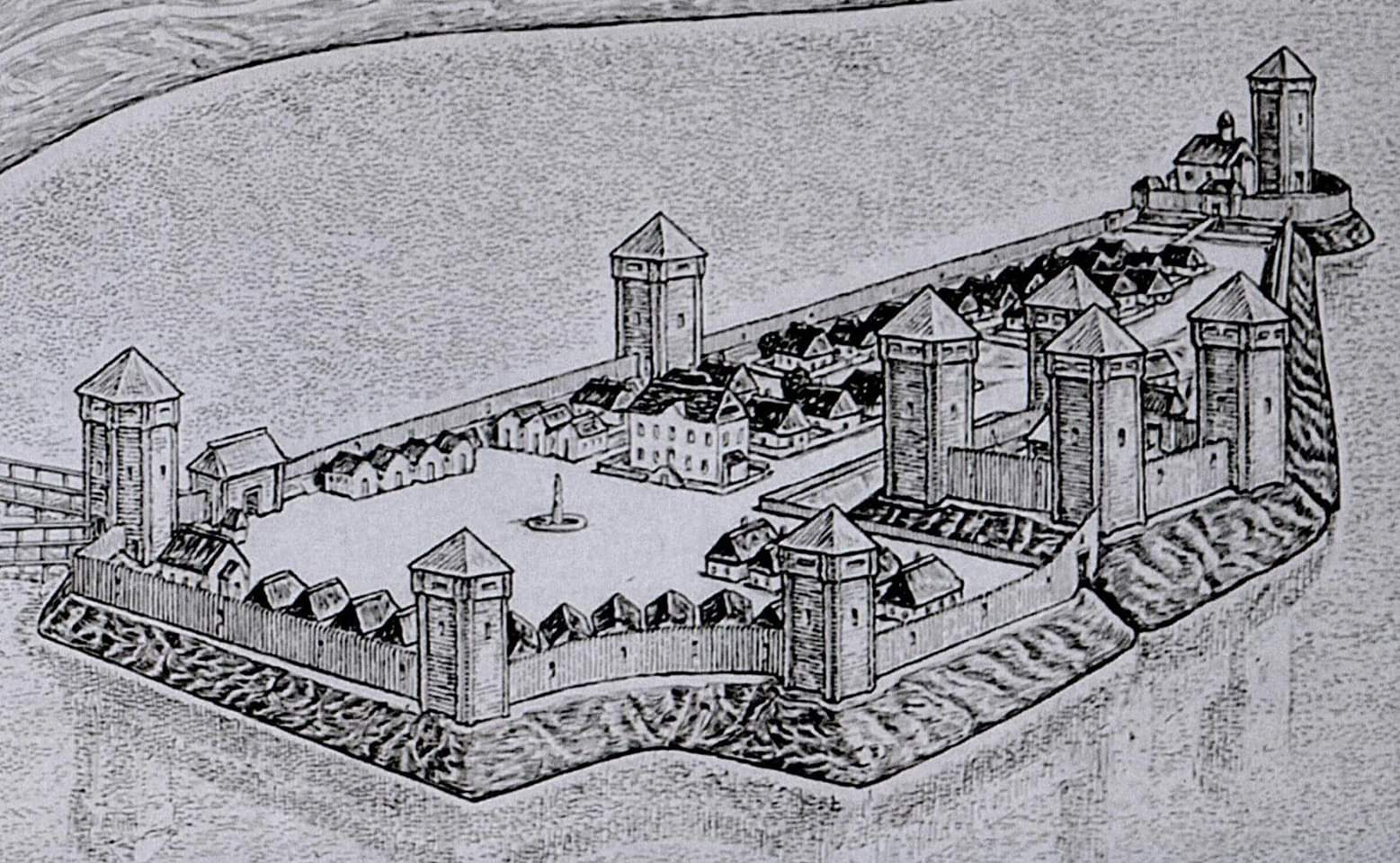
Графічна реконструкція плоскирівського замку на середину XVII століття

Картограф, який вважався ще й відомим інженером та фортифікатором, наніс на карту чітке зображення озера з островом на місці впадіння Плоскої до Бугу, міст, що вів на острів, а також доволі докладно позначив п'ятикутні бастіонні міські фортифікації.
Будувати плоскирівські фортифікації розпочали у 1589 році й завершили ймовірно лише на початку XVII століття. Тому, наприклад посол австрійського імператора Еріх Лясота, який проїжджав у 1594 році через Плоскирів, не згадує про них у своєму коротенькому описі міста. А от фризький мандрівник Ульріх фон Вердум на початку 1670-х років XVII століття вже пише про те, що у Плоскирові серед озера був «чотирикутний острів, на якому, оточений валами й частоколами, стояв місцевий замок». Плоскирівські фортифікації та замок, які збудував Морандо, не збереглися. Після декількох руйнацій під час воєн від них вже до початку XIX століття не залишилося й сліду. На карті міста 1800 року замку ми не бачимо взагалі, а від колишніх бастіонів позначені лише залишки валів. Та ще назва історичної частини міста — Завалля, нагадує про існування у минулому міських фортифікацій.
Мурований замок знаходився орієнтовно у квадраті вул. Вайсера — р. Південний Буг, вул. Кам'янецька — продовольчий ринок. Цей замок був оточений каналом із водою та зовнішнім виглядом міг нагадувати замок у польському Замості.

### У складі Російської імперії
5 липня 1795 року була утворена Подільська губернія у складі Російської імперії і один із її повітів став називатися Проскурівським із центром у місті Проскурові. Саме в цьому імператорському указі про створення губернії вперше з'являється назва Проскурів, хоча самого указу про перейменування Плоскирова в Проскурів не знайдено.

План Проскурова землеміра Екстера (1824 р.)

1806 року у Проскурові налічувалось 487 будинків, із яких лише один кам'яний, інші — глинобитні та дерев'яні, крамниць  — 68 дерев'яних та 7 кам'яних, млинів — 2, греко-російська церква, католицька каплиця та дві єврейські школи. Торги відбувалися щотижня, у п'ятниці та неділі, кількість ярмарків збільшилася до 14 на рік. Населення міста — 2022 мешканців.

Проскурів (1867)

1870 року відкрито рух поїздів залізничною лінією Жмеринка — Проскурів — Волочиськ. На східній околиці міста побудовано залізничну станцію та вокзал.
Прокладання залізниці сприяло інтенсивному розвитку міста. На межі XIX—XX століть стають до ладу великі промислові підприємства (тютюнова фабрика, цукровий, чавуноливарний, цегельний, пивоварний заводи), споруджуються житлові будинки, крамниці, торгові лавки, прокладається бруківка, відкриваються нові заклади освіти (реальне училище та жіноча гімназія, комерційне училище), театр (1892), бібліотека (1901), прокладається телефонна мережа (1909), з'являється електрика (1911). Населення міста зростає майже уп'ятеро і у 1909 році становить 36 тисяч мешканців. Саме в цей період визначається основний напрямок економічного розвитку міста — на початку XX століття Проскурів стає найбільшим торговим центром Подільської губернії з річним торговим оборотом 5,5 млн рублів. Лише із залізничної станції міста щорічно відправлялося 3,1 млн пудів вантажів, а прибувало 6,9 млн пудів. Торговельні та кредитні установи міста обслуговували великий регіон. Особливо важливу роль Проскурів відігравав в експорті збіжжя.
Другий чинник, який сприяв бурхливому розвитку міста — розташування в Проскурові військових частин та створення великої військової залоги, що було обумовлено вигідним стратегічним розташуванням міста поблизу державного кордону. З 1875 року в Проскурові розквартирувався 46-й піхотний Дніпровський полк, з 1889 року — 35-й драгунський (уланський) Бєлгородський полк, з 1894 р. — 12-та гарматна бригада та 19-та кінно-гарматна бригада. На початку XX століття Проскурів став місцем перебування штабів 12-ї кавалерійської та 12-ї піхотної дивізій, до складу яких входили вищезгадані полки. Для дислокування військових підрозділів у Проскурові були побудовані два військових містечка.
З початком Першої світової війни (серпень 1914 року) Проскурів став прифронтовим містом. В цей час тут побувало чимало відомих воєначальників Російської армії, серед яких командувач 8-ї армії Південно-Західного фронту, генерал Олексій Брусилов.
З перебуванням у місті величезної кількості військових виникала маса фінансових і соціальних проблем. Для стабілізації фінансової ситуації тодішній голова міста, вдався до запровадження власних грошових знаків. З одного боку купюри був підпис директора Проскурівського міського банку, з іншого — Миколи Сікори. На всіх грошових знаках був особистий підпис міського голови й напис «Проскурівський міський банк обов'язково вимінює бони на державні гроші без обмежування сум». Ці грошові знаки перебували в обігу протягом 1918—1920 рр. і сприяли зменшенню тягаря знецінення державних грошей, який лягав на мешканців міста в досить складний період.

### Українські визвольні змагання в Проскурові

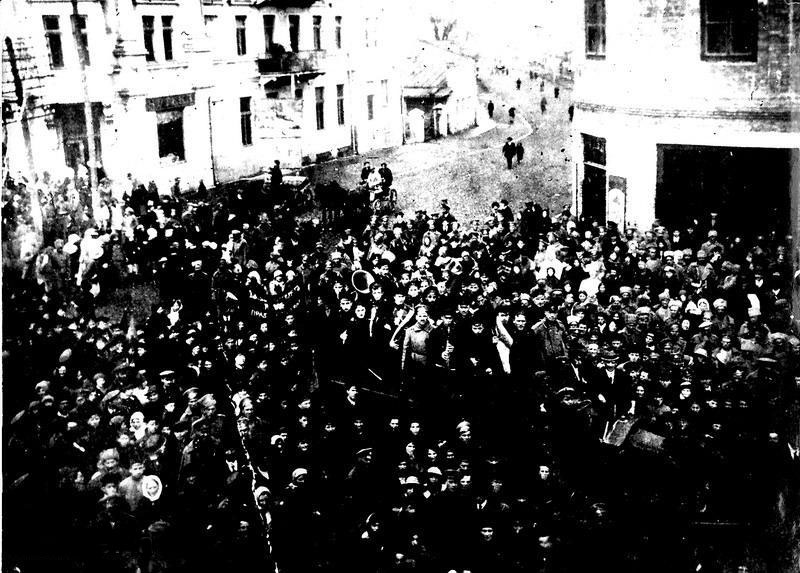
Мітинг у Проскурові на підтримку національної революції (1917)

У період боротьби українського народу за розбудову незалежної держави у 1917—1921 роках Проскурів відігравав роль важливого опорного пункту Української Народної Республіки (УНР), а у 1919—1920 роках перебував у центрі вищезгаданих подій. У місті тричі перебував Уряд УНР та Директорія (березень, листопад 1919 р., червень 1920 р.). Неодноразово у ці роки в Проскурові бували голова Центральної Ради Михайло Грушевський, голова Директорії, Головний Отаман Симон Петлюра, командувач Українських січових стрільців Євген Коновалець, відомі урядовці та політики УНР Сергій Остапенко, Борис Мартос, Ісаак Мазепа тощо. 1919 року, як вояк армії УНР, в місті деякий час перебував майбутній письменник та поет Володимир Сосюра, про що він згадує в романі «Третя рота».
У лютому 1919 року в місті відбувся Проскурівський погром, відомий як чи не найбільший єврейський погром часів Радянсько-української війни.

### Радянський період
У перші роки радянської влади (у 1923 році) Проскурів стає окружним центром. У місті розташувалися штаб та супутні підрозділи 1-го кінного корпусу Червоного козацтва, у який входили 1-ша Запорізька дивізія Червоного козацтва (Проскурів) та 2-га Чернігівська дивізія Червоного козацтва (Старокостянтинів). Корпусом командували В. Примаков, О. Городовиков, М. Дьомичев та ін.
Під час проведеного радянською владою Голодомору 1932—1933 років померло щонайменше 786 жителів міста, зокрема близько 120 померло в Гречанах.
У вересні 1938 року в місті працювала знімальна група під керівництвом класика українського кіно Олександра Довженка, яка знімала тут епізоди кінострічки «Щорс»

#### Друга світова війна

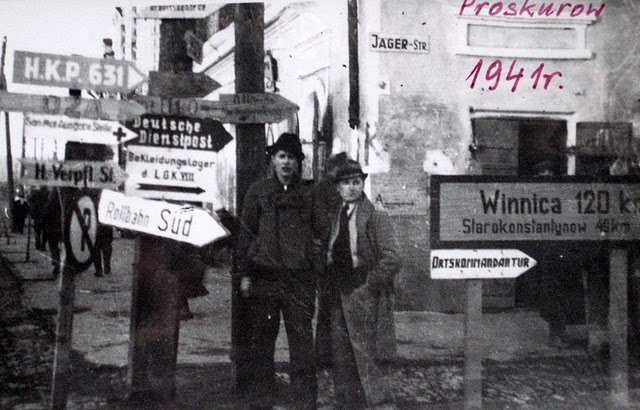
Окупований Проскурів (перехрестя вулиць Фрунзе та Карла Маркса — теперішні Кам'янецька та Подільська)

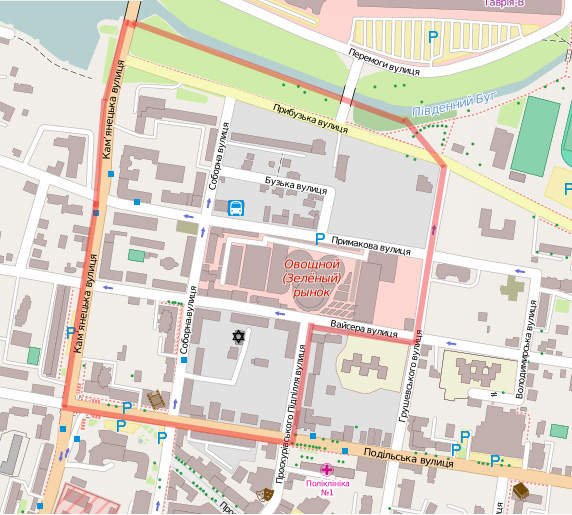
Проскурівське гетто. Межі на сучасній мапі

8 липня 1941 року місто окупували німецькі війська. 1 вересня 1941 року Проскурів став адміністративним центром однойменної округи у складі генеральної округи Волинь-Поділля. Разом із тим, протягом окупації в місті активно діяв рух Опору.
14 грудня 1941 року в місті було створено Проскурівське гетто. До нього входили єврейські райони міста, що були обгороджені колючим дротом: від Південного Бугу по вулиці Кам'янецькій до вулиці Подільської і по ній до вулиці Проскурівського підпілля і до Південного Бугу. На сьогодні це — центральна частина міста. Також на північний схід від Проскурова було створено Лезнівське гетто, на той час Лезневе було окремим селом (з 1963 року — один з мікрорайонів міста). Цивільних містян, які перебували в гетто, переважно примушували працювати на будівництві та на ремонтних роботах автошляху Проскурів — Вінниця. Розташовувалося воно в колишніх стайнях на східній околиці села. За 500—600 метрів від нього, з 1942 року нацисти проводили масові розстріли євреїв не лише Лезнівського, а й Проскурівського гетто. Нині на місці загибелі майже 9 тисяч людей встановлений пам'ятний знак.
На початку жовтня були страчені мешканці Проскурівського гетто. 30 листопада 1942 року були розстріляні також в'язні робочих єврейських таборів та спеціалісти, що там утримувалися. Поряд із місцевими євреями розстрілу в Проскурові зазнало єврейське населення навколишніх сіл: Миколаєва (розстріляно 800 осіб), селища Чорного Острова (розстріляно 1172 особи), с. Фельштина та інших населених пунктів. Всього у місті від рук окупантів загинуло 58 % євреїв (9500 осіб).
У січні 1942 року в Проскурові був створений концтабір Шталаг 355, що діяв до листопада 1943 року. Виявлення місць масового знищення радянських громадян та військовополонених розпочалося зразу ж після визволення міста. Діяла Надзвичайна державна комісія зі встановлення та розслідування злочинів німецько-фашистських загарбників. Члени комісії опитали чимало свідків подій і виявили такі місця знищення населення міста та військовополонених:
- на території військового містечка Ракове, яке знаходиться на відстані 5 км від міста;
- на звалищах за міським кладовищем (південно-західна частина міста);
- на відстані 2 км східніше м. Проскурова, у балці, яка знаходиться між Вінницьким та Старокостянтинівським шосе (за міським автовокзалом і дендропарком);
- у видолинку за селом Лезневе (за 7 км східніше Проскурова по Вінницькому шосе).

За 2 км на схід від Проскурова по Вінницькому шосе існував концтабір для цивільного населення, яке окупаційна влада відправляла на роботи до Німеччини. Членами Надзвичайної комісії на основі складених актів встановлено, що за роки війни окупаційна влада на території міста знищила в концтаборі 65 тис. військовополонених, стратила 81 тисячу цивільного населення.
25 березня 1944 року війська 1-го Українського фронту під командуванням Маршала СРСР Георгія Жукова зайняли місто. Очевидцем цього став англійський письменник Джеймс Олдрідж, який тоді був закордонним військовим кореспондентом. У своєму репортажі він передав враження від боїв за місто.

#### Становлення як обласного центру
15 березня 1941 року місто стало центром Кам'янець-Подільської області, 16 січня 1954 року — перейменоване в Хмельницький на честь Богдана Хмельницького, адміністративний центр Хмельницької області.
Значно збільшується площа міста, особливо після приєднання приміських сіл Заріччя та Гречани. Виникає кілька заводів всесоюзного значення — трансформаторних підстанцій, «Трактородеталь», радіотехнічний, термопластавтоматів, «Катіон», стають до ладу підприємства індустріально-будівельної, харчової та легкої промисловості. Зокрема, завод трансформаторних підстанцій стає провідним у СРСР із виробництва трансформаторів для залізничного транспорту, завод «Катіон» — одним із найбільших у країні виробником конденсаторів, ДП «Новатор» — єдиним в СРСР виробником авіаційної спецтехніки військового призначення. Виникнення подібних підприємств перетворило місто Хмельницький на великий промисловий центр України. Значно зросло населення, засновано перший виш — технологічний інститут (нині — Хмельницький національний університет), прокладено перші тролейбусні лінії, розбудовано нові мікрорайони. До того ж місто стає важливим військово-стратегічним центром не лише регіону, а всієї країни.
У період Холодної Війни, у 1956 році, до обласного центру на постійне місце дислокації прибуває 17-та гвардійська мотострілецька дивізія, а у 1961—1964 рр. — підрозділи 19-ї дивізії з 43-ї ракетної армії радянських військ РВСП. Саме з цього часу поблизу Хмельницького та на території області розгортаються бойові позиції Міжконтинентальних балістичних ракет. Значною подією, що доповнює військову сторінку історії міста, стало заснування у 1970 р. Хмельницького вищого артилерійського командного училища, на базі якого у 1990-х роках створена єдина в країні Національна академія Державної прикордонної служби України імені Богдана Хмельницького. Після закінчення Холодної війни за Програмою Нанна — Лугара було ліквідовано всі ядерні ракети на території країни, зокрема в Хмельницькій області.

### У незалежній Україні
24 серпня 1991 року хмельничани підтримали проголошення незалежної України. Хмельницький став на той час одним із найбільших у східній Європі торговельних центрів — нині тут діє цілий ринковий комплекс, який займає площу понад 18 га і включає 24 самостійних речових ринків.
21 листопада 2013 року в Хмельницькому почалися протести через призупинення підготовки до підписання Угоди про асоціацію між Україною та ЄС. Хмельничани долучилися до спротиву, який тривав у столиці. У перші дні страйку на Майдан вийшли студенти Хмельницького МАУПу, Гуманітарно-педагогічної академії, Музичного училища, Політехнічного коледжу, інших закладів. Студенти цих вишів організували страйккомітети.
|  |  |  |  |

23 січня 2014 року у Хмельницькому тисячі протестувальників пікетували Хмельницьку ОДА, обклавши її барикадами з мішків зі снігом, бочок із водою та старих автомобільних шин, з вимогою провести позачергову сесію, щоб ухвалити звернення до чинної влади із закликом припинити силове протистояння в Києві. Тим часом Хмельницька міська рада виступила проти законів, увалених «ручним голосуванням» у Верховній Раді України та поставила вимогу їх скасувати, притягти до кримінальної відповідальності осіб, винних у переслідуванні усіх учасників мирного протесту, а також підписати протягом 2014 року угоду про асоціацію України з ЄС.
24 січня 2014 року відбулась позачергова сесія Хмельницької обласної ради, на якій 60 із 62 депутатів проголосували за звернення до Президента та голови Верховної Ради України з вимогою відставки Кабінету Міністрів України, дострокових виборів Президента та Верховної Ради, припинення переслідування учасників акцій протесту. Мітингувальники зайняли приміщення обласної ради, незважаючи на опір працівників спецпідрозділу «Грифон» і застосування ними сльозогінного газу, та вимагали відставки голови держадміністрації Ядухи, однак той втік.
19 лютого 2014 року активісти прийшли до обласного приміщення СБУ з вимогою відкликати спецпризначенців із Київського майдану та перейти на бік народу. Силовики з будівлі СБУ автоматною чергою важко поранили Людмилу Шеремету в голову (померла в реанімації через кілька днів); ще одного протестувальника поранено в живіт. Після цього інциденту протестні настрої почали ще більш наростати, кількість хмельничан під СБУ збільшилася в рази. Згодом до протестувальників вийшов голова обласного СБУ Віктор Крайтор і попросив переговорів. Але вони не дали результату, внаслідок чого активісти почали зносити шини та добувати бруківку навколо будівлі та готувати коктейлі Молотова. О 18:00 почався штурм будівлі СБУ. Внаслідок штурму активістами КПП було спалено будівлю КПП, гараж СБУ та тролейбус, який стояв перед воротами. СБУшники того вечора застрелили ще одного протестувальника — Дмитра Пагора.
20 лютого 2014 року люди продовжували перебувати біля СБУ, також на місці працювали пожежники та працівники прокуратури, які розслідували справу про події 19 лютого. Також цього дня представники армії з території СБУ вивозили боєприпаси, зброю та інші речі, аби ними не заволоділи мародери та неконтрольовані протестувальники. Зброю вивозили військові з військової частини в мікрорайоні Дубове. Протестувальники перевіряли всі автомобілі, які виїжджали з території, а також перевіряли документи усіх людей, які виїжджали на цих автомобілях. При перевірці одної із вантажівок був затриманий начальник СБУ Хмельницької області, переодягнений як солдат. Його відвели на Майдан Незалежності до Хмельницької ОДА, де Віктора Крайтора було арештовано і відправлено у військову прокуратуру.
|  |  |  |  |

У 2020 році у Хмельницькому та області почалася пандемія COVID-19.

#### Російсько-українська війна
29 березня, близько 23:50, під час повітряної тривоги, у Хмельницькому вибухи. Місто вперше з часу повномасштабної вторгнення зазнало ракетного удару. Як стало відомо наступного ранку, ціллю ворога став інфраструрний об'єкт, який розташований в одному з мікрорайонів міста. 25 червня у Хмельницькій області силами ППО було збито дві російські ракети. Уламки однієї з ракет впали у лісі в Кам'янець-Подільському районі. 24 липня над Хмельниччиною силами ППО було збито 3 крилаті ракети російської армії
Протягом війни до міста переїхала велика кількість вимушених переселенців з регіонів активних бойових дій. Станом на 13 березня в Хмельницькому їх було 16 000, а станом на 7 червня це число збільшилося до 40 000. Протягом війни до Хмельницького евакуювалися такі навчальні заклади як Східноукраїнський національний університет імені Володимира Даля з Сєвєродонецька (раніше з Луганська), Харківський національний університет внутрішніх справ, Херсонський національний технічний університет та Маріупольський будівельний фаховий коледж.
23 серпня у Хмельницькому була організована виставка знищеної техніки російської армії..

## Релігія

### Початок релігійного життя у Проскурові, його особливості XVII— XVIIIст.
Місто має майже 600-річну історію і веде свій родовід від невеличкого поселення Плоскирів або Плоскирівці. Дата заснування міста не відома, а от що стосується першої згадки, то достовірно можна стверджувати про існування Плоскирова (Плоскировець) уже у першій половині XV ст. На той час Поділля було ареною суперечки між литовськими князями і польським королівством, яка закінчилася на користь останніх.
Згадки XV століття свідчать про те, що Плоскирів тривалий час був невеличким населеним пунктом. Наступні триста років (1493—1793) Плоскирів, перебуваючи під польською владою, отримав статус містечка і виконував функції центру плоскирівського староства. Тривала польська колонізація краю, непростими були відносини між українцями і поляками, особливо в релігійній сфері.
У XVII—XVIII століттях, після Люблінської унії, збільшилась чисельність переселенців із центру Польщі, Мазовії, мазурського поозер'я, Жешувського, Люблінського, Калецького, Краківського воєводств. Заселення поляками краю тривало і у XIX — на початку XX століття.
В ході колонізації активну роль відігравав римо-католицький костел. З часом поляки становили більшість правлячої державної, релігійної, господарської верхівки. Це призвело до того, що навіть частина українців за походженням стали називати себе поляками, прийняли католицьку віру, запроваджували польську мову, звичаї, побут, обрядовість. Проводилось окатоличення населення, закривалися православні церкви, а кількість костелів у краї неухильно збільшувалась. Так, якщо у XIV столітті їх було 2, у XV — 6, XVI — 7, у XVII — 14, то у XVIII столітті їх діяло вже 46. Серед них був і костьол, розташований на місці сучасної школи № 1 нашого міста, але доля його склалася трагічно.
Римо-католицька церква мала велику кількість прекрасних костелів, які приваблювали до себе паству. Навпаки, занепад православних храмів та убогість духовенства не сприяли зростанню авторитету православ'я серед населення. Тому було видане розпорядження про будівництво соборів у містах приєднаного краю. На той час у Подільській губернії було лише два собори: Іоанно-Предтеченський у Кам'янці-Подільському і архієрейський у Барі. В краї відроджується православ'я, будуються монастирі, церкви, каплиці, серед них і собор Різдва Богородиці — найдавніший православний храм міста, розташований на самому початку вулиці Соборної, від якого вона і отримала свою назву.

### Хмельницький осередок Єпархіального єпископа Кам'янець-Подільської єпархії Тернопільсько-Зборівської митрополії УГКЦ
Кам'янець-Подільська єпархія внаслідок багатьох історичних обставин неодноразово переживала гоніння. Станом на 2016 рік у Хмельницькому спостерігається найбільший вир релігійного життя. Саме тому він і стане осередком Єпархіального єпископа Кам'янець-Подільської єпархії.
Розвиток Церкви на Хмельниччині відбувався завдяки старанням пастирської праці Архієпископа і Митрополита Василя (Семенюка), а досвід служіння на Поділлі засвідчив про необхідність створення нової єпархії. «Відновлення цієї Єпархії найперше показує, що ми не є тут чужі. Так склалися історичні обставини, що постійно хтось нищив нашу церкву. Але ми повертаємося сюди, де наше коріння, де творилася історія, де наші діти, де створюються наші громади», — доповнює отець Іван Дашкевич. Територія новоствореної єпархії охоплює усю Хмельницьку область та з 2003 року належить до Тернопільсько-Зборівської митрополії УГКЦ.

### Собор Різдва Пресвятої Богородиці

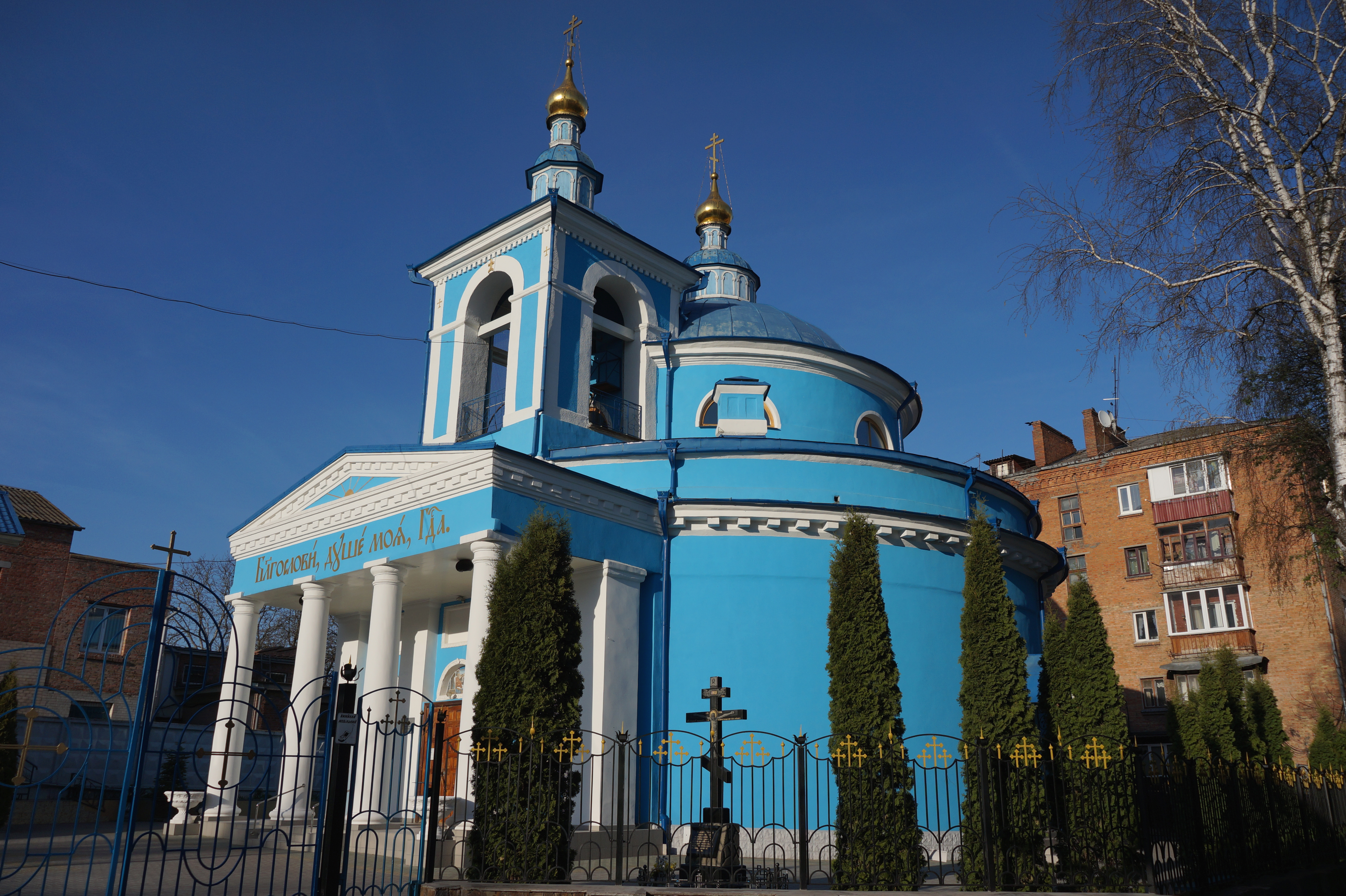
Собор Різдва Пресвятої Богородиці вул. Соборна, 14

За поданням науковців історія церкви починається із XVII століття. Перша згадка датується 1671 роком. У цей час (1670—1672) територією Польщі, до якої входило й Поділля, здійснював «мандрівку» дипломат Жан де Куртон, абат де Пальм'єр, який насправді був представником партії, що намагалась поставити на польський престол Вишневецького. Його супроводжував Ульріх фон Вердум, молодший син барона фон Вердума, дворянина із Західної Німеччини, який вів нотатки «Щоденник подорожі, яку я здійснив у 1670—1672 роках через королівство Польське». В ньому читаємо, що на озері «є чотирикутний острів, на якому, оточений валами й частоколами стоїть місцевий замок…». За свідченням Вердума, поселення тягнулося по обидва боки озера й колись було досить великим, а нині на його території стоїть близько 30 будинків і православна Церква. У 1797 році — друга згадка — під назвою Святителя Миколая.
У XVIII столітті вона була декілька разів перебудована, але продовжувала залишатись дерев'яною. Такою маленькою вона залишалася аж до початку XIX століття. Після пожежі 1822 року було вирішено Проскурівську церкву Різдва Богородиці в її колишньому вигляді не відновлювати, а побудувати на її місці кам'яний собор.
Спорудження собору почалося 1835 року, а вже 15 травня 1837 року він був освячений. Майдан біля храму оточував цегляний паркан довжиною 196 м. Перед ним була розташована Церковна площа.
Особливою гордістю храму була стародавня, в нашій місцевості шановна, чудотворна ікона Божої Матері — подоби Озерянської ікони. Вже і на ті часи образ цей був старовинним. За переказами, він зберігся під час пожежі старої церкви. Ікона мала срібний вінець, замовлений місцевим справником Григорієм Лисенком. Також на ній було вісім срібних підвісок-платівок різної форми. Це жертви прочан за зцілення від хвороби.
Нині церква зберегла свій первісний вигляд, і є найстаршою з існуючих споруд Хмельницького. Відновлена копія Озерянської ікони Матері Божої. Повернулася до храму, чудотворна ікона святої рівноапостольної Марії Магдалини.

### Костел Святої Анни

Костел Св. Анни XIX століття

Колись вулиця Староміська починалася від однієї з найкрасивіших споруд нашого міста — костелу Святої Анни, він був збудований на острові, що виник на місці злиття річок Плоскої і Південного Бугу. Цей географічний об'єкт показаний на двох найдавніших із відомих планів Проскурова, складених повітовим землеміром Дятловим 8 жовтня 1800 року і подільським губернським землеміром Екстером, який з 1801 по 1806 роки працював над географічним, гідрографічним, топографічним та економічним описом Подільської губернії. На планах також була вказана польська назва острова — Кемп. У цьому місці оселилися польські переселенці, які були тут посаджені наприкінці XVII ст. польським коронним гетьманом М. Замойським. Сталося це після того, як у 1699 році турки залишили Поділля, і Плоскирів та навколишні землі повернулися у володіння панів Замойських.
Плоскирівське староство виявилося повністю спустошеним, у зв'язку з чим Замойські переселяють сюди селян із польської Мазовії і мазурського Поозер'я. За переказами, значна частина польських переселенців одержали землю на захід від Плоскирова на колишніх гречаних ланах, від чого їхнє поселення отримало назву Гречана, згодом село Гречани. Так у Плоскирові та навколишніх селах з'явилися так звані мазури, нащадки яких склали основу теперішнього католицького населення міста і збудували на місці старого замку-фортеці невеличкий дерев'яний римо-католицький костел. Детальний опис цього храму містить згадане вище «Описание Проскуровского городского костёла с его движимим и недвижимим имуществом и записую сумм, пожертвованных прихожанами в 1796 году». У 1801—1804 роках на місці дерев'яного костелу на кошти летичівського землевласника Мацея (Матвія) Журовського (поляка, римо-католика) вимурували красивий кам'яний храм св. Анни. Після цієї події, за свідченням історика М. Орловського, для зручнішого сполучення між островом і «материковою» частиною міста була насипана земляна гребля — замість довгого моста, що існував раніше; саме цей міст показано на планах Дятлова і Екстера. Ще один римо-католицький храм у Проскурові був побудований у 1820 році. На початку XX століття костел Святої Анни перебудували, зробивши його ще величнішим. У 1936 році його закрили і почали розбирати, а у 1938 році те, що залишилося, висадили у повітря вибухівкою. 1946 року приміське село Гречани було приєднано до Проскурова.

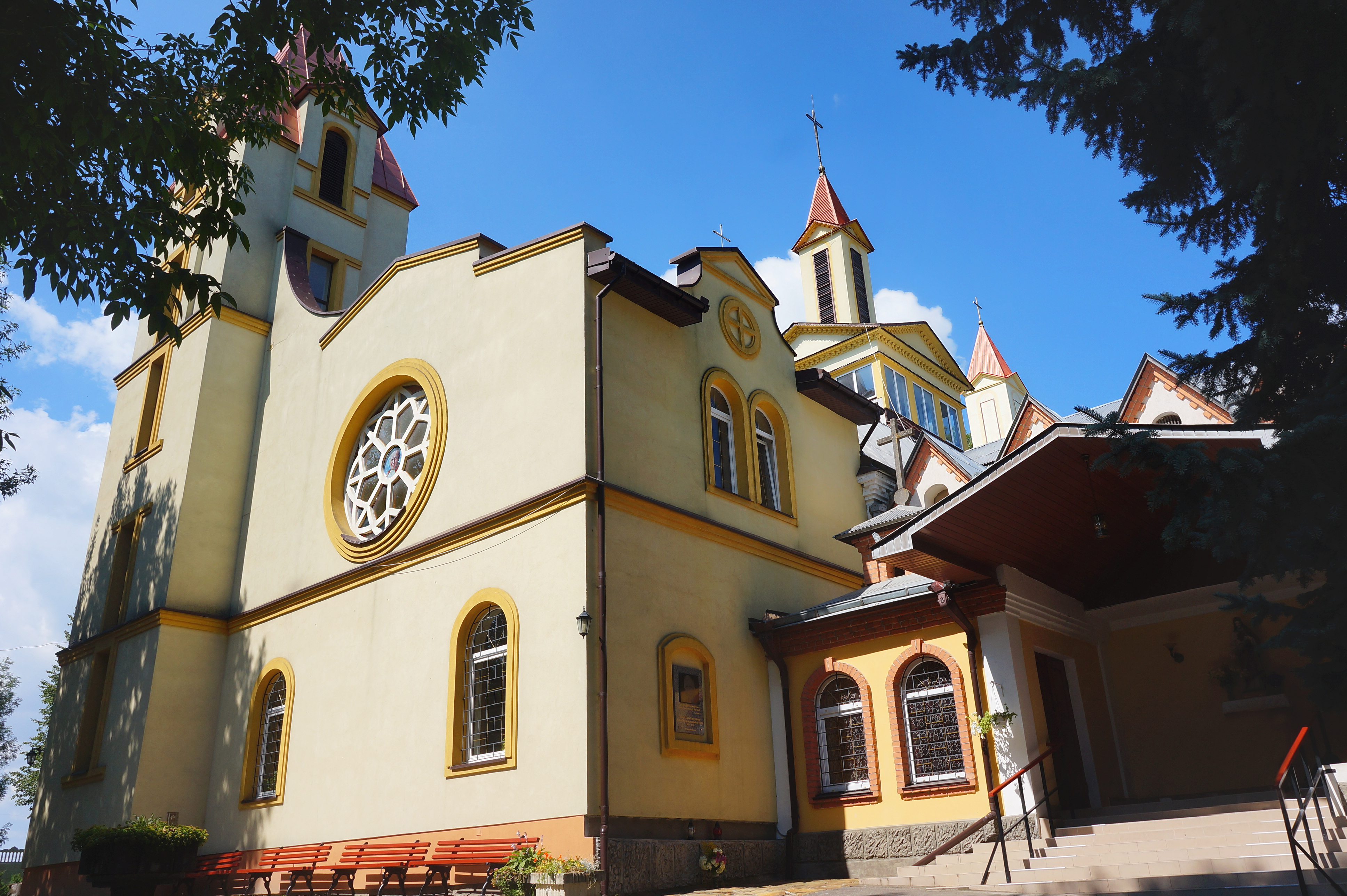
Костел святої Анни 1926 року

У Хмельницькому також діє сучасний костел св. Анни. Знаходиться у мкр. Гречани, на вулиці Західній Окружній, 14.
1926 року мешканці села Гречани розпочали на цвинтарі будову каплиці. У 1928 році отець Квасьнєвський освятив каплицю (20 м завдовжки і 7,8 м завширшки). У 1933 році каплиця стала парафіяльним костелом і діяла до 1940 року. Після війни костел використовували, як склад для зерна. З 1952 року костел відновлює роботу. Найближчі діючі костели на той час: на захід — Підволочиськ (70 км), на північ — Полонне (120 км), на південь — Кишинів, Молдова (300 км).
У листопаді 1953 року з тюрми звільнили о. Антонія Борисовича, і він приїхав до Гречан, крім яких обслуговував ще 8 костелів. 1957 року о. Антоній Борисович добудував захристію і один поверх — на житло для священника. 1967 року біля каплиці побудували склад (зараз на цьому місці знаходиться реколекційний дім). У 1987—1988 рр. о. Вітаутас Меркіс розбудував костел на 14 м.
14 вересня 1988 року храм під титулом св. Анни (покровительки колишнього костелу) консекрував єпископ Нюкш із Риги. 28 квітня 2013 року єпископ Радослав Змітровіч освятив нову каплицю під титулом блаженного Папи Йоана Павла ІІ, а також дзвони храму, які традиційно отримали імена Марія, Йосип та Йоан (на честь св. Йоана Бейзима). Парафію обслуговують отці-єзуїти, черниці згромадження Сестер Дочок Пресвятого Серця Пресвятої Діви Марії та монахині Сестер Служниць Святого Духа.

### Зміни в релігійному житті краю в кінці XVIIIст.
Після приєднання Поділля до Російської імперії в результаті поділів Польщі у 1793 році сталися різкі зміни в релігійному житті. Експансія католицизму на схід була припинена, російський уряд всіляко підтримував православ'я як один з основних засобів зміцнення свого впливу в краї. З цією метою у 1795 році імператорським указом була створена Подільська губернія, центром одного з повітів якої зазначено Плоскирів, назва якого змінилась на Проскурів. Вона дуже швидко прижилася, бо була співзвучна зі словом «проскура» — так іменують хлібець, котрий вживається у православних обрядах. Цим указом створювалась самостійна Брацлавська і Подільська єпархія ІІ розряду з центром у місті Барі.
Першим єпископом Брацлавським та Подільським був призначений член Синодальної контори, архімандрит Донського монастиря — Іоаннікій. Для того, щоб здійснювати ефективніший нагляд у найвіддаленіших кутках просторої єпархії, за наполегливою вимогою єпископа були створені посередницькі центри на місцях, для чого у повітових містах, у свою чергу, були створені духовні правління. Ці правління у 1796 році були відкриті в 13 містах Подільської губернії. Для зручності в управлінні єпархія була поділена на благочинні управління, округи, які очолювали благочинні. Проскурівське духовне правління, що спочатку знаходилось у Чорному Острові, 27 липня 1796 року було переведене в Проскурів. Із заснуванням таких правлінь повітові міста перетворились у своєрідні центри духовного життя, де виникла необхідність привести до відповідного рівня храми.

### Свято-Покровський Кафедральний собор

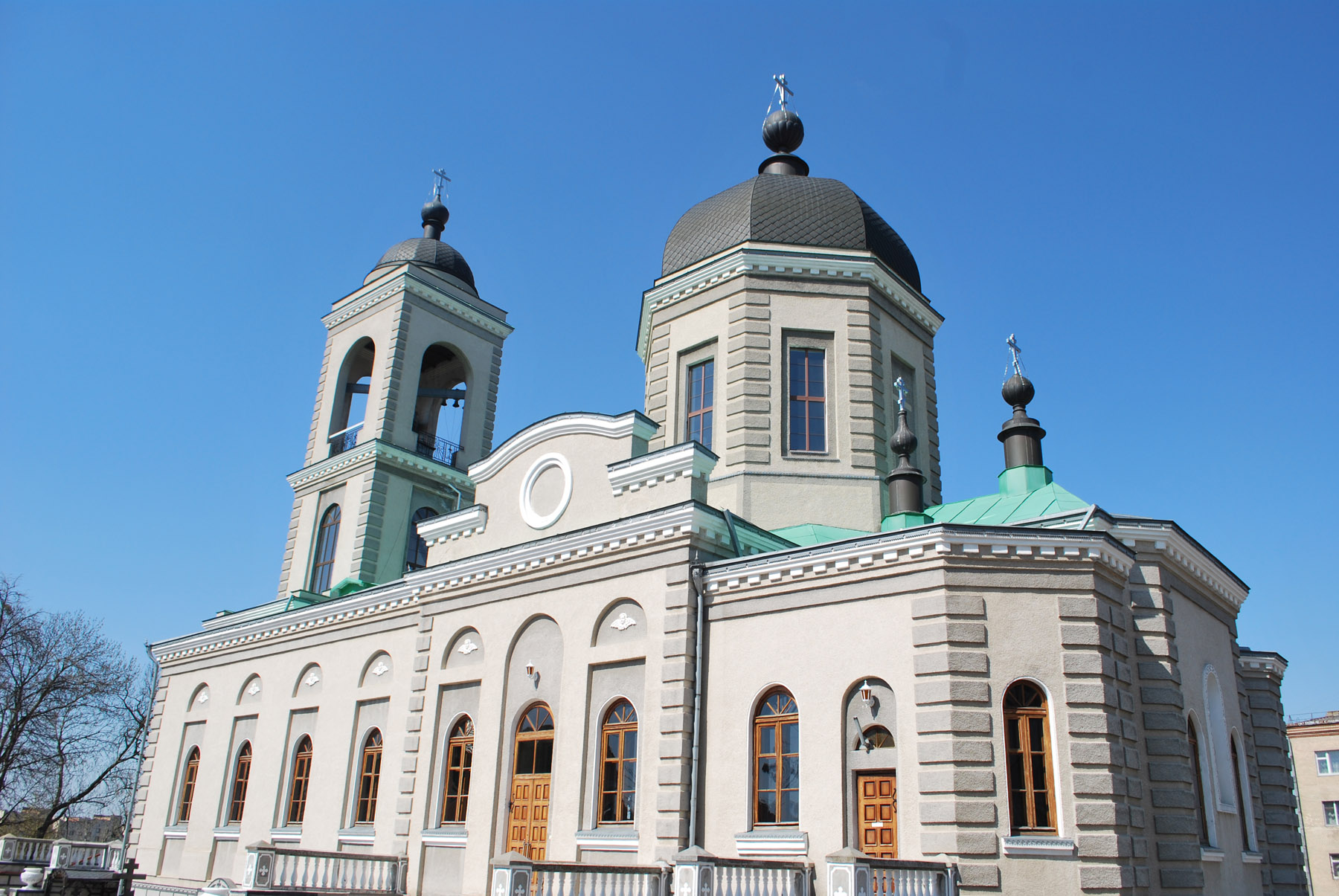
Свято-Покровський Кафедральний собор

Головний православний храм міста — Свято-Покровський кафедральний собор (Православна Церква України). Він знаходиться поблизу перехрестя вул. Володимирської з Кам'янецькою. У XVIII—XIX ст. ця частина міста, де нині височить собор, вважалася околицею Проскурова та 1824 року, згідно з генеральним планом забудови міста, була відведена під християнський цвинтар. Приблизно в ті ж роки в центрі цвинтаря побудували невелику церкву, освячену на честь Покрови Пресвятої Богородиці.

### Синагога
Нещодавно в одному з найстаріших куточків міста — провулку Пекарському, відбулося відкриття відновленої синагоги. Вона була побудована у 1890 році, пережила багато лихоліть. 2009 року була реконструйована.

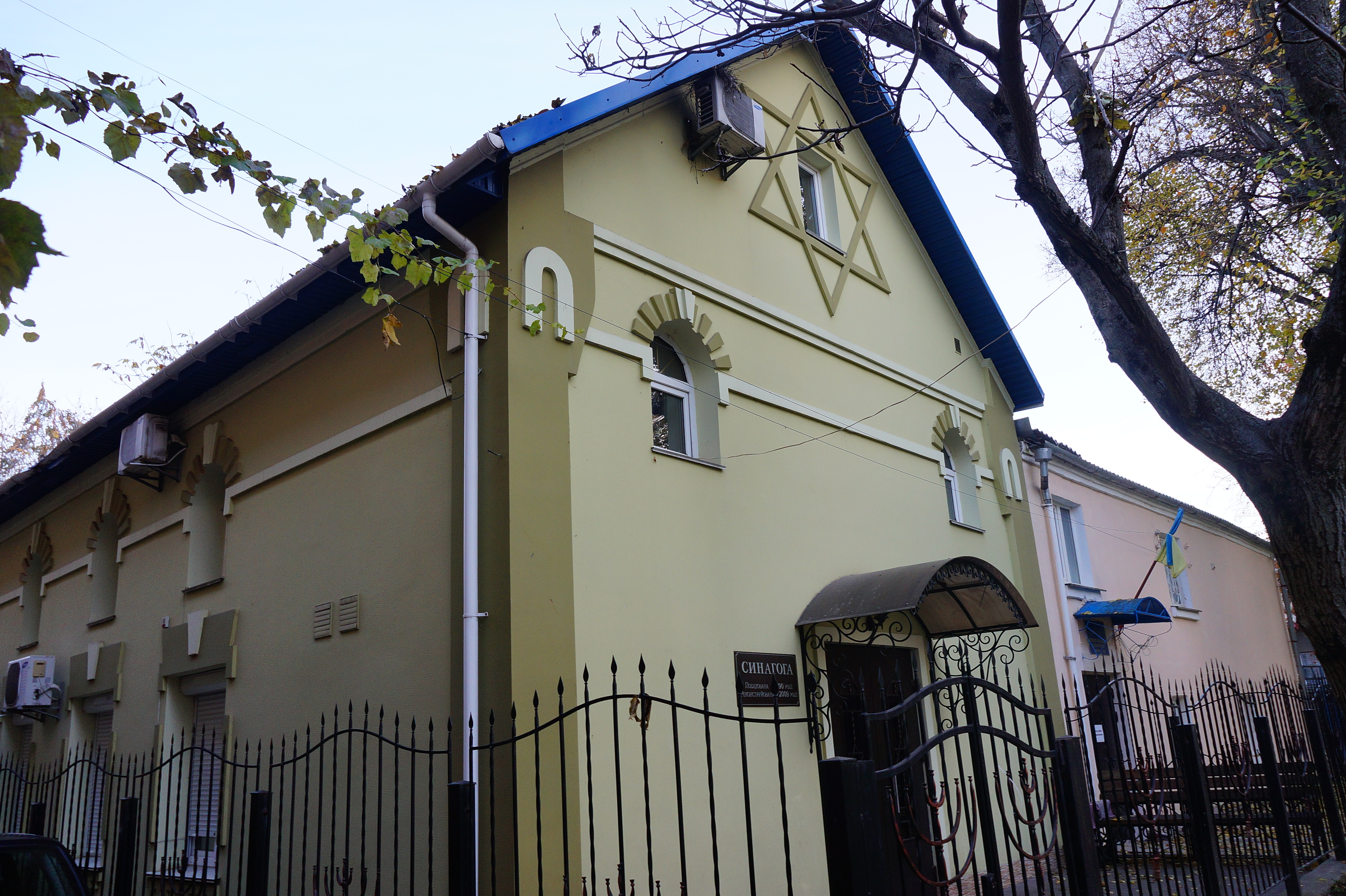
Синагога на Пекарській вулиці

Ще одна синагога збудована у XVIII—XIX ст. у прибузьких кварталах міста. Серед одноповерхової скупченої забудови цих кварталів виділялася будівля Великої хоральної синагоги, яка первісно була дерев'яною (споруджена у XVIII ст.), а наприкінці XIX ст. перебудована на цегляну. У 1938 р. синагогу закрили, а після війни перетворили на спортивний зал товариства «Спартак». Наприкінці 1950-х років квартал навколо синагоги повністю перебудували: спорудили триповерховий навчальний корпус кооперативного технікуму, дещо пізніше до нього прибудували ще один корпус цього закладу освіти, гуртожиток та житловий будинок. Таким чином синагога опинилася у подвір'ї технікуму і була знесена у 1991 р. Тепер на її місці побудований спортивний зал кооперативного коледжу.

### Римо-Католицька парафія Христа Царя Всесвіту

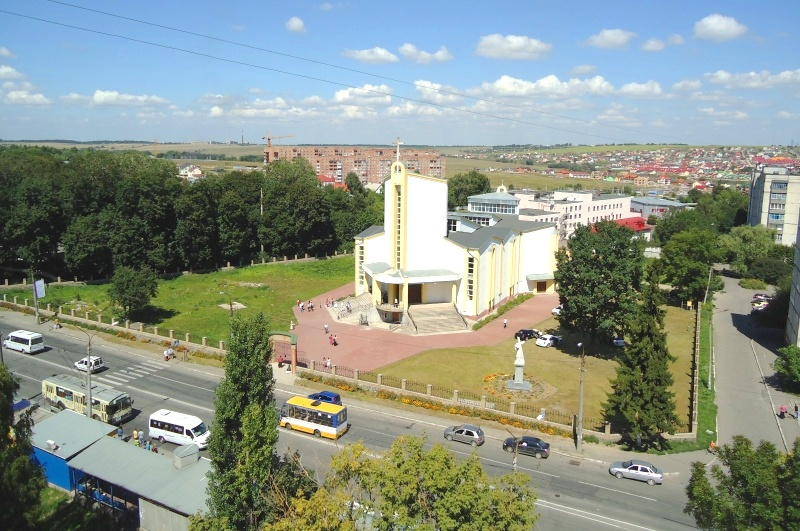
Костел Христа Царя Всесвіту (Виставка)

Парафія Христа Царя Всесвіту вважається однією з найчисельніших парафій України. Ще 20 років тому цього храму і парафії не існувало.
На початку 1990-х років у Хмельницькому існувала лише парафія святої Анни у Гречанах. Маленька капличка не вміщала парафіян, число яких постійно зростало. Отець Вітаултас Меркес — настоятель парафії св. Анни — звернувся до місцевої влади з проханням про виділення землі під будівництво нового храму. Міська влада у 1990 р. дала дозвіл на купівлю землі. А вже у січні 1991 року була зведена тимчасова каплиця Христа Царя Всесвіту. Одночасно розпочалось будівництво великого храму. Сьогодні ця грандіозна споруда є окрасою міста.
Також на території храму розташований Будинок святого отця Піо. Спочатку він використовувався для потреб парафії. Але згодом був переданий сестрам ордену Дочок Непорочного Серця Пресвятої Діви Марії, що служать при храмі. На сьогодні у будинку проживає 9 дітей сиріт, якими опікуються сестри.
Щороку вулицями міста Хмельницького проходять процесії: театралізована Хресна Дорога у Страсну П'ятницю (остання п'ятниця перед Великоднем), на свято Божого Тіла (у червні) і на свято Пресвятої Діви Марії Розарієвої (7 жовтня).
31 серпня 2014 року встановили Пам'ятник Івану Павлу ІІ на території храму. 19 грудня 2021 року було освячено каплицю св. Домініка ордену домініканців та душпастирські приміщення.

## Храми

### Християнство
- Римсько-католицька церква:
  - Костел Христа Царя Всесвіту
  - Костел Святої Анни
  - Костел Святої Анни (колишній)
  - Костел Непорочного Серця Пресвятої Діви Марії
  - Костел Святих апостолів Петра і Павла
  - Каплиця Святого Домініка
- Українська греко-католицька церква:
  - Катедральний собор Різдва Пресвятої Богородиці[43][44]
  - Церква Всіх святих українського народу
  - Церква Пресвятої Трійці
  - Церква святого архистратига Михаїла
- Російська православна старообрядська церква
  - Церква Святого Георгія Переможця[45]
- УПЦ (МП)
  - Свято-Георгіївський храм
- Православна церква України:
  - Свято-Андріївський кафедральний собор
  - Собор Покрови Пресвятої Богородиці
  - Церква Казанської ікони Божої Матері[46][47]
  - Собор Різдва Пресвятої Богородиці[48]
- Протестантизм:
  - Церква «Дім Євангелія» (Баптизм)
  - Церква «Спасіння» (П'ятидесятництво)
  - Церква адвентистів сьомого дня

### Юдаїзм
- Велика хоральна синагога (колишня)
- Синагога ремісників

|                          |                             |                            |
| Свято-Георгіївський храм | Костел Христа Царя Всесвіту | Собор Андрія Первозванного |

## Адміністративний поділ

Майдан Незалежності і Хмельницька ОДА

Площа біля Філармонії на вул. Гагаріна

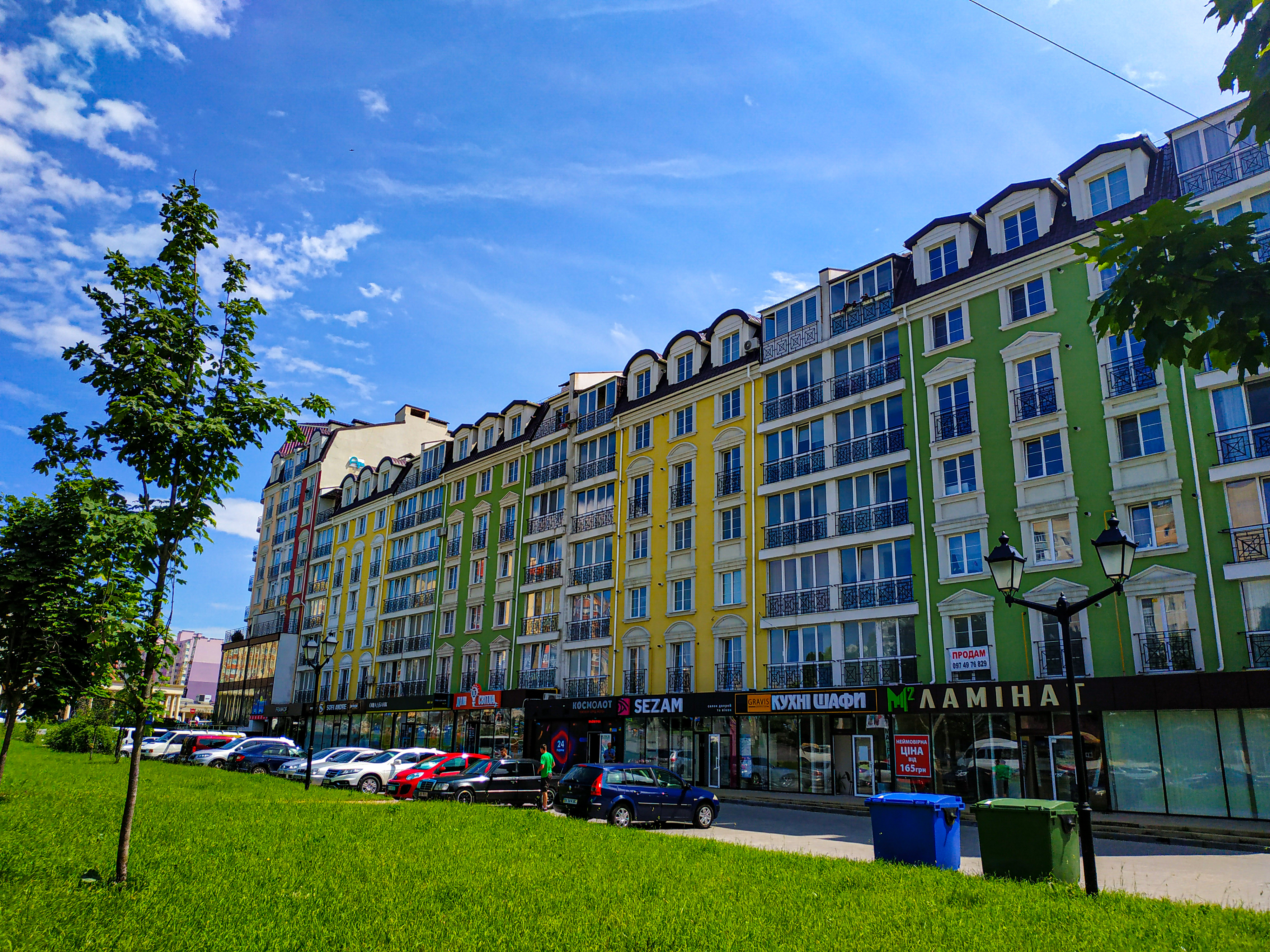
вулиця Панаса Мирного (Озерна)

Хоча місто Хмельницький не має офіційного поділу на райони, але можна чітко визначити 10 мікрорайонів (Гречани, Дубове, Заріччя, Книжківці, Лезневе, Озерна, Південно-Західний, Ракове, Ружична, Центральний), а також ці мікрорайони діляться на окремі масиви (Ближні та Дальні Гречани, Ближнє Ракове та ін.) та історичних частин міста (Новий План, Завалля, Старе Місто та ін.). На сучасному етапі розвитку міста будуються нові мікрорайони на околицях міста такі, як Перший парковий мікрорайон, Дивокрай, Відрадний та ін.

### Історичні місцевості
| Правий берег Південного Бугу           | Лівий берег Південного Бугу          |
| -------------------------------------- | ------------------------------------ |
| «Болгари»                              | Виставка                             |
| Високе (район цегельного заводу)       | Дехтярка                             |
| Гречани                                | Дивокрай                             |
| Дальні Гречани                         | Заріччя                              |
| Дубове                                 | Лезневе                              |
| Завалля                                | Молодіжний (біля с. Лісові Гринівці) |
| «Кавказ»                               | Озерна                               |
| Кам'янецький переїзд                   | Отрадне                              |
| Книжківці                              |                                      |
| Кудрянка (або Самець)                  |                                      |
| Новий план (План)                      |                                      |
| Південно-Західний мікрорайон           |                                      |
| Ракове                                 |                                      |
| Ружична                                |                                      |
| Старе місто (старий базар)             |                                      |
| Старий аеропорт                        |                                      |
| Тарабанівка                            |                                      |
| Фельштинський переїзд (Львівське шосе) |                                      |
|                                        |                                      |
|                                        |                                      |

### Вулиці міста
На карті Хмельницького зафіксовано більше 500 вулиць, провулків, проїздів та майданів. У 1824 році розпочалась повна перебудова міста після великої пожежі, яка сталася у 1822 році.
Генеральний план перебудови був розроблений подільським губернським землеміром В. Рудлицьким та архітектором Вільямсом Гесте.

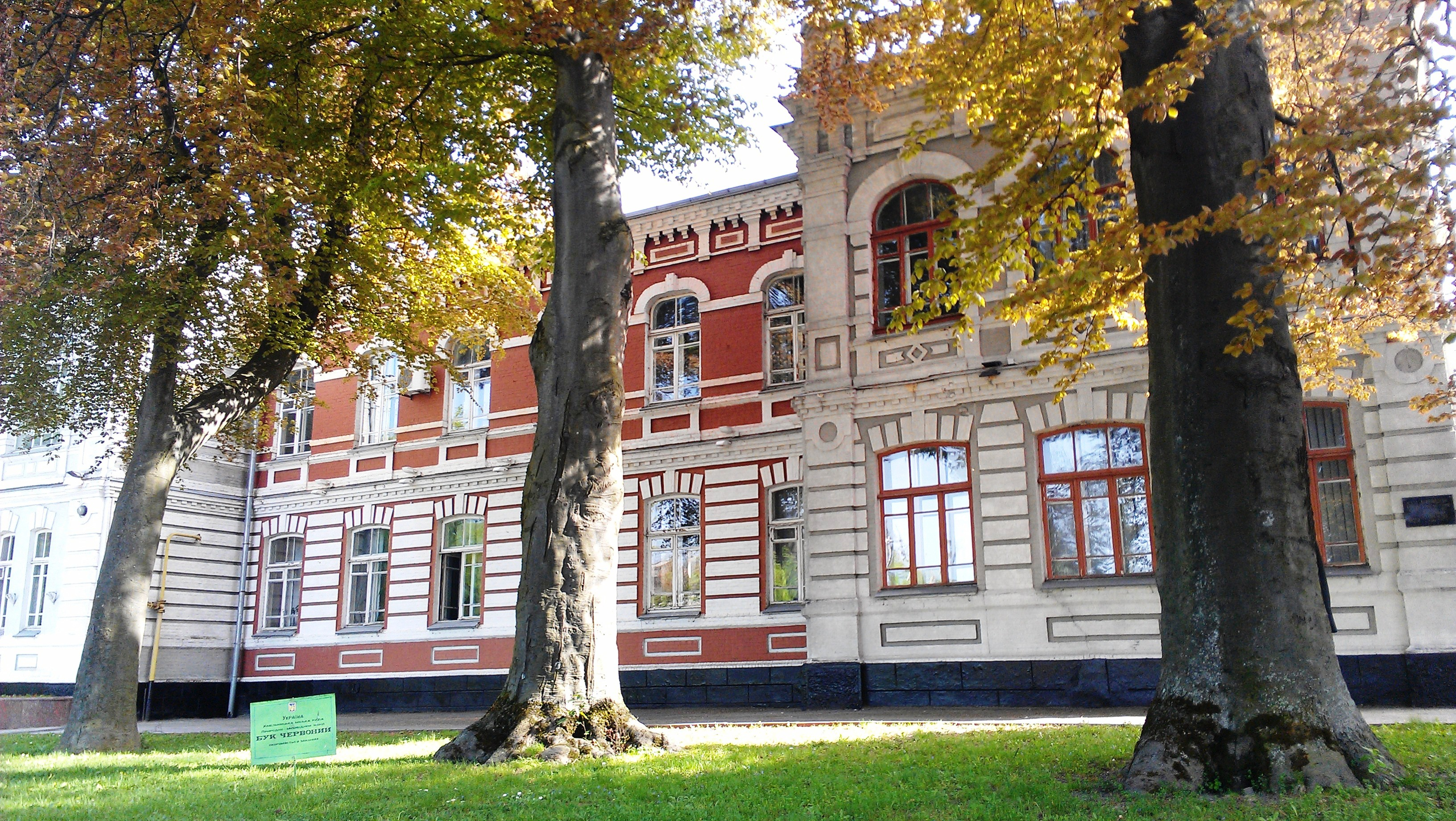
вул. Старобульварна (нині — Героїв Маріуполя) на задньому плані Хмельницька міська рада

План мав чіткий поділ на вулиці, вся територія міста була поділена на 51 квартал та 403 садибні ділянки. За цим планом були прокладені всі основні вулиці центральної частини міста (такий розподіл зберігся до наших часів). Окреслилися та отримали назви вулиці Соборна, Купецька (нині — Подільська), Дворянська (нині — Володимирська), Комерційна (нині — Грушевського), Аптекарська (нині — Проскурівського підпілля), Реміснича (нині — Вайсера), Мільйонна (нині — Театральна/Героїв Майдану), Старобульварна (нині — Героїв Маріуполя та частина Свободи), та інші. Центральними залишилися і вище згадані поштові шляхи: дорога на Летичів отримала назву вулиця Олександрівська (нині — Проскурівська), а на Кам'янець — Кам'янецька.
Нові вулиці (за новим перспективним планом землеміра Подільської Палати державних маєтностей В. Осецького: Велика Вокзальна (нині — Шевченка), Мала Вокзальна (нині — Пилипчука), Новобульварна (нині — Франка) та інші. З'явилися перші вулиці за лінією залізниці, на відведених для військового відомства землях і у передмісті Дубове. Таким чином, на початку XX століття (дані на 1909 р.) у Проскурові було 38 вулиць та провулків.
XX—XXI століття принесли Хмельницькому бурхливу розбудову та перейменування більшості вулиць центральної частини міста, перетворення його з невеликого торгово-ремісничого міста у регіональний та обласний центр.

## Населення

### Чисельність
| 1897   | 1907   | 1920   | 1926   | 1939   | 1943   | 1959   | 1970    | 1979    | 1989    | 2001    | 2012    | 2013    | 2014    | 2020    | 2022    |
| ------ | ------ | ------ | ------ | ------ | ------ | ------ | ------- | ------- | ------- | ------- | ------- | ------- | ------- | ------- | ------- |
| 22 855 | 26 200 | 19 000 | 27 000 | 37 000 | 12 510 | 62 473 | 112 959 | 171 801 | 236 938 | 253 994 | 263 703 | 264 989 | 266 612 | 273 895 | 274 452 |

### Національний склад
Історична динаміка національного складу Хмельницького за результатами переписів населення:
|          | 1926 | 1939 | 1959 | 1989 | 2001 |
| -------- | ---- | ---- | ---- | ---- | ---- |
| українці | 39,0 | 44,1 | 57,6 | 79,0 | 88,3 |
| росіяни  | 7,8  | 8,1  | 19,4 | 14,2 | 7,9  |
| поляки   | 9,7  | 7,8  | 11,2 | 3,2  | 2,0  |
| євреї    | 41,9 | 38,7 | 10,4 | 2,3  | 0,3  |

Згідно з опитуваннями, проведеними Соціологічною групою «Рейтинг» у 2017 році, українці становили 98 % населення міста, росіяни — 2 %.

### Мова
Розподіл населення за рідною мовою за даними перепису 2001 року:
| Мова            | Кількість | Відсоток |
| --------------- | --------- | -------- |
| українська      | 221920    | 88.39%   |
| російська       | 26006     | 10.36%   |
| польська        | 972       | 0.39%    |
| білоруська      | 187       | 0.07%    |
| вірменська      | 182       | 0.07%    |
| циганська       | 117       | 0.05%    |
| єврейська       | 49        | 0.02%    |
| інші/не вказали | 1644      | 0.65%    |
| Усього          | 251077    | 100%     |

Українська мова є основною та єдиною офіційною мовою міста.
Згідно з опитуваннями, проведеними Соціологічною групою «Рейтинг» у 2017 році, українською вдома розмовляли 82 % населення міста, російською — 6 %, українською та російською в рівній мірі — 12 %.
Згідно з опитуванням, проведеним Міжнародним республіканським інститутом у квітні-травні 2023 року, українською вдома розмовляли 88 % населення міста, російською — 9 %.
Згідно з опитуванням, проведеним Міжнародним республіканським інститутом у квітні-травні 2024 року, українською вдома розмовляли 98 % населення міста, російською — 12 % (на відміну від опитування 2023 року було дозволено вибір кількох варіантів).

## Географія

### Клімат
Місто розташоване в помірно-континентальному кліматі з теплим літом, м'якою зимою і достатньою кількістю опадів. Він сформувався під впливом різноманітних чинників. Головним із них є географічна широта, з якою пов'язана висота Сонця над горизонтом і величина сонячної радіації. Висота Сонця над горизонтом на території області в червні в полудень досягає 63—65°, в грудні — 16—18°, а в рівнодення — 39,5—41,5.° Тривалість дня змінюється від 8 до 16,5 години.
Неоднакові показники висоти Сонця над горизонтом та зміни хмарності протягом року впливають на зміну сонячної радіації від 130 кал/см2 в грудні до 530 кал/см2 в червні, досягаючи за рік 101 ккал/см2.
| Клімат Хмельницького                                                               | Клімат Хмельницького | Клімат Хмельницького | Клімат Хмельницького | Клімат Хмельницького | Клімат Хмельницького | Клімат Хмельницького | Клімат Хмельницького | Клімат Хмельницького | Клімат Хмельницького | Клімат Хмельницького | Клімат Хмельницького | Клімат Хмельницького | Клімат Хмельницького |
| Показник                                                                           | Січ.                 | Лют.                 | Бер.                 | Квіт.                | Трав.                | Черв.                | Лип.                 | Серп.                | Вер.                 | Жовт.                | Лист.                | Груд.                | Рік                  |
| Абсолютний максимум, °C                                                            | 13,3                 | 17,1                 | 23,2                 | 28,5                 | 31,7                 | 34,1                 | 34,2                 | 36,7                 | 36,2                 | 27,8                 | 20,2                 | 13,9                 | 43,0                 |
| Середній максимум, °C                                                              | −2,1                 | −0,7                 | 4,1                  | 13,0                 | 19,4                 | 22,6                 | 23,7                 | 23,1                 | 19,0                 | 12,5                 | 5,2                  | 0,2                  | 11,7                 |
| Середня температура, °C                                                            | −5,3                 | −4                   | 0,3                  | 7,9                  | 13,9                 | 17,2                 | 18,5                 | 17,5                 | 13,7                 | 8,0                  | 2,3                  | −2,5                 | 7,3                  |
| Середній мінімум, °C                                                               | −8,5                 | −7,3                 | −3,5                 | 2,9                  | 8,4                  | 11,9                 | 13,3                 | 12,2                 | 8,5                  | 3,6                  | −0,5                 | −6,1                 | 2,9                  |
| Абсолютний мінімум, °C                                                             | −31,2                | −28,2                | −23,4                | −8,3                 | −3,5                 | 2,0                  | 5,1                  | 2,1                  | −4,5                 | −13,5                | −20,1                | −26,4                | −30,5                |
| Норма опадів, мм                                                                   | 37                   | 38                   | 32                   | 49                   | 67                   | 103                  | 104                  | 68                   | 53                   | 33                   | 41                   | 43                   | 668                  |
| ---------------------------------------------------------------------------------- | -------------------- | -------------------- | -------------------- | -------------------- | -------------------- | -------------------- | -------------------- | -------------------- | -------------------- | -------------------- | -------------------- | -------------------- | -------------------- |
| Джерело: https://en.climate-data.org/location/3017/, Клімат та погода Хмельницький |                      |                      |                      |                      |                      |                      |                      |                      |                      |                      |                      |                      |                      |

### Гідрологія міста

Південний Буг у Хмельницькому (позаду острів Кохання)

Із заходу на схід Хмельницького протікає річка Плоска — притока Південного Бугу, який теж протікає містом. Плоска є невеликою річкою в західній частині міста в районі Гречан і є окрасою парку ім. Чекмана, вона розтікається у вигляді каналів.
Південний Буг — друга за величиною річка краю, що впадає в Чорне море. Довжина її становить 792 км. Хмельниччині належить верхів'я річки завдовжки 120 кілометрів.

### Природно-заповідний фонд
Ботанічні пам'ятки природи: Алея каштана кінського, Бук червоний (вул. Героїв Маріуполя), Бук червоний (вул. Героїв Майдану), Горіх чорний, Липа звичайна.
Дендрологічні парки: «Поділля».
Ботанічні сади: Ботанічний сад Хмельницького національного університету.
Парки-пам'ятки садово-паркового мистецтва: Заріччя, Сквер ім. Т. Г. Шевченка, Парк ім. М. Чекмана, Сад Григорія Сковороди.

## Економіка
До 1920 року в Проскурові була напівкустарна промисловість (харчова), сьогодні місто є промисловим центром.
Хмельницькі підприємства виробляють чимало промислової продукції України. Для розвитку промисловості тут є сприятливі умови: достатня кількість трудових ресурсів, нерудних копалин, сільськогосподарської сировини. На їх основі сформувались галузі харчової, легкої, машинобудівної промисловості, виробництво будівельних матеріалів. Розвинуті також деревообробна, паливно-енергетична, хімічна та інші галузі. Важливе місце серед галузей промисловості займає машинобудування. Підприємства цієї галузі випускають верстати, ковальсько-пресове устаткування, трансформатори, дереворізальні інструменти, плуги, сільськогосподарські машини, кабель, електротехнічні вироби. Найбільші підприємства області — виробничі об'єднання «Укрелектроапарат», «Катіон», «Термопластавтомат», ковальсько-пресового устаткування, заводи трансформаторних підстанцій, тракторних агрегатів у Хмельницькому.

### Промисловість

ЗАТ Хмельницька кондитерська фабрика «Кондфіл»

Найбільшу питому вагу в структурі промислового виробництва міста займають хімічна і нафтохімічна галузь — 28,1 %, машинобудівна промисловість — 25,3 %, харчова галузь — 19 % та будівельна промисловість — 7,3 %.

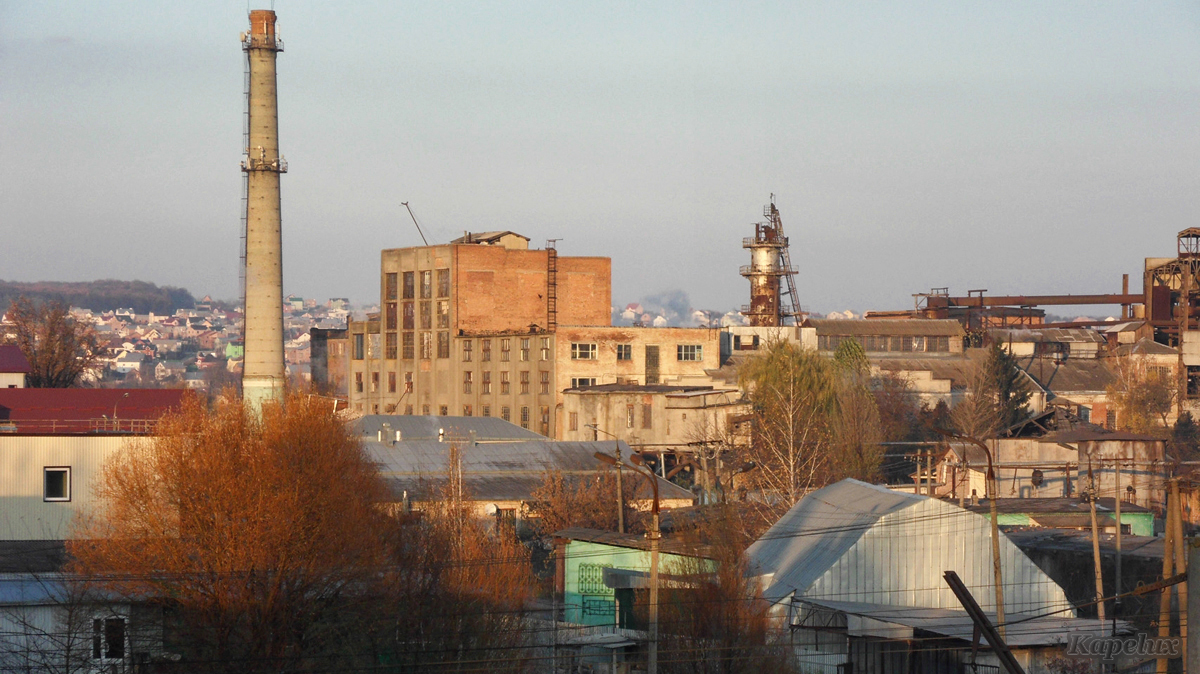
Хмельницький цукровий завод

Стабільно працюють та нарощують обсяги виробництва ТОВ «Укрелектроапарат», ТОВ «Хекро Пет ЛТД», ЗАТ «Маслосирбаза», ВАТ «Хмельницькзалізобетон», СП «Агро Поділля», ТОВ «Трансформатор сервіс», МПП «Схід», ВАТ «Хмельницький обласний пивзавод», КП «Комбінат будівельних матеріалів», ВАТ завод «Строммашина», «Wishak» та інші.
З початку 2007 року поступово почали нарощувати обсяги промислового виробництва ЗАТ «Кондфіл» та ВАТ завод «Нева», на яких в останні роки спостерігався спад виробництва. На даний момент ВАТ завод «НЕВА» припинив свою роботу, ЗАТ «Кондфіл» проводить процедуру банкрутства з 2017 року.
У січні-серпні 2007 року промисловими підприємствами усіх галузей реалізовано промислової продукції (робіт, послуг) у відпускних цінах на 1643,7 млн грн, це становить 33,1 % до загального обсягу по області і збільшився на 394,6 млн грн, у порівнянні із січнем-серпнем 2006 року. Обсяг реалізованої промислової продукції на одну особу по місту склав 6375,3 грн, що майже у 1,8 рази перевищує аналогічний показник по області (3637 грн) та на 1507 грн більше, ніж у відповідному періоді минулого року.
Темп приросту продуктивності праці по м. Хмельницькому за січень-серпень 2007 року склав 19,4 %, за відповідний період 2006 року — 18,1 %.
У місті Хмельницькому промислові підприємства усіх галузей успішно працюють над вдосконаленням своєї продукції до рівня європейських стандартів. На 11 промислових підприємствах впроваджено сертифікацію власної системи якості на відповідність державному стандарту ISO 9001 версії 2001 року. Це такі підприємства, як ВАТ «Укрелектроапарат», ДП «Новатор», ПП «Вуд», ЗАТ «Маслосирбаза», ЗАТ «Інтерлит», ТОВ «Тін — Імпекс», ДП «Альма-Шкіргалантерея», ТОВ «Хекро Пет ЛТД», ВАТ «Хмельницькобленерго», ТОВ «Укрелком», ВАТ «Хмельницькзалізобетон». Підготовка до впровадження стандарту ISO 9001 в цей час[коли?] проводиться на ТОВ «Трансформатор сервіс», ВАТ «Хмельницький механічний завод» та ВАТ «Хмельницький обласний пивзавод».
Так, трансформаторні підстанції різних модифікацій, що виробляються на ВАТ «Укрелектроапарат» постачаються більш ніж у 30 країн світу; різнопланова продукція ДП «Новатор» знана, як у місті, так і в 15 країнах ближнього та дальнього зарубіжжя; майже 60 % загальних обсягів виробництва ВАТ «АК Адвіс» є експортні поставки; попит має продукція ВАТ «Хмельницькзалізобетон» — 30 % якої реалізується по всій Україні. З найкращої сторони в місті та за його межами зарекомендувала себе продукція підприємств харчової промисловості. Майже 30 % загальних обсягів виробництва ЗАТ «Хмельницька маслосирбаза» експортується в країни СНД. Споживачі продукції з товарною маркою «Вершковий рай» задоволені якістю та ціновими показниками товару. Майже 74 % продукції ТзОВ «Хмельницький комбінат хлібопродуктів» експортується у 7 країн СНД. Живе пиво ВАТ «Хмельницький обласний пивзавод» отримало високу оцінку від жителів та гостей нашого міста.
У вересні 2018 року в Хмельницькому Sumitomo Electric Bordnetze (SEBN) відкриває в Хмельницькому перший цех заводу з виробництва кабельно-провідникової продукції для автомобілів концерну Vollkswagen на 2000 робочих місць.

### Торгівля
Місто Хмельницький відоме на всю Україну як місто торгівлі. Річ у тому, що саме тут розташований один із найбільших ринків Європи — хмельницький речовий ринок. Сюди приїздять люди не тільки зі всієї України, а й із Польщі, Білорусі, Молдови та інших найближчих країн-сусідів.

«Либідь Плаза»

У 2007 році на південь від міста на території села Розсоша біля Хмельницького аеропорту було відкрито ТСЦ «Поділля» площею 22 га, де було облаштовано 4 700 торговельних павільйонів. ТСЦ «Поділля» позиціонувалося як заміна існуючому Хмельницькому речовому ринку. Будівництво ТСЦ відбувалося зі скандалами — про незаконність проєкту, брудні інвестиції заявляли місцева влада, громадські організації та торговці з інших ринків Хмельницького, народні депутати України Лев Бірюк, Олег Тягнибок, Володимир Співачук. Зрештою, ринок так і не запрацював, хоча вартість торгового місця на ньому доходила до 24 тисяч доларів.
Також розвивається інтернет-торгівля. Головні торговельні центри Хмельницького — «ОАЗИС», «Таврія В», «Либідь Плаза», «Променад Олександрівський», «Атріум», «Пасаж», ЦУМ, «Торговельний Центр» (відомий, як Дитячий світ), «Дубово», «Ріко», «Тритон», «Сіті Центр ХМ», «Ультрамарин», «Торговий Дім на Подільській».

### Ярмарки
У місті декілька раз на рік відбуваються різні ярмарки. Частіше всього вони відбуваються на вулиці Прибузькій просто неба. Хмельницький сільськогосподарський ярмарок супроводжують такі розваги, як вистави музичних колективів Поділля, ігри та конкурси.
- На вулиці Прибузькій відбуваються сільськогосподарські ярмарки, де в широкому асортименті представлені насіння, саджанці, ковбасні, хлібобулочні вироби, борошно, крупи, макаронні вироби, молочна продукція, риба та інші продовольчі товари.
- У Хмельницькій торгово-промисловій палаті проходять ярмарки інституційного розвитку для організацій, які займаються розвитком громадянського суспільства. Це місце, де користувачі знаходять собі надійних та професійних виконавців, де проводять майстер-класи відомі практиків у сфері інституційного розвитку. Ярмарок інституційного розвитку організовує Ресурсний центр ГУРТ у рамках проєкту «Інвестуймо в інституційну спроможність громадянського суспільства», що реалізується в межах програми «Об'єднуємося заради реформ (UNITER)», що фінансується Агентством США з міжнародного розвитку (USAID) та виконується Pact, Inc[76].
- Щороку відбувається традиційний Хмельницький різдвяний ярмарок.

## Транспорт
Рух міського транспорту, який курсував за встановленою схемою з 2007 року, було реорганізовано у січні 2013 року.

### Хмельницький тролейбус

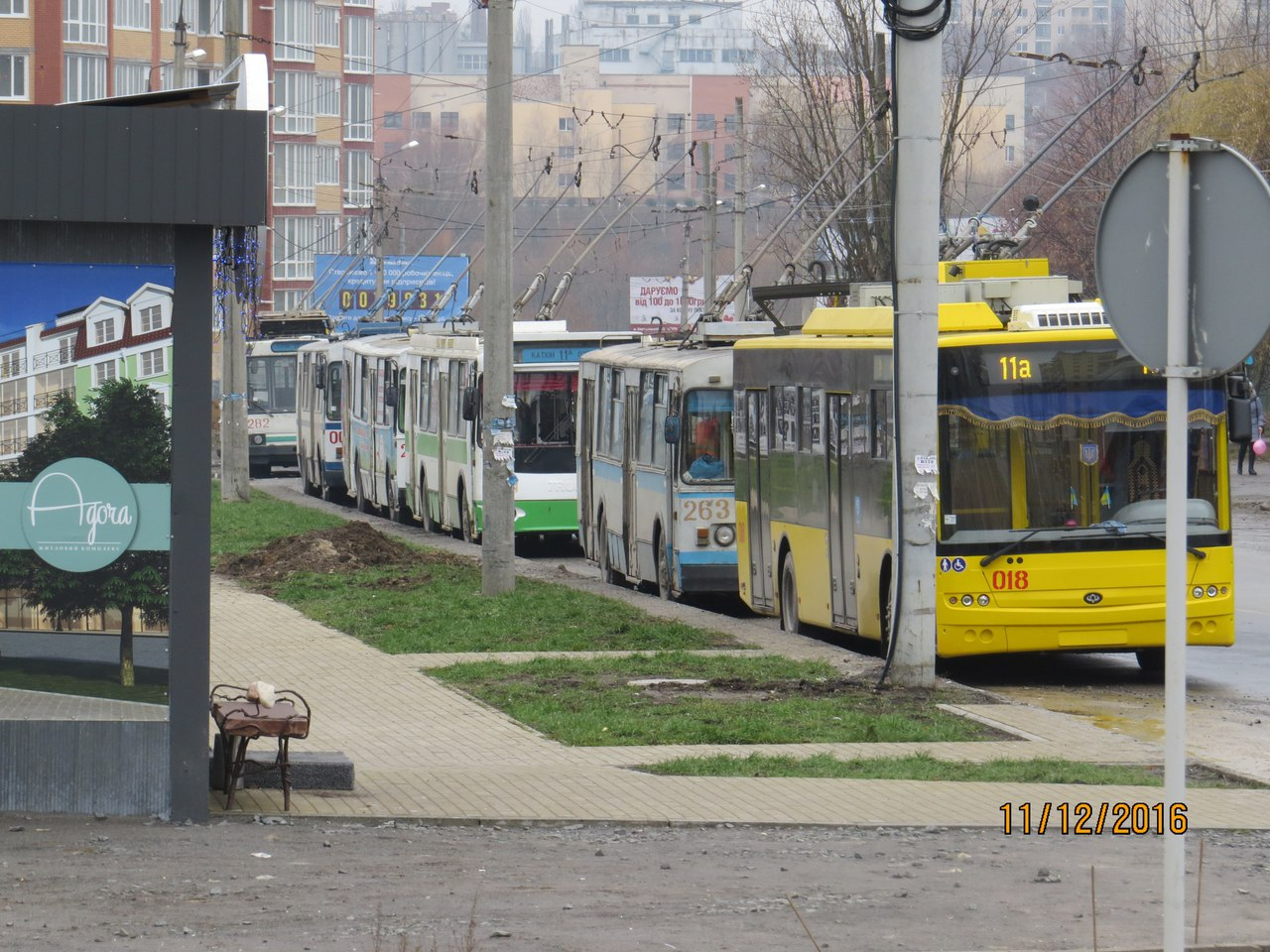
Хмельницький тролейбус

Хмельницький тролейбус — муніципальна тролейбусна мережа, перевезення пасажирів здійснює КП «Електротранс» (на березень 2013 року директор підприємства Віктор Паламарчук).
Тролейбус у Хмельницькому є одним із пріоритетних видів громадського транспорту, що покриває як центр міста, так і віддалені від нього мікрорайони. У 2012 році тролейбусами та автобусами підприємства КП «Електротранс» перевезено 39,4 млн пасажирів.

### Автобус
7 листопада 1929 року в Проскурові почався регулярний рух автобуса.

### Проскурівський трамвай
У 1899 році проскурівський купець Давид Волькович Ніренберг, перебуваючи за комерційними справами у Житомирі, випадково став свідком відкриття у цьому місті трамвайного руху. Ця подія справила на купця незабутнє враження і він одразу загорівся ідеєю організації трамвайного сполучення у рідному Проскурові. Але на той час про трамвай не могло бути і мови, тому що в місті не було ні електромережі, ні електростанції. Проте Ніренберг настільки захопився ідеєю, що помалу сам розробляє «План спорудження міської електричної залізниці» і, будучи впливовою людиною (купець займався доволі прибутковим бізнесом — оптовою торгівлею цукром і тютюновими виробами), почав підштовхувати міську владу до якнайшвидшої електрифікації Проскурова.
Навесні 1910 року міська дума оголосила конкурс на влаштування електрики в місті. У конкурсі взяли участь проєкти від чотирьох приватних осіб, серед яких був і купець Ніренберг. На відміну від інших тільки в його проєкті окремим пунктом зазначалося те, що після побудови електростанції і проведення по місту освітлення, він береться за спорудження у Проскурові трамвая. Був навіть намічений маршрут, за яким повинні були би прокласти трамвайні колії: Кам'янецький переїзд (район філармонії) — вул. Кам'янецька — вул. Олександрівська (нині Проскурівська) — поворот по Старобульварній (нині Свободи) — вул. Велика Вокзальна (нині Шевченка) — залізничний вокзал.
Проте у конкурсній боротьбі міська влада віддала перевагу проєкту інженера Рабіновича, який передбачав побудову центральної електростанції, прокладання освітлювальної мережі та підключення всіх бажаючих електроспоживачів. Переміг звичайний прагматизм — адже Рабінович запропонував цілий ряд пільг на освітлення міських вулиць і для бюджетних установ (безкоштовно освітлювати будинок міської управи, міського саду, громадської бібліотеки та ін.). Про перспективу мати трамвай, під час голосування навіть ніхто і не згадав.

### Залізничний транспорт
У 1870 році в історії Проскурова відбулася подія, що істотно вплинула на подальший розвиток міста, — було завершене будівництво залізничної лінії Жмеринка — Проскурів — Волочиськ. Одночасно з розбудовою станції споруджений вокзал, що одразу посів у житті проскурівчан визначне місце. Під час війни 1941—1945 років станційні споруди (зокрема вокзал) суттєво постраждали, у повоєнні роки постало питання про будівництво нового вокзалу. Таким чином у 1951—1952 роках перший вокзал був знесений, а на його місці споруджено новий. У 1984 році відбулась чергова повна перебудова вокзалу.

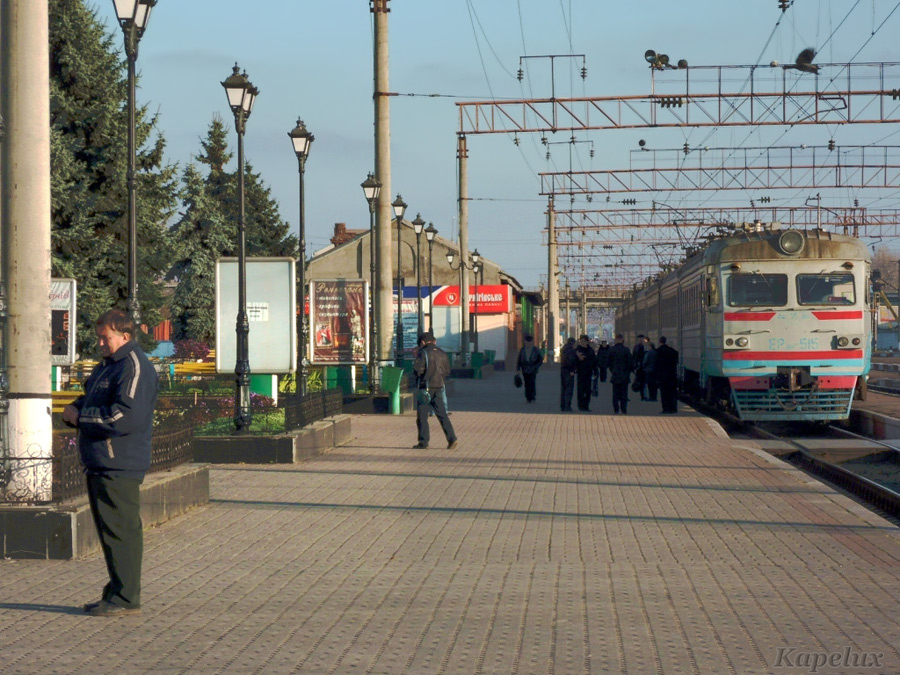
На пероні залізничного вокзалу

Важливу роль у транспортній інфраструктурі міста відіграють залізничні зупинки Гречани, Речовий Ринок, Кам'янецький Переїзд, Хмельницький-Пасажирський, Ракове.

### Аеропорт «Хмельницький»
Фактично авіапідприємство засновано і почало самостійну роботу 10 березня 1984 року. Хмельницьке регіональне відділення державної авіакомпанії «Авіалінії України» утворене 26.11.1993 р. Хмельницьке авіапідприємство державної авіакомпанії «Авіалінії України» утворено Наказом Державного департаменту авіатранспорту України № 134 від 20.12.1994 р. згідно з Указом Президента України № 790/84 від 21.12.1994 р.
Хмельницьке авіапідприємство «Поділля-Авіа» утворено згідно з рішенням Колегії Міністерства транспорту України № 84 від 18.03.1998 р.

## Освіта

### Заклади вищої освіти

Університет Управління та Права

Академія Державної прикордонної служби України

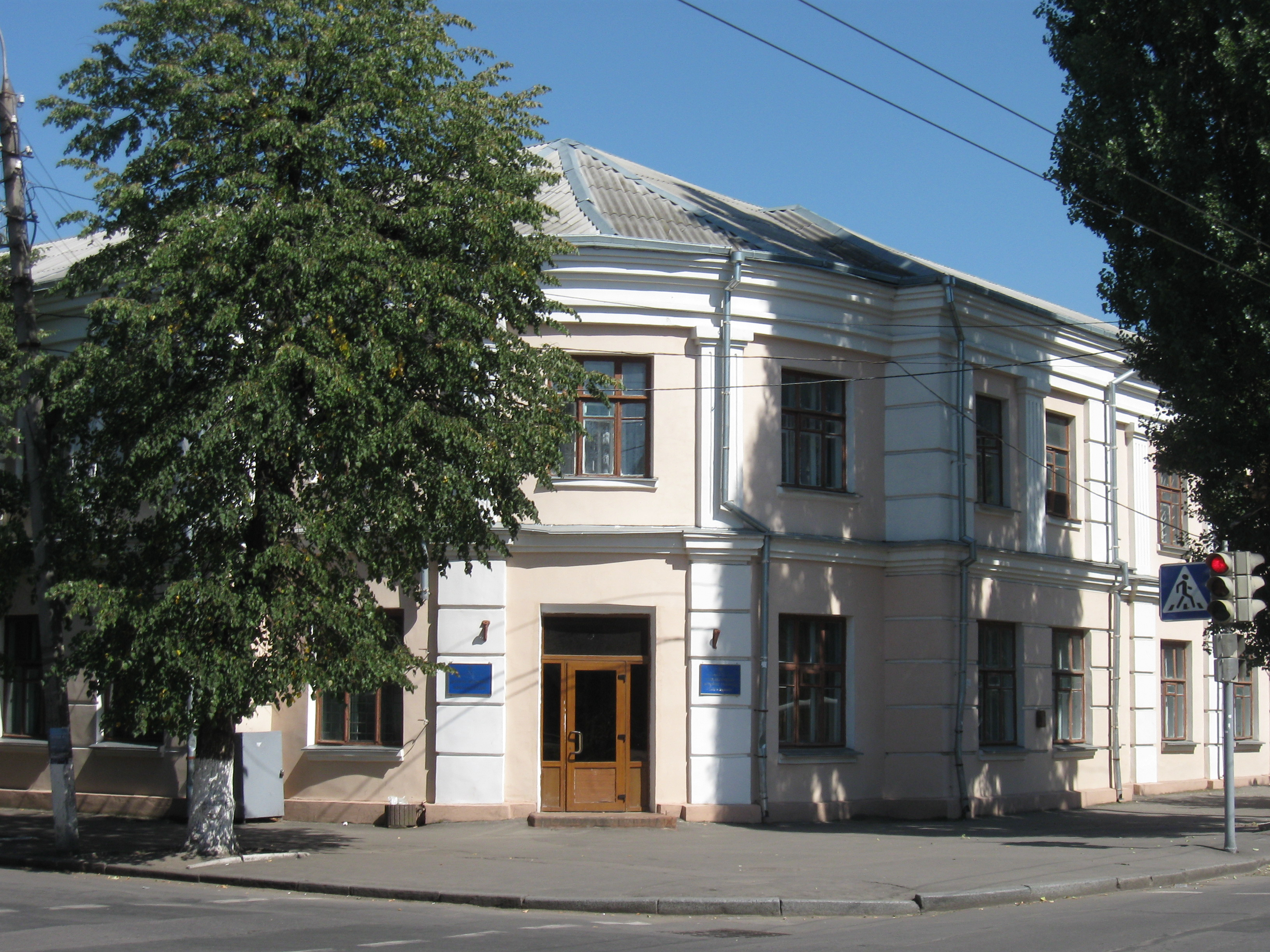
Музичне училище ім. В. І. Заремби

Вищу освіту в Хмельницькому можна отримати в низці закладів, зокрема й спеціалізованих. У місті працюють виші III—IV рівнів акредитації та I—II рівнів акредитації, як державні (переважно), так і декілька приватних. Виші Хмельницького здебільшого є окремими закладами освіти, але є також і філіали загальнодержавних ЗВО.

#### Університети, академії та інститути
- Хмельницький національний університет[80] (колишній Технологічний інститут побутового обслуговування, згодом — Технологічний університет Поділля);
- Хмельницький університет управління та права (колишній Хмельницький інститут регіонального управління та права)[81];
- Національна академія Державної прикордонної служби України ім. Богдана Хмельницького[82];
- Хмельницький інститут Міжрегіональної Академії управління персоналом[83];
- Хмельницька гуманітарно-педагогічна академія[84].
- Університет економіки та підприємництва
- Хмельницький економічний університет;
- Хмельницький кооперативний торговельно-економічний інститут;
- Хмельницький інститут соціальних технологій Відкритого міжнародного університету розвитку людини «Україна».

#### Заклади вищої освіти І—ІІ рівнів акредитації та професійно-технічні училища
- Вище професійне училище № 4
- Хмельницький торговельно-економічний коледж КНТЕУ
- Хмельницьке музичне училище ім. В. Заремби[85]
- Хмельницький кооперативний торговельно-економічний коледж ХКТЕІ
- Хмельницький медичний коледж
- Хмельницький фінансово-економічний коледж економічного університету
- Хмельницький політехнічний коледж
- Хмельницький професійний будівельний ліцей
- Хмельницький професійний ліцей
- Хмельницький професійний ліцей харчової промисловості
- Хмельницький професійний ліцей сфери послуг
- Вище професійне училище № 11
- Хмельницький професійний ліцей електроніки
- Хмельницький професійний торгово-кулінарний ліцей
- Вище професійно-технічне училище № 25

## Охорона здоров'я

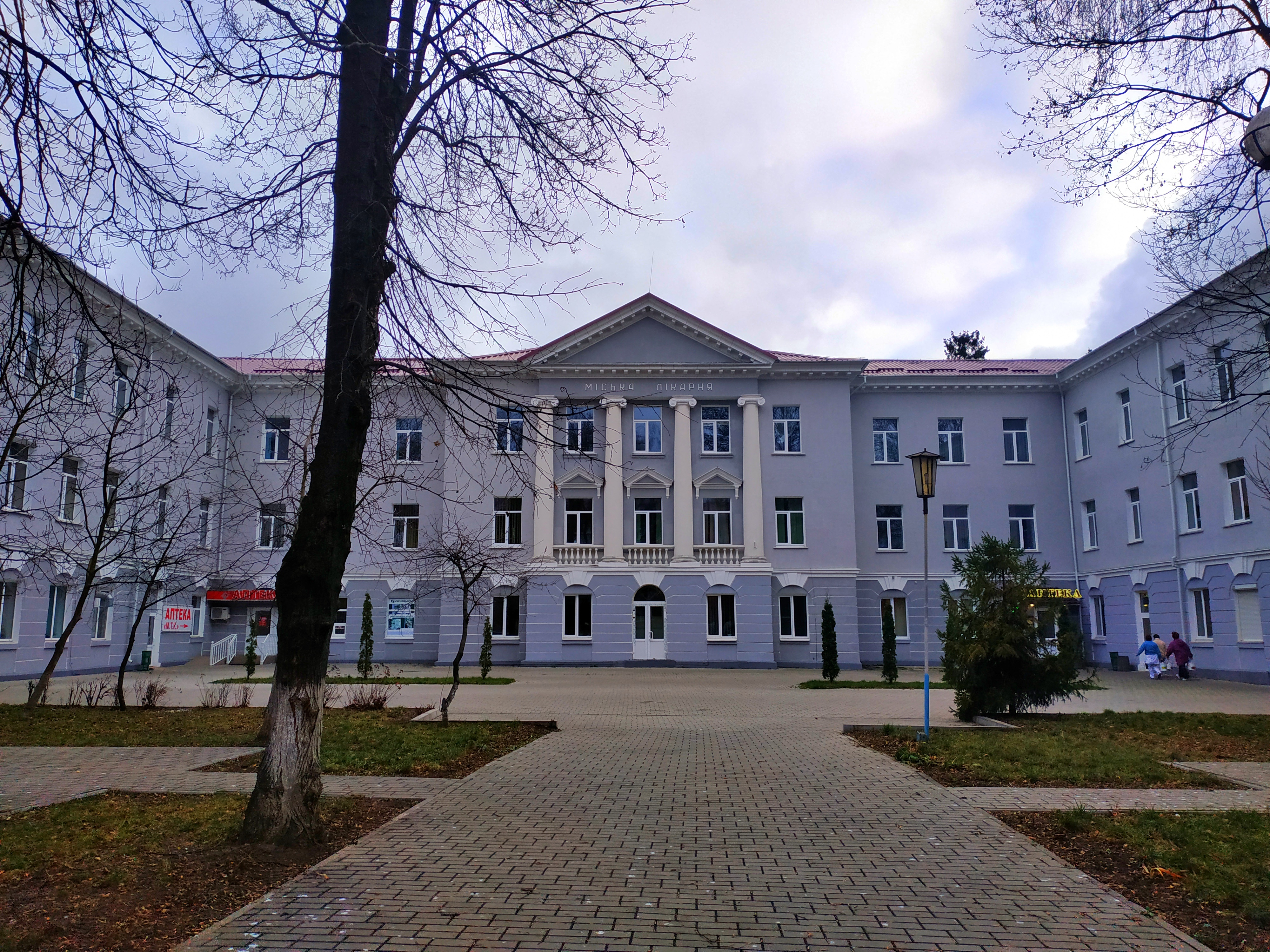
Хмельницька міська лікарня

- 19 жовтня 2018 року у Хмельницькому відбулася урочиста церемонія закладання капсули, що ознаменувала початок будівництва нового лікувально-діагностичного корпусу обласної дитячої лікарні, після завершення якого область отримає повнопрофільний дитячий медичний заклад, який надаватиме медичну допомогу високоспеціалізованого третинного рівня наймолодшим пацієнтам області. На цю подію мешканці області очікували багато років, бо довгий час Хмельниччина залишалася єдиною в Україні областю, що не мала повноцінної обласної дитячої лікарні. Питання вже тривалий час намагалися вирішити на усіх рівнях, однак лише цьогоріч нарешті було виділено 30 млн грн з обласного бюджету та 10 млн грн із державного фонду регіонального розвитку, завдяки чому стало можливим розпочати будівництво нового корпусу.[86]

## Культура
Хмельницький — значний культурний осередок Поділля і держави в цілому. Тут працюють 4 театри та обласна філармонія, кінотеатри, декілька музеїв, інші заклади культури. Саме тут подоляни та гості міста зможуть дізнатися багато цікавих фактів про Хмельницький, розширити свій кругозір та познайомитися із культурною спадщиною краю.
У місті також є мистецьке об'єднання «Спалах» — Об'єднання творчих людей міста Хмельницького, поведінці яких невластива стереотипність та пасивність — вони потребують динамічного, різнопланового культурного життя і можливості впливати на нього. Засновниками об'єднання є: Михайло Тристан (бізнесмен), Ігор Лисий (бас-гітарист групи «Мотор'ролла» та давній друг руху «Не будь байдужим!») та Олександр Куркчі (художник). Щорічно для фотографів аматорів та професіоналів проводиться фотоконкурс «Хмельницький крізь об'єктив», приурочений до святкування Дня міста.

### Фестивалі
- Art Major Show — фестиваль оркестрових шоу-програм, який вперше відбувся в Хмельницькому 9—11 травня 2019 року. Проєкт відбувався за підтримки Українського культурного фонду. Учасниками фестивалю став народний колектив мажореток «Альфа» з міста Хмельницького, колектив мажореток «Іріс» з Угорщини, національний президентський оркестр, оркестр військово-музичного центру Сухопутних військ Збройних Сил України з міста Чернігова, оркестр барабанщиць «Студія 117» з міста Одеси, естрадний оркестр Головного управління Національної поліції в Хмельницькій області, хмельницький муніципальний естрадно-духовий оркестр, народний художній колектив естрадно-духова студія «Сувенір» з міста Київ.[90]. Фестиваль завершився шоу «Місто не спить». Участь у фестивалі взяло близько 200 учасників. Вони виконували музику, брали участь у батлах. Вдень перегляд шоу не обмежувався пропусками чи перепустками-браслетами. Чотири оркестри змагались у виконанні мелодій різних жанрів. Звучала музика з комедії «Діамантова рука», «Щедрик»[91]. 9 травня відбувались виступи мажореток, 10 травня — оркестровий концерт фестивалю, фестивальні дефіле духових оркестрів, відкриття фестивалю. Вечірнє шоу — театр оркестрів «Місто не спить». 11 травня відбувся батл оркестрів, оркестровий концерт фестивалю, концерт Президентського оркестру в обласній філармонії і закриття фестивалю[92]
- JazzFestPodillya — фестиваль, в 2018 році уп'яте проводився у місті Хмельницький|Хмельницькому 11 та 12 травня. В ньому брали участь музиканти з Хмельницького та інших місті України. В перший фестивальний день виступав «Танок на майдані Конго». Фестиваль проводився на сцені поблизу кінотеатру ім. Т. Г. Шевченка, та біля торгового центру «Дитячий світ»[93]
- Фестиваль «Слово єднає!» — літературний фестиваль, який був започаткований у Хмельницький|Хмельницькому в 2015 році. В 2019 році розпочався 16 вересня і тривав до 28 вересня. Літературний фестиваль розпочався з брифінг-презентації, на якому були присутні представники хмельницьких літературних спілок, бібліотекарі, співробітники різних закладів культури. Фестиваль проходить у рамках заходів «До Дня міста Хмельницького». Під час фестивалю відбувається презентація нових творів письменників, презентація виданих книг. Відбуваються зустрічі з письменниками. У фестивалі беруть участь письменники з Хмельницького, різних міст України та інших держав. Місцем для проведення фестивалю стають навчальні та культурно-мистецькі заклади міста. Завершення фестивалю проходить у сквері імені Тараса Григоровича Шевченка[94]

### Театри, музика і кіно
Театри і музичні заклади міста:

Хмельницький обласний український музично-драматичний театр ім. Михайла Старицького

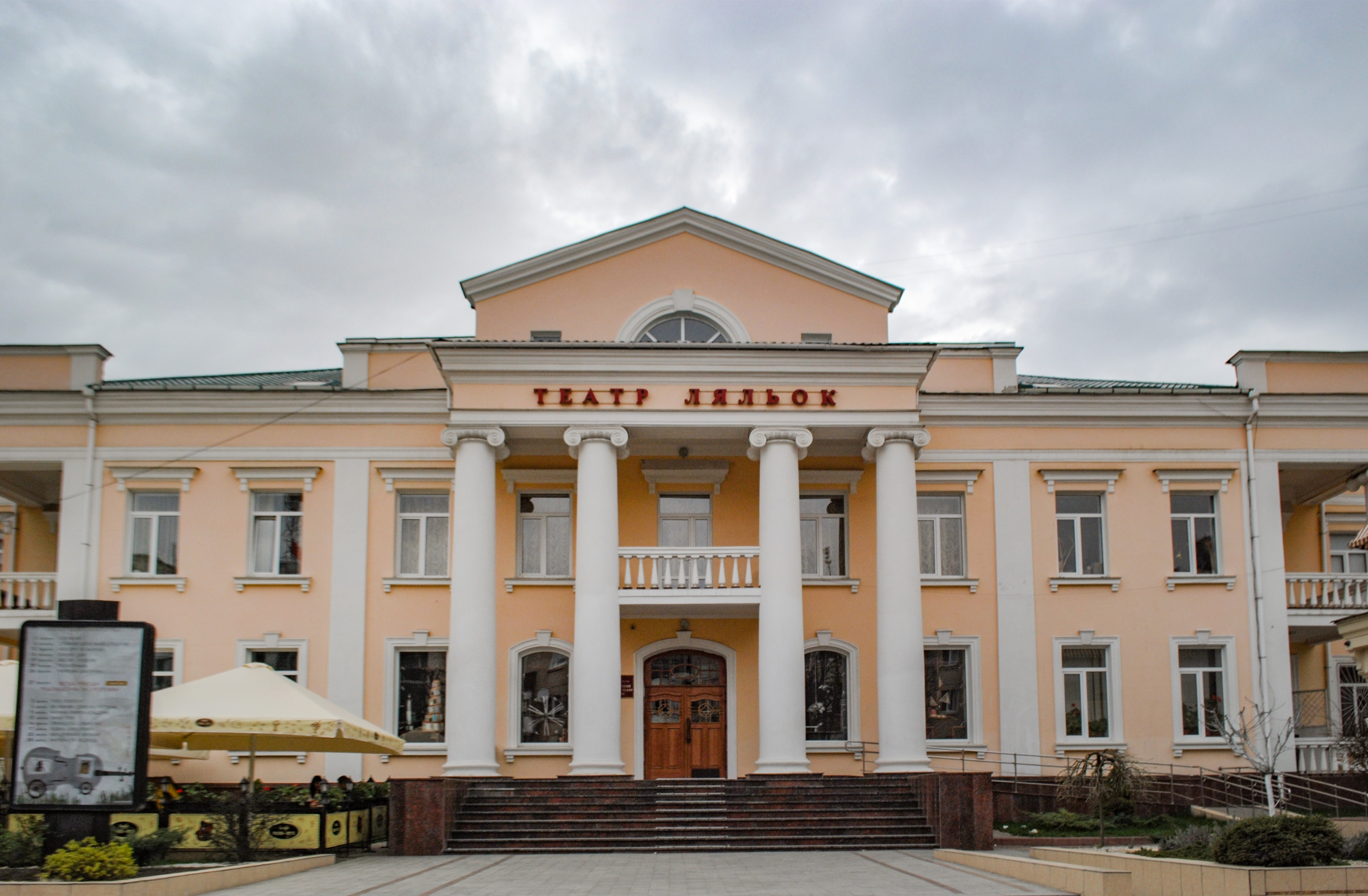
Театр ляльок

Хмельницька філармонія

- Обласний український музично-драматичний театр ім. Михайла Старицького;
- Хмельницький академічний обласний театр ляльок;
- обласна філармонія;
- Моно-театр «Кут»[95].

Щороку наприкінці серпня у Хмельницькому проходить театральний фестиваль. 2011 року на XII Міжнародний фестиваль моновистав «Відлуння-2011» приїхали колективи із України, Росії, Білорусі, Литви, Вірменії, Ізраїлю, Франції, Польщі, Німеччини, Киргизстану та Естонії. «Відлуння» є єдиним українським фестивалем, що проходить за підтримки ЮНЕСКО.
У Хмельницькому працюють 5 кінотеатрів:
- «Мультиплекс»[97]. Чотиризальний кінотеатр, який має зал для перегляду 3D-фільмів «Альмодовар».
- Кінотеатр «Планета»[98], який має два зали: Синій та Прем'єрний 3D.
- Кінотеатр імені Тараса Шевченка[99];
- Автомобільний кінотеатр «АВТО КІНО» за адресою: вул. Березнева, 3 (недалеко від Тернопільської вулиці)
- Кінотеатр «Ракове»
- SuperXD — кінотеатр із циліндричним екраном і технологією XD.
- Атракціон «5D — 5 хвилин задоволення» (в ТРЦ «Оазис»).
- «SmartCinema» — у ТЦ «WoodMall».

Перший кінотеатр Хмельницького також мав назву «Оазис» та знаходився на місці філармонії.

### Мистецькі та хореографічні колективи міста
- Хмельницький академічний муніципальний камерний хор. Художній керівник та головний диригент — заслужений діяч мистецтв України Ігор Цмур.[100]
- Місто пишається одним із найкращих дитячих танцювальних колективів України — ансамблем танцю «Подолянчик».[101]
- Хмельницький академічний муніципальний камерний хор[102]
- Колектив «Козаки Поділля»[103]
- Хмельницький симфонічний оркестр[104]
- Колектив мажореток «Альфа»[105]. Художній керівник — Олександр Мильніков
- Колектив «Козацькі Джури». Художній керівник — Загурський Костянтин Францович.
- Зразковий дитячий ансамбль народного танцю «Сяйво» Хмельницької дитячої школи мистецтв. Керівник — Ігор Андрушко[106]
- Зразковий ансамбль народного танцю «Калина» Центру національного виховання учнівської молоді. Художній керівник — Інна Карачковська[106]
- Зразковий ансамбль народного танцю «Намисто» Хмельницького міського будинку культури. Художній керівник — Ірина Штогріна[106]
- Зразковий ансамбль сучасного танцю «ФРЕШ» Хмельницької дитячої школи мистецтв. Керівник — Наталія Онищук[106]
- Народний аматорський ансамбль бального танцю «Успіх» Хмельницького міського будинку культури. Керівник — Сергій Кондрико[106]
- Народний аматорський ансамбль танцю «Веселка» міського будинку культури. Керівник — Володимир Петрина[106]
- Народний аматорський ансамбль українського фольклорного танцю «Гонта» Центру національного виховання учнівської молоді. Художній керівник — А. Жовнір[106]
- Народний молодіжний ансамбль танцю «Веснянка» Центру національного виховання учнівської молоді. Художній керівник — Євген Мандзій[106]

### Музеї
У Хмельницькому діють такі музеї:
- обласний краєзнавчий музей;
- обласний художній музей;
- Літературний музей;

Хмельницький музей-студія фотомистецтва (на Проскурівській)

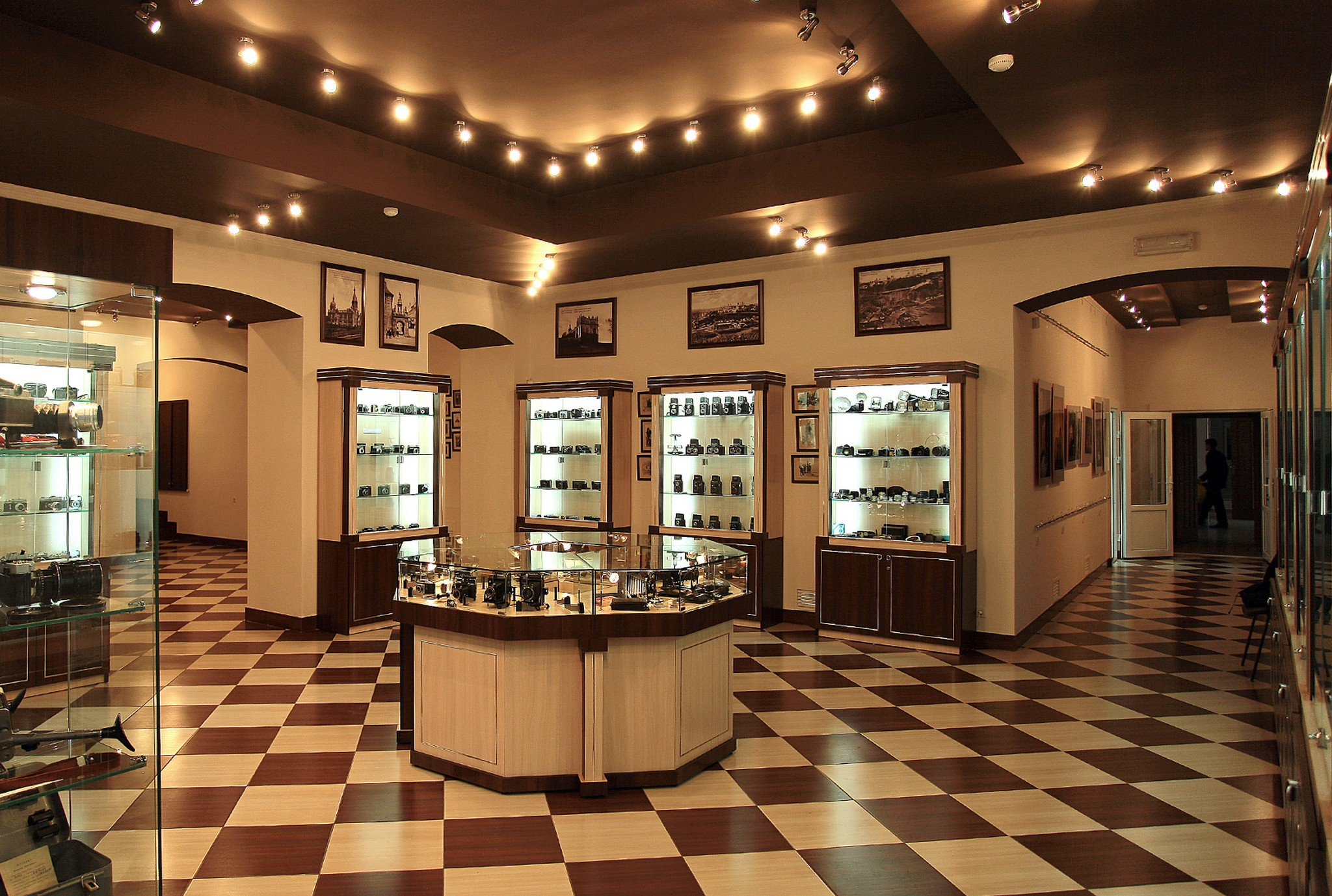
Хмельницький музей-студія фотомистецтва (Експозиційний зал музею)

- Музей історії міста Хмельницького;
- Кімната-музей Григорія Сковороди;
- Хмельницький музей-студія фотомистецтва;
- Музей споріднених міст Хмельницького;
- Музей-панорама «Звільнення Проскурова»;
- Історико-музейний комплекс «Світло душі»;
- Музей Голокосту та єврейської громади Хмельницького;[107]
- Арт Галерея MASLO.

Готується до відкриття музей «Хмельницький православний».
З 1980 по 1991 роки у Хмельницькому існував також будинок-музей Георгія Верейського, зараз — лише постійно діюча експозиція творів художника у Художньому музеї.
Нині в місті з успіхом діє перша в Україні школа іконопису «Нікош».

### Садово-паркова архітектура

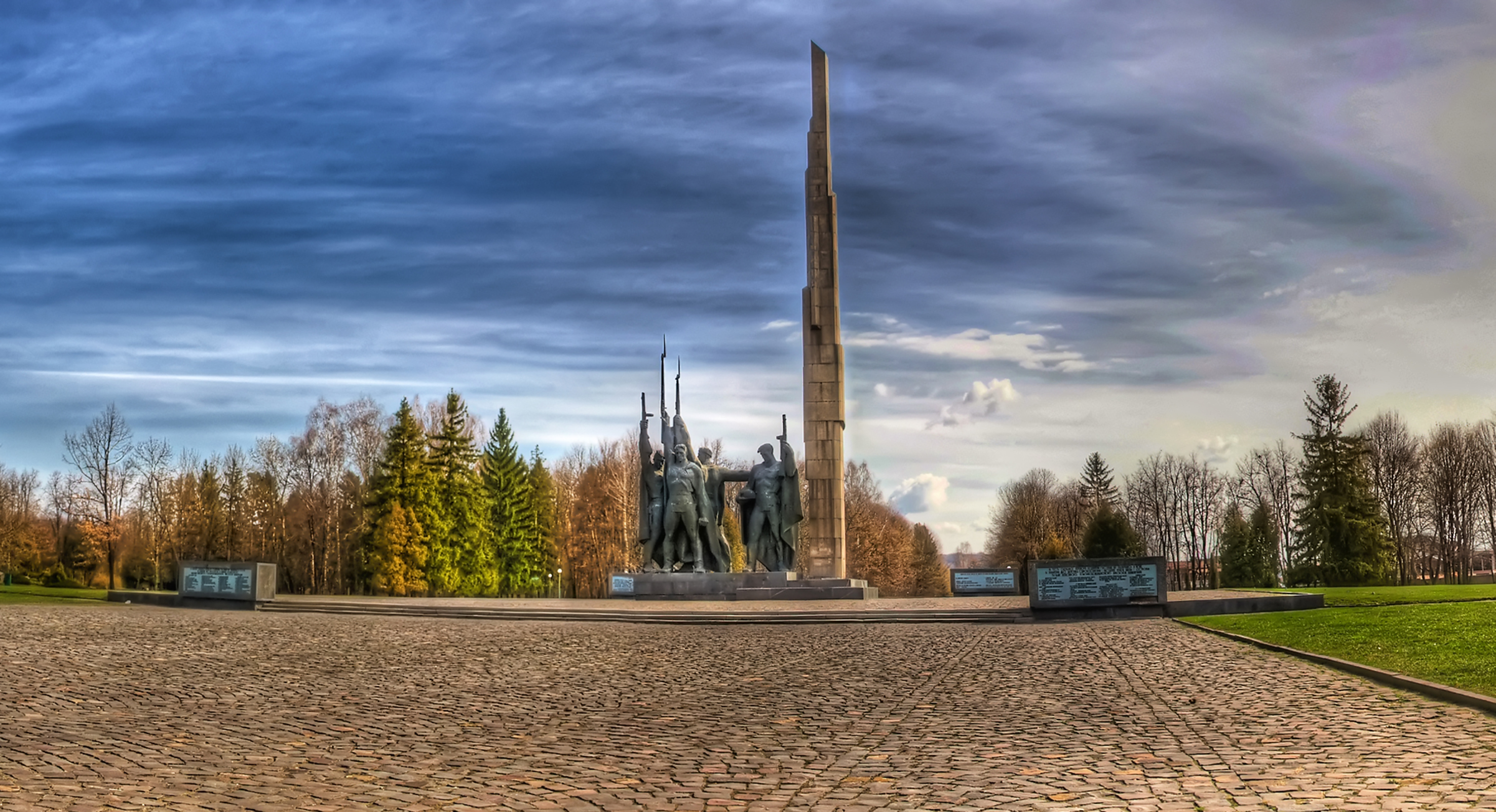
Панорама дендропарку «Поділля»

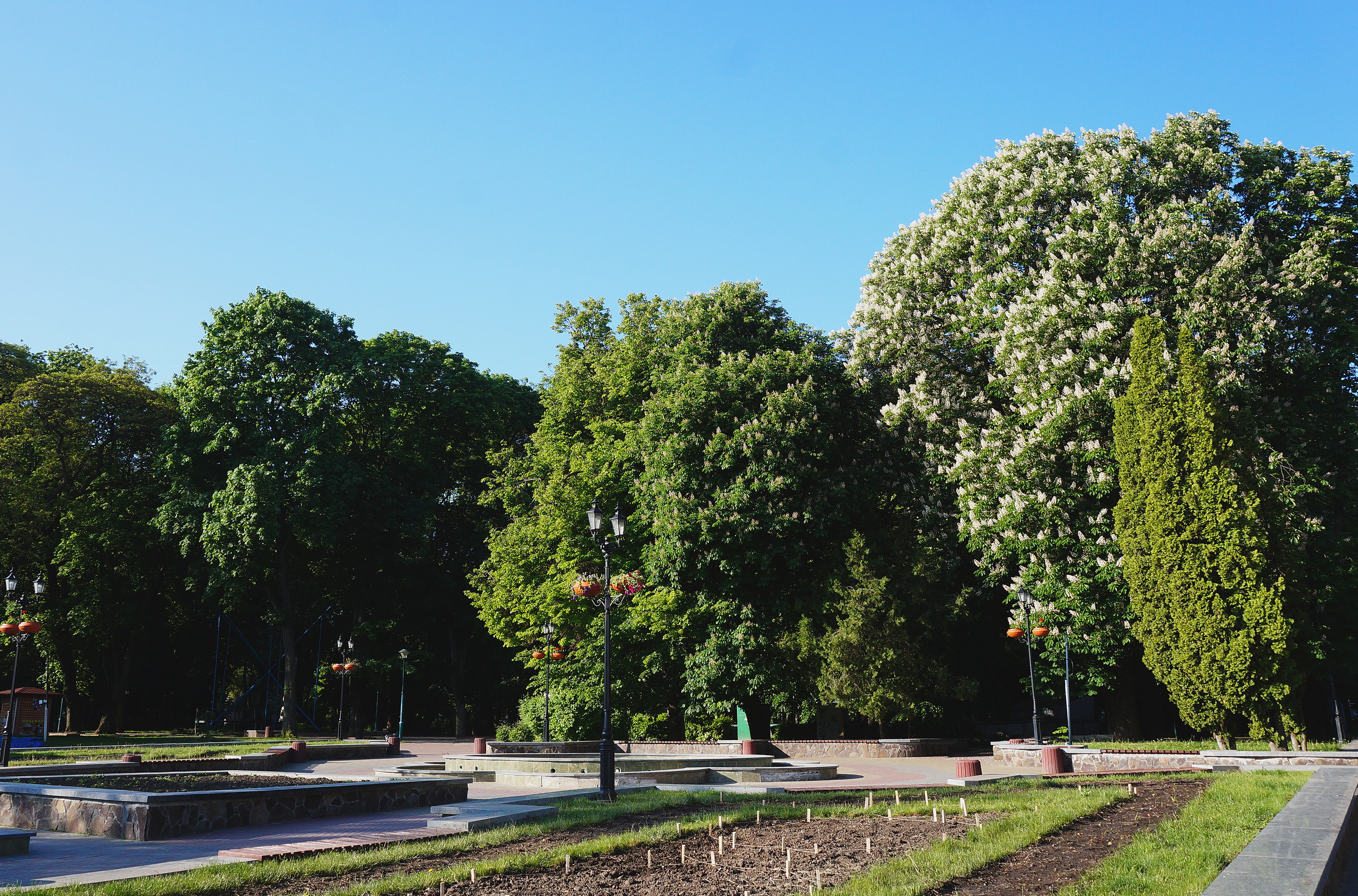
Хмельницький, парк ім. Шевченка

Хмельницький не має великих парків, зате тут доволі багато невеликих парків і скверів. Станом на 2001 рік на одного мешканця міста припадало 72 м² зелених насаджень. Декілька років тому в обласному центрі почали будувати нові зони відпочинку. Сквер ім. Бандери розташований поблизу місцевого пляжу. Тут розширили пішохідну зону, поставили сучасні лавочки, встановили ліхтарі, облаштували клумби. На все це з міської скарбнички витратили понад 6 мільйонів гривень.
- Парк культури і відпочинку імені Михайла Чекмана — центральний великий парк м. Хмельницького. Площа — 55,2745 га. При вході в парк є алея скульптур, на території парку розміщено літній театр, музична естрада, танцювальний майданчик, павільйони, атракціони, спортивні і дитячі майданчики, міні зоопарк, місця для відпочинку.
- Парк імені Івана Франка — парк площею 2,12 га у центральній частині міста, біля залізничних колій. Є дитячий майданчик, у вихідні дні збираються художники. Центральною віссю є алея, що веде до пам'ятника Іванові Франку, встановленому за незалежності України.
- Піонерський сквер — невеликий сквер, фактично навпроти Парку ім. Франка. Центральний майданчик займає Меморіальний комплекс на честь воїнів-визволителів міста у Другій Світовій війні.
- Сквер імені Тараса Шевченка (Міський сад) — один із наймальовничіших куточків Хмельницького, улюблене місце відпочинку багатьох хмельничан і гостей міста. Розташований у самому середмісті, поруч із вулицею Проскурівською. Знаходиться на місці колишньої Хлібної площі[110].
- Сквер Скорботи (Сквер Ангел Скорботи) — розташований на вулиці Проскурівській навпроти ЦУМу та Університету управління та права. Сквер був ще закладений у квітні 1953 року, на той час він знаходився на розі вулиць 25 Жовтня та Дзержинського (нині Проскурівська та Свободи), в центрі якого встановлено скульптуру письменника М. Горького. У 1997 р. році сквер був повністю перебудований, а в його центрі встановлений пам'ятник жертвам репресій «Янгол скорботи»[111]. Автори — хмельницькі скульптори Микола та Богдан Мазури.

- Дендропарк «Поділля» — площа — 30,5 га. Розташований у північно-східній частині міста. Вхід до парку — величний монументальний пам'ятник воїнам Німецько-радянської війни.
- Парк «Заріччя» — парк площею 4,2 га. Розташований в одному із спальних мікрорайонів міста.
- Парк «Подільський» — з метою створення місць відпочинку для мешканців Південно-Західного мікрорайону, міською Радою в 1998 році прийнято рішення про створення та облаштування нового парку відпочинку. Він розташований по Львівському шосе. Загальна площа парку становить 6 га.Хмельницький, парк ім. Шевченка
- Лезнівецьке урочище — знаходиться на північно-східній околиці міста. Займає досить велику територію (114 га). Популярне місце відпочинку серед жителів міста.
- Сквер танкістів (Кам'янецький сквер) — розташований між вул. Кам'янецькою та вул. Г. Сковороди. У центрі скверу знаходиться Танк Т-34 із табличкою, на якій перелічено всі частини, які брали участь у звільненні міста під час Другої світової війни[112]. На місці танку у 1960-х роках знаходилась «велична скульптурна група „Наука, праця, космос“, встановлена на честь підкорення космосу радянською людиною»; але у 1980-х роках міська влада вирішила композицію знести і облаштувати сквер із танком[113].
- Сад Григорія Сковороди — розташований біля корпусів хмельницької філії університету «Україна» на перехресті вулиць Ярослава Мудрого та Козацької. На території саду встановлено пам'ятник Григорію Сковороді, а також сонячний годинник, проєкт якого розробляли ректор Михайло Чайковський разом із відомим скульптором Василем Корчовим. Сонячний годинник виконано в подільському стилі та з подільською символікою, у вигляді жертовника, близько метра в діаметрі. На ньому висічений вислів українського філософа Григорія Сковороди: «З усіх втрат втрата часу найважча»[114][115].
- Філармонійський сквер — знаходиться на розі вулиць Гагаріна та Кам'янецької, поруч обласна філармонія, від якої і отримав свою назву[116].
- Острів любові — острів і водночас парк. Він знаходиться на р. Південний Буг біля ТЦ «Оазис». Потрапити на острів можна улітку за допомогою човна чи катамарана, а узимку по кризі.
- Парк «Ракове» в однойменному мікрорайоні Ракове біля будинку культури ім. С. Петлюри, створений для військових і їхніх сімей, які проживали в даному районі.
- Молодіжний парк — розташований на лівому березі р. Південний Буг у центральній частині міста, біля міського пляжу. Парк був закладений у квітні 2013 року, але досі не облаштований для відпочинку[117][118].Ботанічний сад ХНУ

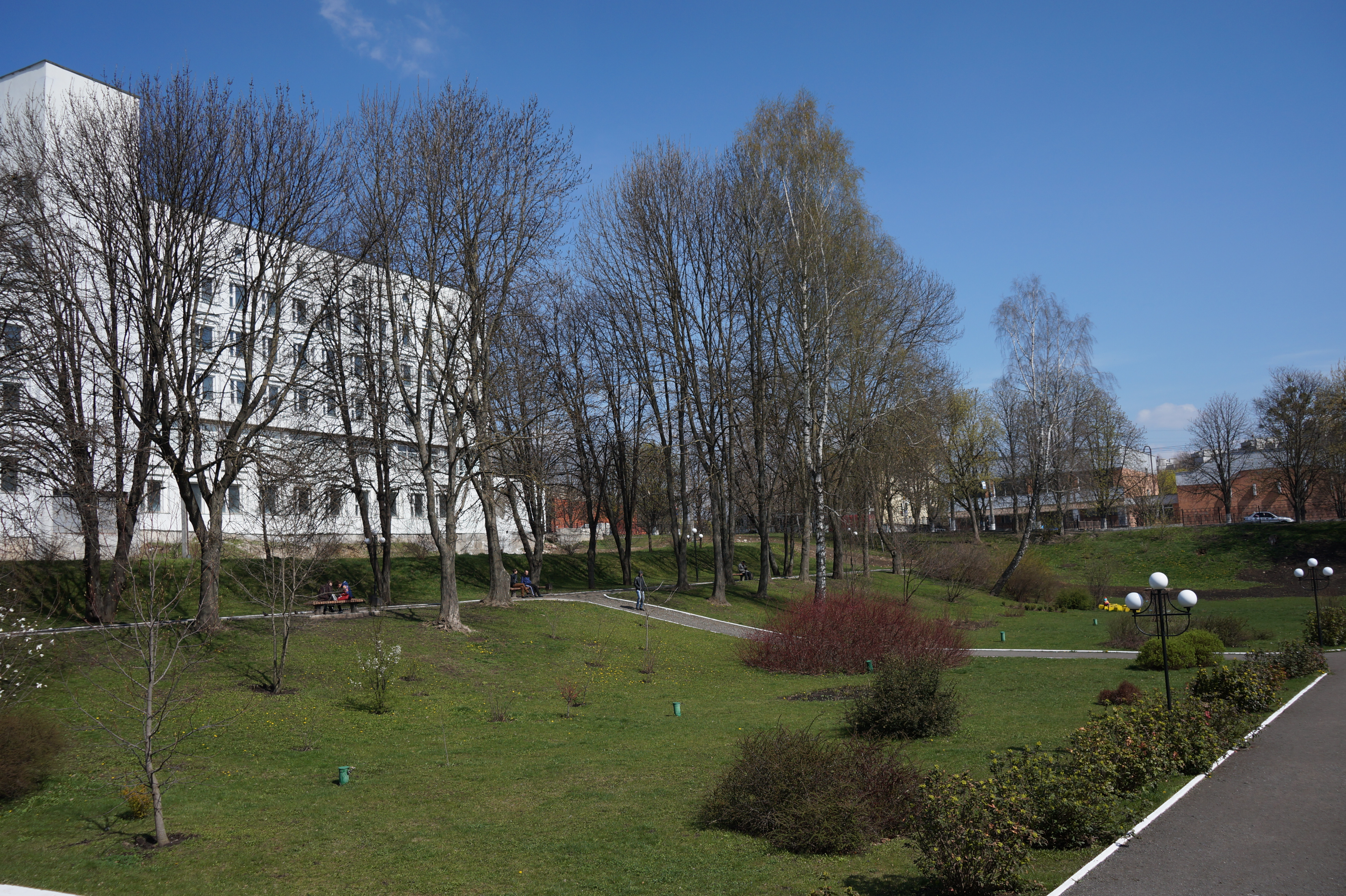
Ботанічний сад ХНУ

- Ботанічний сад Хмельницького національного університету. На його території зібрано багато видів квітів, дерев та кущів. Ботанічний сад Хмельницького національного університету є базою для проходження загально-екологічної та ландшафтно-екологічної практик, ведення науково-дослідної роботи, написання курсових та дипломних робіт[119].
- Алея закоханих[120] — це невеликий сквер біля міського РАЦСу. Одне з найулюбленіших місць молоді. Алея[121] знаходиться на вул. Гагаріна[122] раніше Старобульварна. Чудернацькі лавочки з романтичними експонатами і надписами. Алею відкрили у вересні 2009 року, в рамках відзначення 578-ї річниці Хмельницького.
- Алея співдружності — знаходиться біля торгового комплексу «Агора» (мікрорайон Озерна) активісти та запрошені представники міської ради висадили 14 беріз на честь 14 міст-побратимів Хмельницького. Кожне дерево закріпили за певною організацією. До 25 квітня 2015 року біля кожного дерева буде встановлено табличку з назвою одного з міст-побратимів Хмельницького і гранітний камінь, який художники розпишуть у національні кольори відповідного міста[123].
- Алея Героїв Небесної Сотні — розташована у Дендропарку «Поділля», налічує понад сотню ялинок[124].
- Калиновий Гай — знаходиться у Піонерському сквері. Дерева висадили з нагоди 70-річчя звільнення України від нацистських окупантів: посадили саме калину, бо це символ українського народу[125]. Кожен заклад культури нашого міста висадив тут кущі калини. За давньою українською традицією, калину саджали біля місць захоронення, адже вона символізує кров і вогонь. Тут лежать захисники української землі, а її цвіт прикрашатиме це місце[126].
- Сквер «Плоскирів» — розташований у мікрорайоні Гречани, має тренажерний майданчик[127].

### Бібліотеки

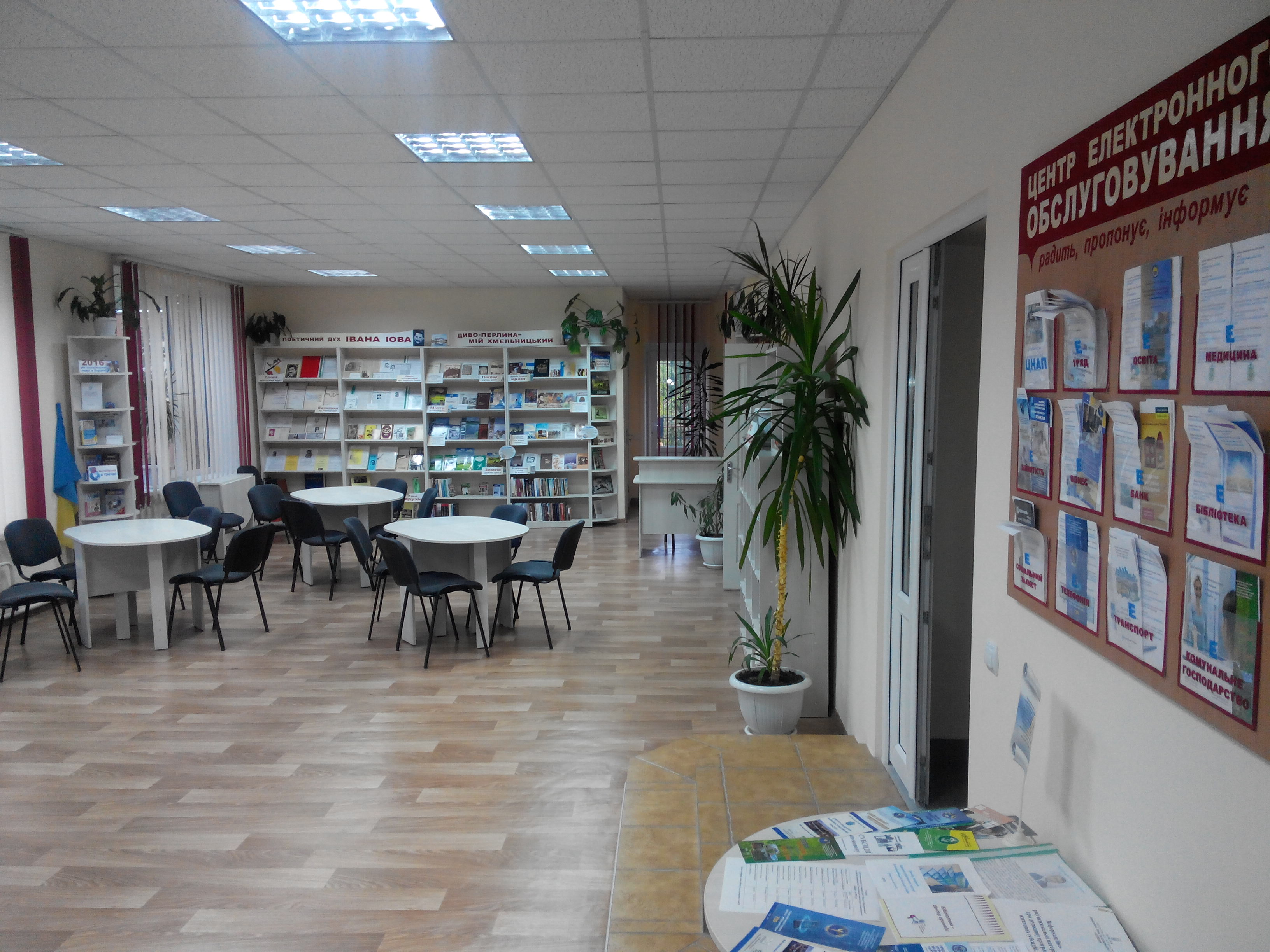
Читальний зал бібліотеки-філії № 8

Перша бібліотека в Проскурові з'явилася в 1901 році. На сьогодні в Хмельницькому працює 19 бібліотек. В місті діє Хмельницька міська централізована бібліотечна система із 15 бібліотек: 10 для дорослих та 5 для дітей.
Найбільші бібліотеки міста
- Хмельницька міська централізована бібліотечна система (Хмельницька міська ЦБС) — 15 бібліотек-філій у різних районах міста[129]:

1. Центральна міська бібліотека (вул. Подільська, 78).
2. Бібліотека-філія № 2 (вул. Проспект Миру, 70/3).
3. Бібліотека-філія № 3 (вул. Курчатова, 15/1).
4. Бібліотека-філія № 4 (вул. Чорновола, 112).
5. Бібліотека-філія № 6 (вул. Профспілкова, 1100.
6. Бібліотека-філія № 7 (вул. Інститутська, 8).
7. Бібліотека-філія № 8 (вул. Кармелюка, 8).
8. Бібліотека-філія № 9 (вул. Гастелло, 16).
9. Бібліотека-філія № 10 (вул. Тернопільська, 32).
10. Бібліотека-філія № 11 (Львівське шосе, 47/2).
11. Бібліотека-філія № 12 (Проспект Миру, 76/2).
12. Бібліотека-філія № 13 (вул. Бажана, 16).
13. Бібліотека-філія № 14 (вул. Попова, 7).
14. Бібліотека-філія № 15 (вул. Гастелло, 16).
15. Бібліотека-філія № 17 (вул. Карбишева, 1).

- Хмельницька обласна бібліотека для юнацтва[130]
- Хмельницька обласна науково-медична бібліотека
- Хмельницька обласна універсальна наукова бібліотека[131]
- Бібліотека Хмельницького національного Університету
- Бібліотека Хмельницького університету управління та права
- Хмельницька обласна бібліотека для дітей імені Т. Г. Шевченка

### Спорт

Матч ФК «Поділля» — ФК «Суднобудівник» на СК «Поділля» (24 липня 2016 року)

У комунальній власності Хмельницького перебуває 3 міські дитячо-юнацькі спортивні школи, в яких культивуються 9 видів спорту. 2011 року на утримання та організацію навчально-тренувальної роботи з міського бюджету виділено близько 3,6 млн гривень. Спортивна база міста налічує 418 спортивних споруд і має у своєму складі 3 стадіони — «Поділля», стадіон ДЮСШ № 1, «Локомотив», 6 футбольних полів, 157 спортивних майданчиків, 24 стрілецьких тири, 5 басейнів (зокрема один 25-ти метровий), 76 спортивних залів, 2 легкоатлетичні манежі, 31 майданчик із тренажерним обладнанням, 17 тенісних кортів, льодовий майданчик.
Фізичною культурою та спортом у Хмельницькому займаються понад 20 тис. осіб, з них близько 9,5 тис. осіб — в секціях ДЮСШ, школі вищої спортивної майстерності та спортивних клубах.
Існує команда з американського футболу — Хмельницькі Гладіатори, команда з футзалу Сокіл, що є правонастуником команди Спортлідер+, виступає в Екстра-лізі України та футбольна команда Поділля, що виступає у Першій лізі чемпіонату України.

## Засоби масової інформації

### Преса
Преса, яка друкується в місті Хмельницькому.
- Газета «Проскурів»
- Газета «Подільські вісті»
- Газета «Хмельниччина»
- «Домашня газета»
- «Сімейна газета»
- «Перша міська газета»
- «Актуально для подолян»
- «Марічка NEWS»
- Оголошення «Є»

### Телебачення та радіомовлення
Телемовлення та радіомовлення у Хмельницькому та області забезпечує Хмельницький обласний радіотелевізійний передавальний центр, що входить до складу Концерну радіомовлення, радіозв'язку та телебачення (КРРТ) Департаменту зв'язку Міністерства транспорту та зв'язку України. Трансляція у м. Хмельницькому ведеться телевізійними та радіомовними передавачами встановленими на вежі ОРТПЦ, яка розташована за адресою: проспект Миру, 43. На обслуговуванні Хмельницького ОРТПЦ перебувають 79 телевізійних та 21 радіомовний передавач. Трансляція станом на 1 листопада 2011 року здійснюється у цифровому (DVB-T2) та аналоговому режимах. Аналогове мовлення припинено у вересні 2018 року.
- телеканал Суспільне Хмельницький та Українське радіо. Поділля-Центр (Філія Національної суспільної телерадіокомпанії України)
- Муніципальна телерадіокомпанія «Місто»
- Обласний телеканал «TV7+»
- Регіональне представництво телеканалу ICTV
- Регіональне представництво «УНТК-Поділля» (телеканал Інтер)
- Національна телекомпанія України (Перший національний канал)
- ДП «Дитяче телевізійне агентство» (33 канал)[135]

### Інтернет-видання Хмельницького
- 0382.ua
- ye.ua
- vsim.ua
- ngp-ua.info
- podilska.info
- vsemisto-km.info
- khmelnytsky.com.ua
- ikhmelnychanyn.com
- khmelnytskyi-future.com.ua
- khmelnytsky.com.ua
- khmelnytskyi.name
- khmelnytskyi.one
- khmelnytski.info
- khmelnytskyi-trend.in.ua
- yes-khmelnytskyi.com.ua
- khmelnychanka.info

### FM-радіостанції
FM-радіостанції відіграють велику роль в інформаційному житті міста. Це може бути не повний перелік FM-радіостанцій, тому що кожен день щось змінюється — зникають або створюються нові FM-радіостанції.
| №  | Частота, МГц | Назва                                          | Логотип | Юридична особа                              | Ліцензія, Ідентифікатор медіа | Потужність, Вт | Адреса                  | Передавач             | RDS |
| -- | ------------ | ---------------------------------------------- | ------- | ------------------------------------------- | ----------------------------- | -------------- | ----------------------- | --------------------- | --- |
| 1  | 94,7         | Champion Radio                                 |         | ТОВ "ФМ МЕДІА ГРУП"                         | L11-02008                     | 0,2            | просп. Миру, 43         | ХФКРРТ                | CHAMPION ***** Sport ***** PI Code: 947F                                                                                     |
| 2  | 99,0         | Радіо Місто (план)                             |         | КНП ТРК "Місто"                             | L11-01958                     | 0,25           | просп. Миру, 43         | ХФКРРТ                | |
| 3  | 100,1        | Країна ФМ                                      |         | ПрАТ РК "ГАЛА"                              | L11-01051                     | 0,5            | проспект Миру, 59       |                       | KRAINAFM / 100% UA ***** RT: KRAINAFM 100% UA ***** PI Code: 6201 + TP + AF                                                  |
| 4  | 100,6        | Радіо «НВ»                                     |         | ТОВ ТРК "Радіо-Ера"                         | L11-00051                     | 0,5            | просп. Миру, 43         | ХФКРРТ                | RADIO NV ***** News + RT: NV KHMELNITSKY EFIR: +380442370353 REKLAMA: +380442370720 ***** PI Code: 62D3 + AF                 |
| 5  | 101,2        | Люкс FM                                        |         | ПрАТ ТРК "Люкс"                             | L11-00152                     | 1              | просп. Миру, 43         | ХФКРРТ                | LUX FM / 101.2 FM / LUX FM / REKLAMA / 097-220 / 30-20 ***** Pop Music ***** PI Code: 1047 + AF                              |
| 6  | 101,7        | Радіо Байрактар                                |         | ТОВ ТРО "Радіо Україна"                     | L11-00659                     | 1              | вул. Вінницьке шосе 23  |                       | |
| 7  | 102,1        | Радіо Промінь                                  |         | АТ «НСТУ»                                   | L11-01064                     | 1              | просп. Миру, 43         | ХФКРРТ                | 00 ***** None + RT: Radio Data Sample message .. Max 64 chars here ***** PI Code: 6000                                       |
| 8  | 102,5        | Радіо Релакс                                   |         | ТОВ "ТРК Онікс"                             | L11-00161                     | 1              | проспект Миру, 59       |                       | |
| 9  | 103,1        | Наше радіо                                     |         | ТОВ "Наше радіо"                            | L11-00354                     | 1              | проспект Миру, 59       |                       | NASHE / NASHE KHMELNYTS`KYI 103.1 MHz (dynamic) ***** Pop Music + RT: NASHE KHMELNYTS`KYI 103.1 MHz ***** PI Code: 62E8 + AF |
| 10 | 103,6        | Kiss FM                                        |         | ПП ТРК "АРТ"                                | L11-00490                     | 1              | проспект Миру, 59       |                       | |
| 11 | 104,0        | Шлягер FM                                      |         | ТОВ "Євромюзік"                             | L11-00449                     | 0,1            | просп. Миру, 69         | ТОВ ТРК «ВСІМ Радіо»  | SHLAGER ***** Country Music + RT: SHLAGER 104.0 Khmelnytskyi 097 220-30-20                                                   |
| 12 | 104,6        | Українське радіо/Українське радіо Хмельницький |         | АТ «НСТУ»                                   | L11-01052                     | 1              | просп. Миру, 43         | ХФКРРТ                | Ukr / Radio + RT: Suspilne Ukrainske Radio Khmelnytskyi ***** PI Code: 6200 + AF                                             |
| 13 | 105,0        | Радіо П'ятниця                                 |         | ТОВ "Новий обрій"                           | L11-00204                     | 0,25           | просп. Миру, 59         |                       | 105.0MHz / Radio P'iatnytsia Khmelnits`kyi Tel: 70-38-20 (dynamic) ***** Pop Music ***** PI Code: 6211 + AF                  |
| 14 | 105,4        | Окей FM                                        |         | ТОВ ТРК "Всім радіо"                        | L11-01198                     | 1              | просп. Миру, 69         | ТОВ "ТРК «ВСІМ Радіо» | O'KEY FM ***** Pop Music + RT: O'KEY FM 105,4 KHMELNYTSKYI REKLAMA 097 220-30-20 ***** PI Code: A000 + TP + REG + AF         |
| 15 | 106,0        | Мелодія FM                                     |         | ТОВ ТРК "Радіо Кохання"                     | L11-00055                     | 0,2            | вул. Вінницьке шосе, 23 |                       | |
| 16 | 106,7        | Хіт FM                                         |         | ТОВ ТРК "Медіа маркет"                      | L11-00641                     | 0,5            | вул. Вінницьке шосе, 23 |                       | |
| 17 | 107,1        | Радіо Рокс                                     |         | ТОВ ТРК "Класик радіо"                      | L11-00579                     | 0,5            | просп. Миру, 69         | ТОВ "ТРК ВСІМ Радіо"  | |
| 18 | 107,6        | Армія FM                                       |         | Центральна ТРС Міністерства оборони України |                               | 0,25           | просп. Миру, 59         |                       | ARMY FM 107.6 MHz KHMELNYTS`KYI                                                                                              |

### УКХ-радіостанції
| № | Частота, МГц | Назва       | Потужність, Вт | Адреса          | Передавач |
| - | ------------ | ----------- | -------------- | --------------- | --------- |
| 1 | 66,14        | Радіо Марія | 1              | просп. Миру, 43 | ХФКРРТ    |

## Архітектура

### Основна характеристика
Хмельницькому притаманне чітке планування. В історичному центрі міста є стара і цікава забудова, зокрема, на вулиці Проскурівській. Тут варто приділити увагу будівлі «Укртелекому», Ляльковому театру, будівлі кінотеатру «Планета», будинкам міської та обласної ради, обласному військкомату, будинку урочистих подій, а також будівлі «Укртелекому» на вулиці Театральній.
Будинки Хмельницького (Проскурова) XIX — поч. XX століть — переважно взірці так званого цегляного стилю, у житловій забудові Проскурова є й адаптації столичних архітектурних стилів, зокрема модерну, а культовим спорудам Проскурова притаманні риси поширеного в Російській імперії провінційного класицизму.
Загалом Хмельницький пережив важкі часи у XX столітті — знищено десятки пам'яток архітектури минулого.

Історичні будівлі Хмельницького
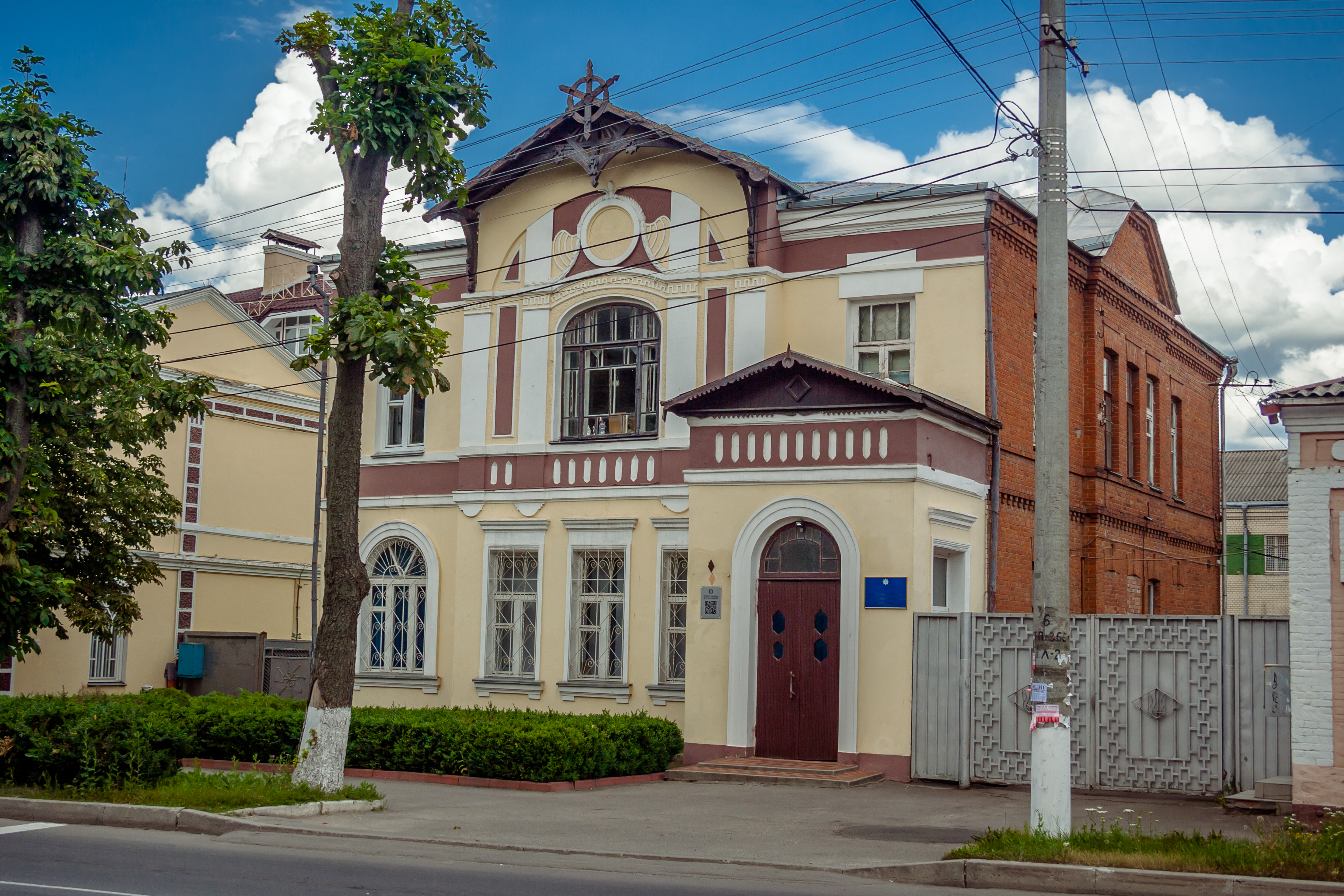
Вул. Михайла Грушевського, 97
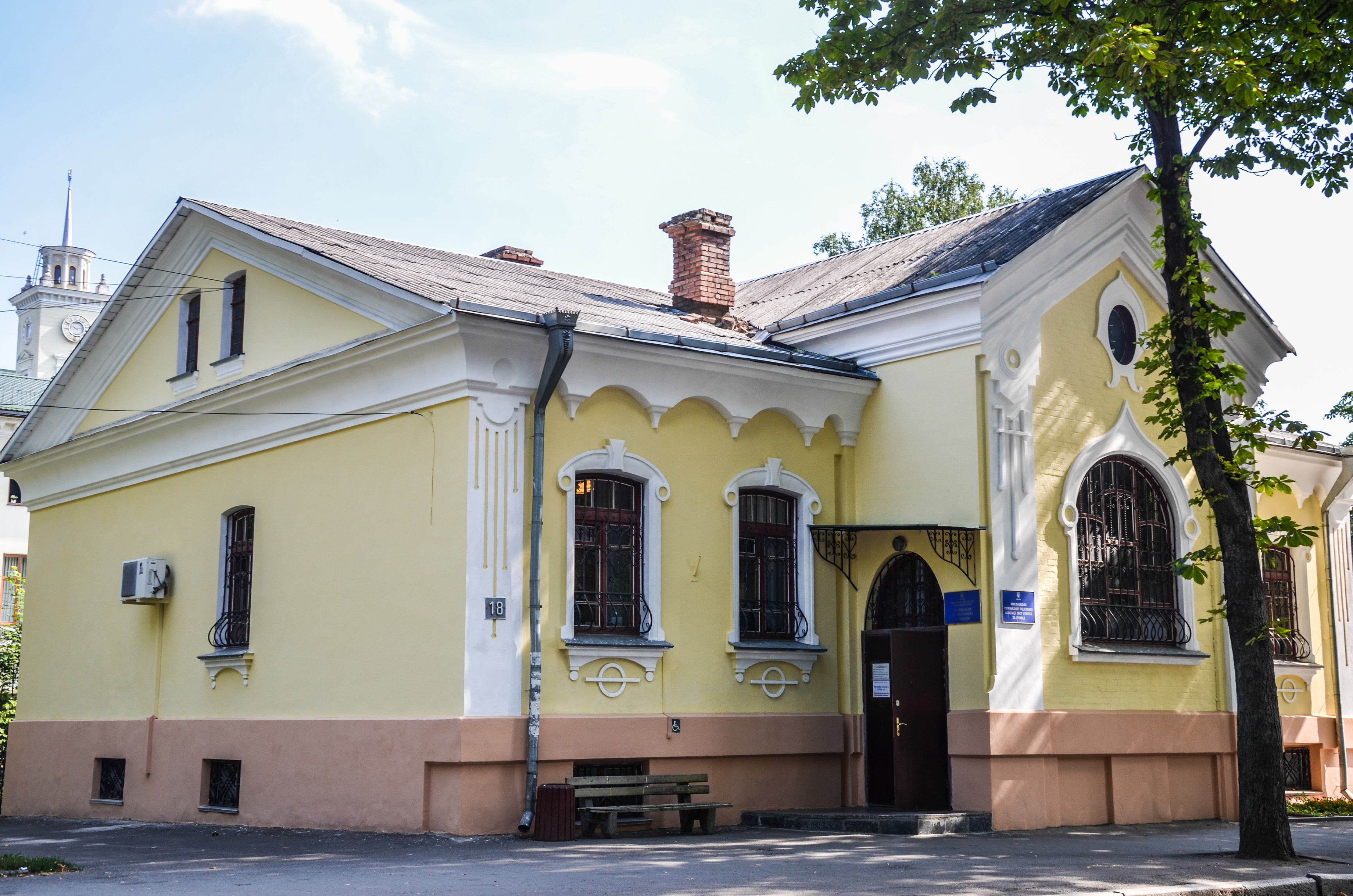
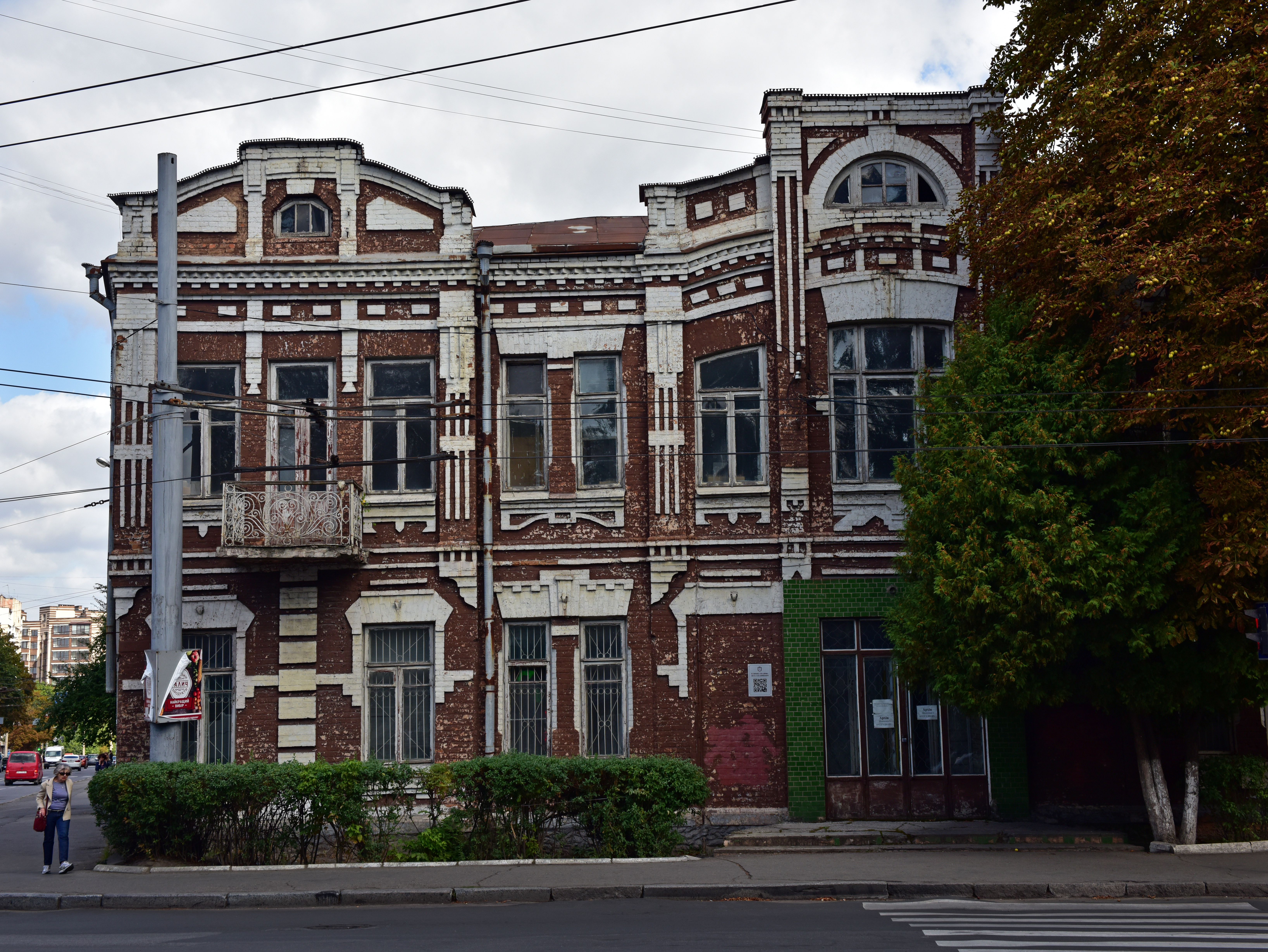
Вул. Шевченка

### Пам'ятники

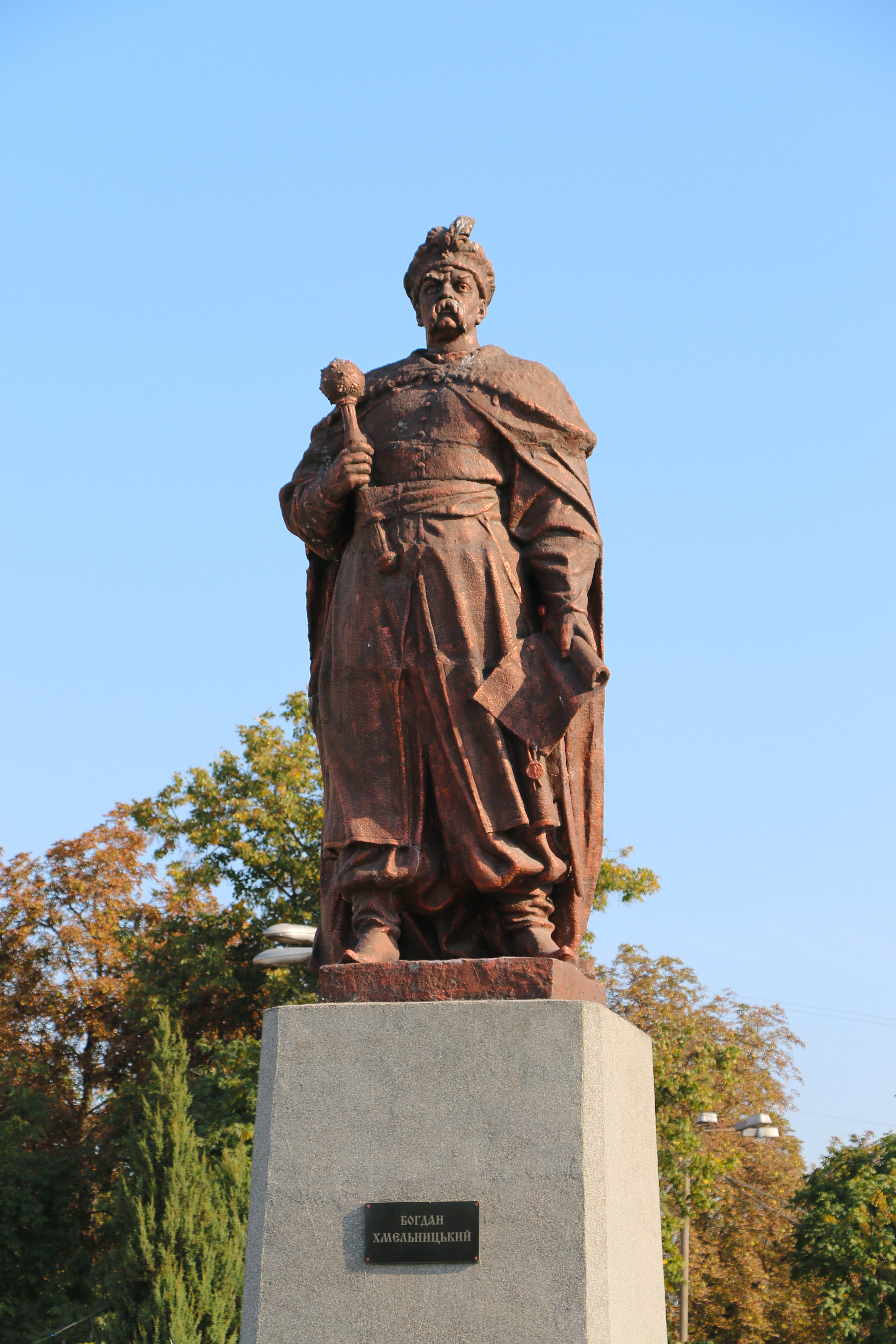
Пам'ятник Богдану Хмельницькому

Сучасний Хмельницький має дуже оригінальні скульптури та монументи, що виконані батьком та сином Миколою і Богданом Мазурами, заслуженими скульпторами України.
У сучасному Хмельницькому встановлено понад два десятки пам'ятників, меморіалів та пам'ятних знаків.

## Відомі особи
'Видатні уродженці міста
- Андропов Володимир Павлович — народний артист Росії, диригент, художній керівник опери Великого театру в Москві.
- Антоновський Андрій Валерійович — український поет, перекладач,
- Атаманюк Антон Миколайович (1989—2023) — капітан збройних сил України, учасник російсько-української війни.
- Бігус Богдан Дмитрович (1991—2019) — старший солдат Збройних сил України, учасник російсько-української війни.
- Бех-Романчук Марина Олександрівна — українська легкоатлетка, Заслужений майстер спорту України, Віцечемпіонка світу, Чемпіонка Європи і Європейських ігор в стрибках у довжину і у потрійному стрибку.
- Бєляєва Тетяна Іванівна — український архітектор, лауреат Державної премії СРСР (1980).
- Борима Трохим Васильович — професор, доктор медичних наук, акушер-гінеколог.
- Вайсер Володимир Зельманович — Герой Радянського Союзу, танкіст, загинув під час відвоювання України у німецько-фашистських загарбників.
- Валевська Наталя Олександрівна — українська співачка.
- Величко Володимир Володимирович (1971—2014) — солдат Збройних сил України, боєць Добровольчого корпусу «Правого Сектора».
- Верейський Георгій Семенович — народний художник РРФСР, дійсний член Академії мистецтв СРСР, майстер міського пейзажу і портретного живопису.
- Вигодовський Павло Хомич (справжнє прізвище Дунцов) — єдиний декабрист, який мав селянське походження.
- Волков Михайло Давидович (справжнє прізвище — Вільф) — радянський і російський актор театру і кіно. Заслужений артист РРФСР (1978).
- Герчунов Альберто — класик аргентинської літератури.
- Гірник Павло Миколайович — український поет.
- Гладун Дарина Валеріївна — українська письменниця, перформерка, дослідниця, перекладачка.
- Головченко Людмила Олександрівна (* 1978) — українська борчиня. Учасниця Олімпійських ігор-2004. Майстер спорту України; майстер спорту України міжнародного класу. Чемпіонка України.
- Грига Анатолій — доктор технічних наук, професор, інженер-механік, визнаний фахівець у галузі лопасних машин.
- Дейген Михайло Федорович — фізик-теоретик, член-кореспондент Академії наук УРСР.
- Джек Лейбовиць — американський бухгалтер і видавець, відомий насамперед як співвласник із Гаррі Доненфельдом National Allied Publications (пізніше DC Comics).
- Дюран Аріель (Хая Кауфман) — американська письменниця, авторка (разом із чоловіком Уіллом Дюраном) всесвітньо відомої 11-томної «Історії цивілізації».
- Ейдельман Самуїл Давидович — український математик.
- Жулкевський Іван Станіславович — актор, народний артист України.
- Звичайна Олена (1902—1985) — українська письменниця.
- Зеньківський Василь Васильович — філософ, психолог та церковний діяч, міністр сповідань Української Держави у 1918 р.
- Зіневич Анатолій Володимирович — генерал-лейтенант, перший заступник міністра оборони Нагірно-Карабаської Республіки та заступник міністра оборони Вірменії.
- Іванов Андрій Петрович — редактор газети «Український голос», Проскурівський окружний провідник ОУН.
- Камоцька Світлана Володимирівна (нар. 1964) — радянська і білоруська лижниця. Чемпіонка СРСР.
- Курков Георгій Володимирович (1954 р. н.) — український піаніст, органіст, диригент. Заслужений діяч мистецтв України.
- Лопушанський Олександр Олександрович (1972—2023) — майор Збройних сил України, учасник російсько-української війни.
- Нікітюк Леся Іванівна — шоувумен, гумористка, ведуча програм — «Орел і решка», «Навколо М» і «Хто зверху?».
- Маліновський Ернест — польський залізничний інженер, побудував одну із найвисокогірніших залізниць у світі[154].
- Мастерс Оксана (Бондарчук) — американська спортсменка, родом з України (м. Хмельницький). Паралімпійська чемпіонка та багаторазова призерка літніх та зимових Паралімпіад.
- Місевич Костянтин Федорович — бандурист, засновник кобзарської школи XX ст., діяч української революції 1917—1920 рр. та руху опору в складі УПА.
- Мичковський Вадим Ростиславович — шоумен, гуморист, відомий як «Дядя Жора».
- Молотай Анатолій Михайлович — народний артист України, художній керівник, головний диригент Президентського оркестру України.
- Мукомела Роман Ігорович (1988—2022) — сержант Збройних Сил України, учасник російсько-української війни, що загинув у ході російського вторгнення в Україну у 2022 році.
- Нагорний Сергій Вікторович — спортсмен-веслувальник, Заслужений майстер спорту СРСР, Олімпійський чемпіон 1976 р.
- Павловський Михайло Антонович — доктор технічних наук, доктор економічних наук, академік, заслужений діяч науки і техніки України, народний депутат України.
- Паламар Віта Григорівна — українська легкоатлетка, Заслужений майстер спорту України в стрибках у висоту, бронзова призерка чемпіонату світу з легкої атлетики, рекордсменка України.
- Парій Володимир Володимирович (1988—2022) — солдат Збройних Сил України, учасник російсько-української війни.
- Педан Олександр Сергійович — шоумен та гуморист.
- Підмурняк Олексій Олексійович — лікар-уролог, науковець, доктор медичних наук, Заслужений лікар України.
- Полюк Ольга Юріївна — українська спортсменка з фристайлу, Заслужений майстер спорту України. Член збірної України на зимових Олімпійських іграх 2010 і 2014 років. Майстер спорту України міжнародного класу.
- Пономарьов Олександр Валерійович — народний артист України.
- Приходнюк Олег Михайлович (1941—2004) — український археолог, доктор історичних наук, Лауреат Державної премії України в галузі науки і техніки.
- Руцькой Олександр Володимирович — віцепрезидент Росії, Депутат РСФСР, льотчик, генерал-майор, Герой Радянського Союзу, учасник війні в Афганістані.
- Садовський Денис Володимирович (1982—2022) — старший солдат Збройних Сил України, учасник російсько-української війни, що загинув у ході російського вторгнення в Україну у 2022 році.
- Серафим (Костянтин Свежевський) — православний церковний діяч Південної Америки, архієпископ Каракаський та Венесуельський, а також Бразильський.
- Сенчук Руслан Іванович (1972—2023) — капітан Збройних сил України; учасник російсько-української війни.
- Сима Мирон — художник.
- Смолінський Леонід Денисович (1964—2014) — боєць Добровольчого корпусу «Правого Сектора», учасник російсько-української війни.
- Столярчук Андрій Васильович — спортивний коментатор, заслужений журналіст України.
- Ткачук Галина Сергіївна (*27 серпня 1985, м. Хмельницький) — українська поетеса, прозаїк. Магістр літературознавства.
- Тюх Руслан Петрович (1975—2022) — полковник Збройних Сил України, учасник російсько-української війни.
- Федоров Святослав Миколайович — лікар-офтальмолог, академік, засновник науково-технічного комплексу «Мікрохірургія ока».
- Шаран Едуард Вікторович (1993—2023) — капітан Збройних сил України, учасник російсько-української війни, Герой України (посмертно).
- Щерба Григорій Никифорович — мінералог, академік, доктор геологічних наук.
- Шершун Богдан Миколайович, гравець збірної України з футболу та ФК «Дніпро», володар Кубка УЄФА.
- Хіблін Ігор Миколайович — радянський футболіст, захисник.
- Юхимович Антон Леонідович — український телеведучий, шоумен, журналіст.
- Юсупова Наталія Вікторівна — світська особа, волонтер, підприємець.

### Музичні колективи, створені у Хмельницькому
- Under the Tank — український рок-гурт із міста Хмельницького.
- Марсель гурт[155] — Гурт Марсель був створений у 2005 році в Хмельницькому і складається виключно з хмельничан.
- Мотор'ролла[156] — український рок-гурт із міста Хмельницького. Створений у 1994 році. У 1995 та 1997 роках гурт ставав лауреатом фестивалю «Червона Рута»
- Die as she say — український пост-хардкор гурт із міста Хмельницького. Створений у 2012 році.
- Безодня (гурт)[157] — український альтернативний рок-гурт із Хмельницького.
- STANZA[158]  — рок-гурт із Хмельницького, який грає у стилі modern rock, nu melodic hard.
- Теорія Ґвалту — український музичний гурт, який грає у жанрах стріт-панк, ска та фолк-панк.
- Чумацький Шлях (CH.SH)[159]  — український рок гурт, який грає у жанрі Folk Alternative Metal.

### Особи, чиє життя пов'язане з містом
- Володимир Борійчук — політик, один із засновників Конгресу Українських Націоналістів.
- Орловський Михайло Якимович[160] — священник, краєзнавець, історик Поділля. Автор першого історичного нарису про місто.
- У Проскурові у 1890—1894 роках на військовій службі перебував письменник Олександр Купрін.
- У 1944 році під час визволення міста та області загинув Лев Шестаков[161] — Герой Радянського союзу, льотчик. Похований у Хмельницькому.
- У місті після війни жила та закінчила школу № 6 співачка Олена Камбурова[162].
- У місті проходив службу Джохар Дудаєв[163] — чеченський військовий, державний та політичний діяч, лідер чеченського визвольного руху у 1990-х роках, перший президент Чеченської Республіки Ічкерія. У минулому Джохар був генерал-майором авіації Радянської армії.
- Ярчук Михайло — Чортківський Надрайонний провідник ОУН, розстріляний у міській в'язниці МДБ 2 грудня 1952 року.

## Галерея

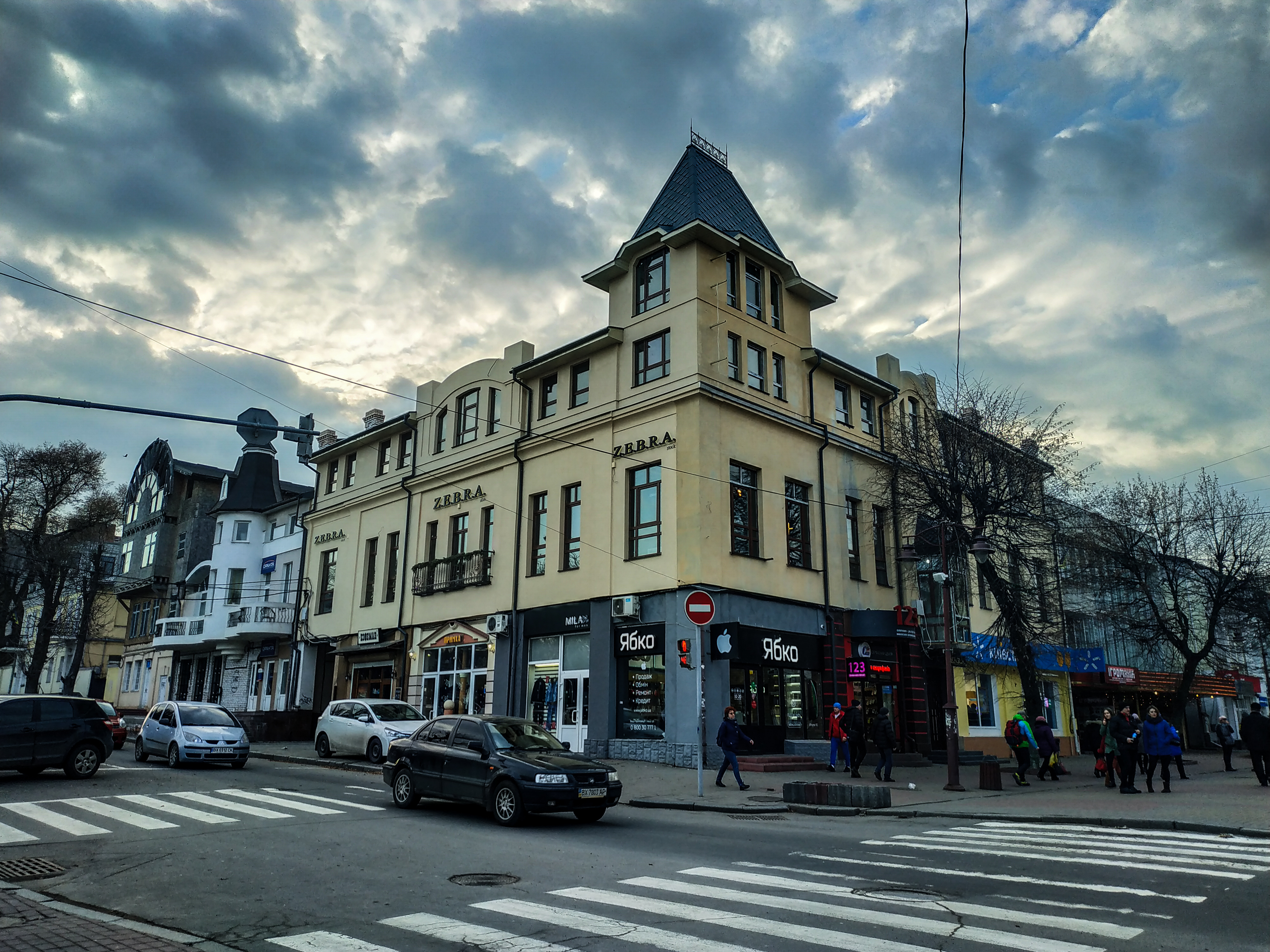
Вул. Проскурівська
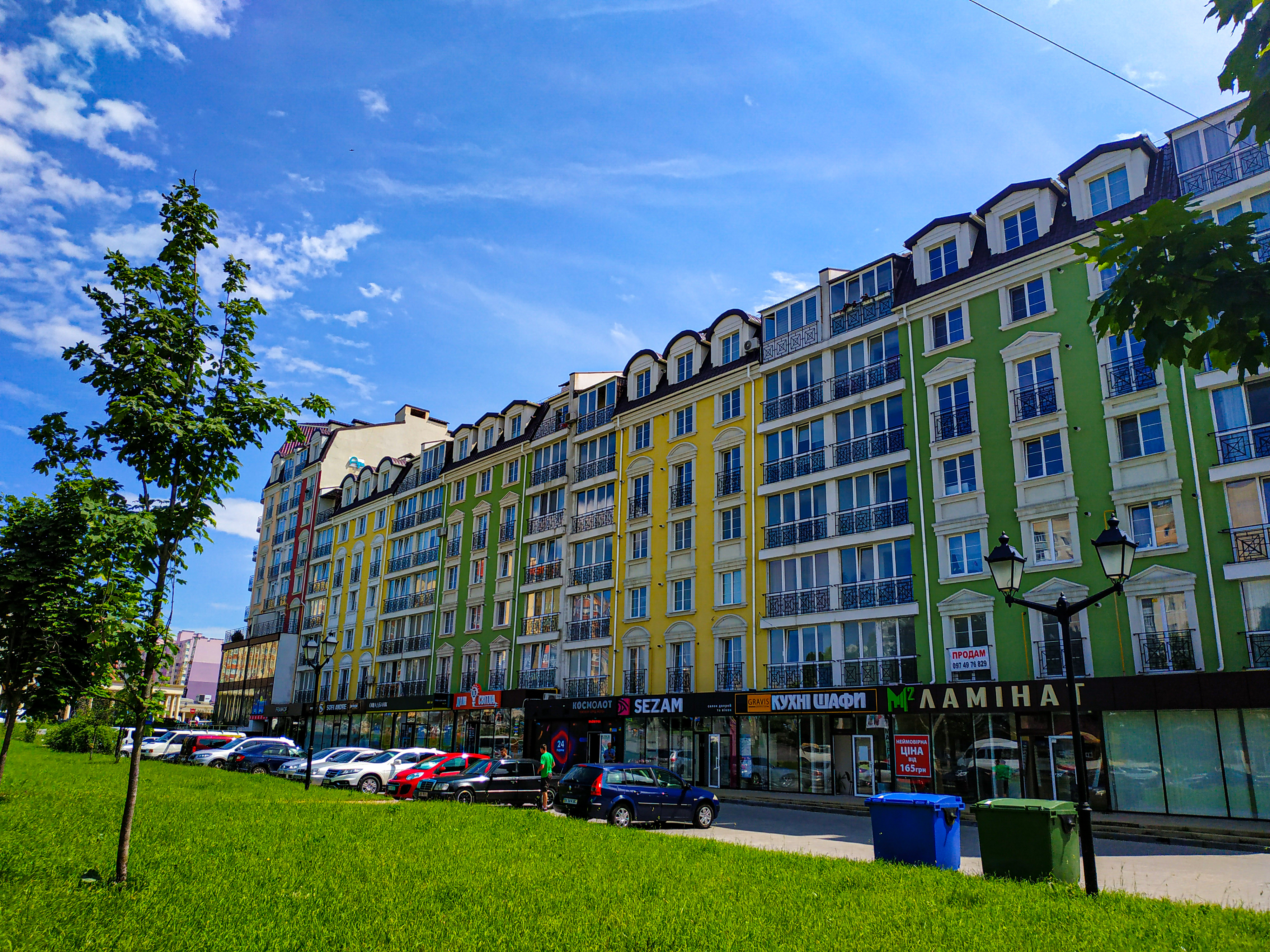
Вул. Панаса Мирного
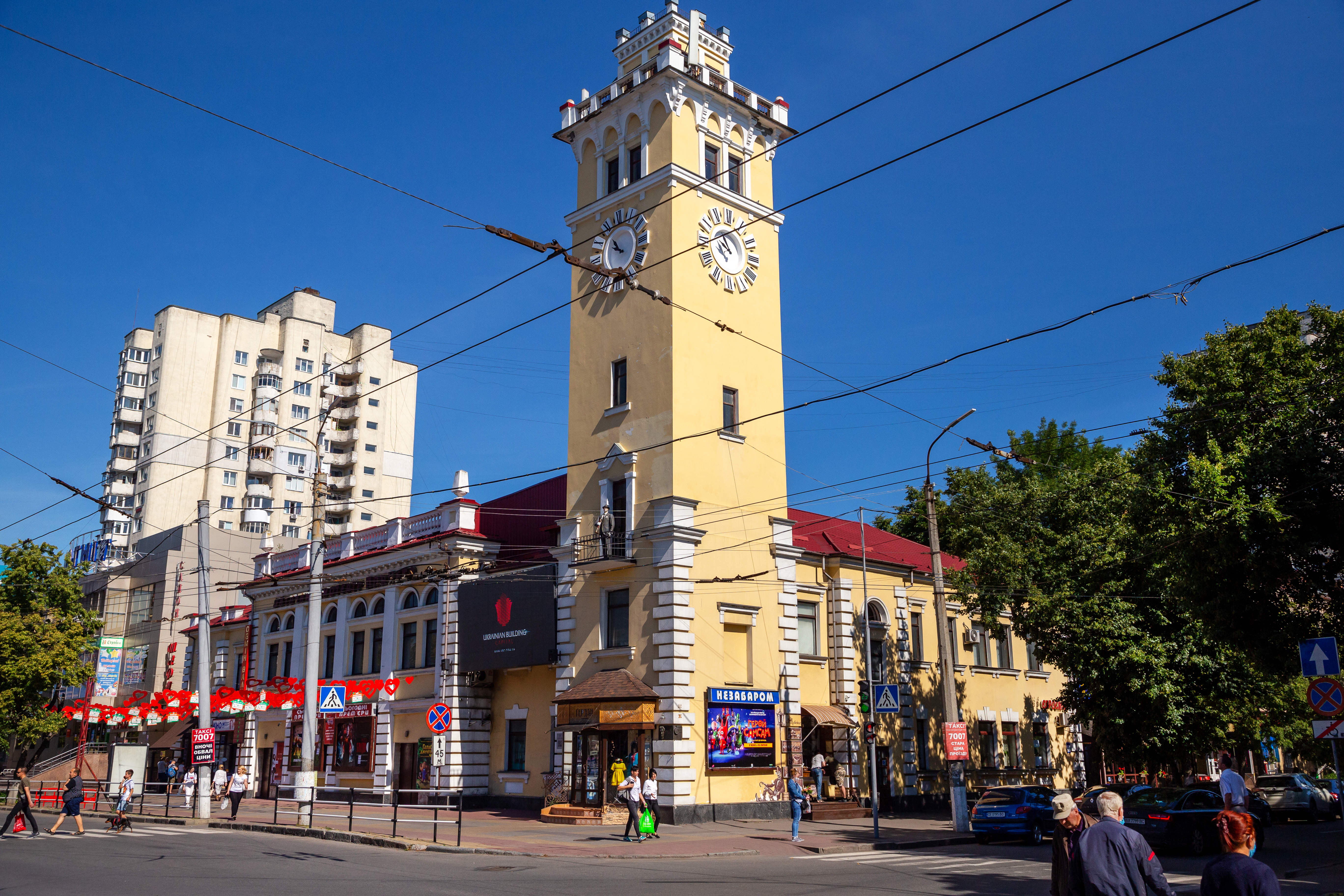
Проскурівська каланча на вулиці Подільській
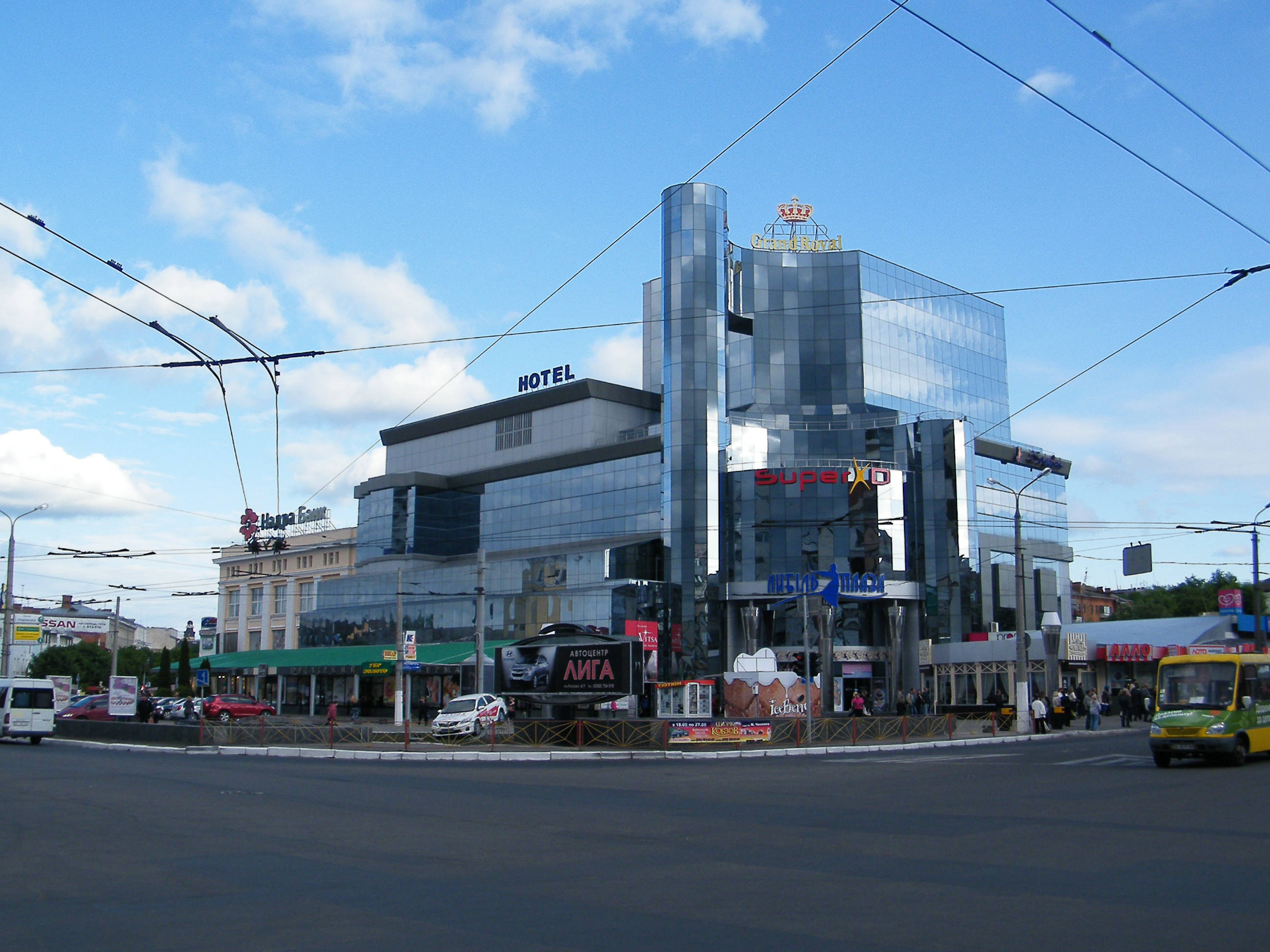
ТРЦ «Либідь Плаза»
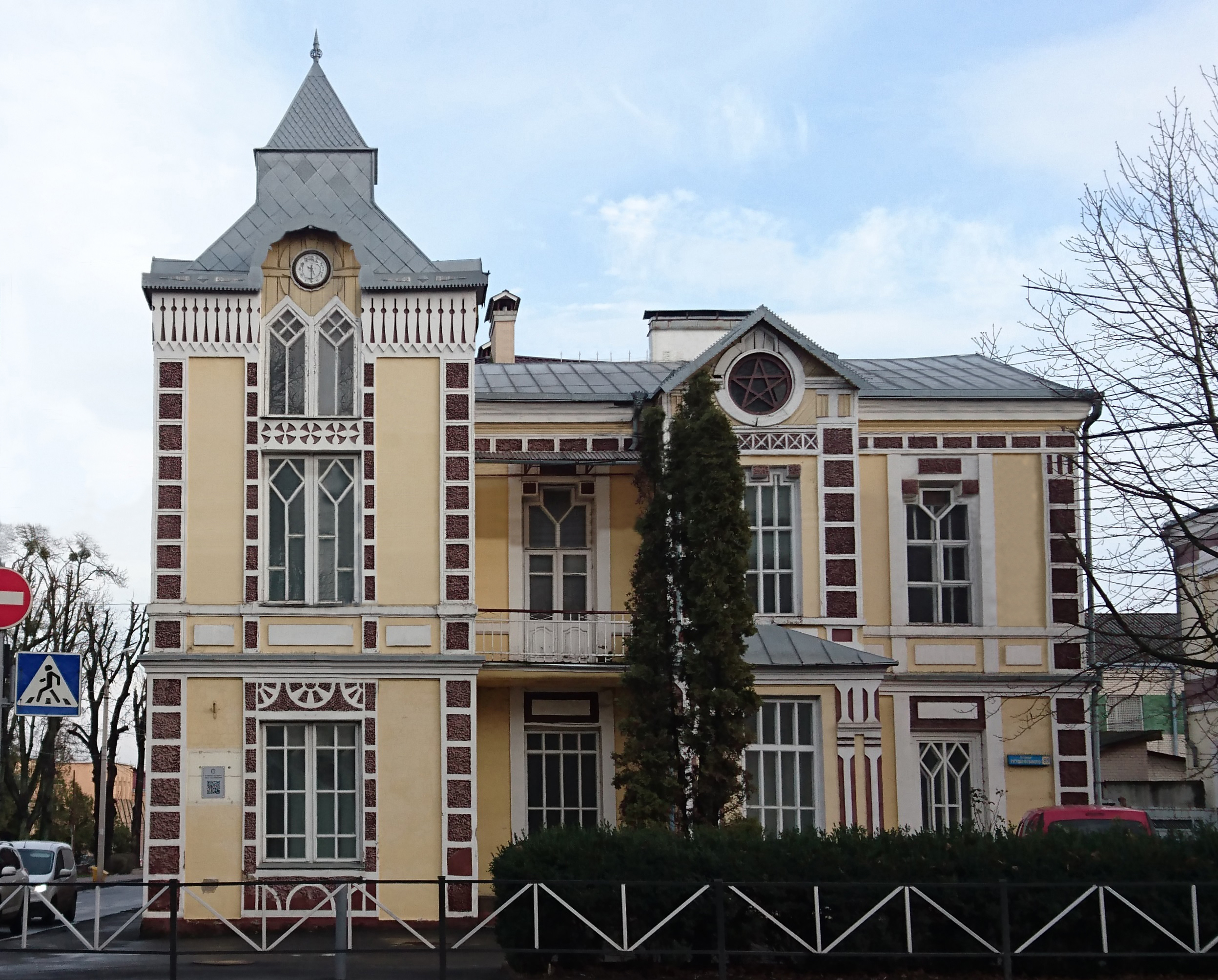
Житловий будинок кін. XIX поч. XX ст]]|Житловий будинок кін. XIX поч. XX ст.
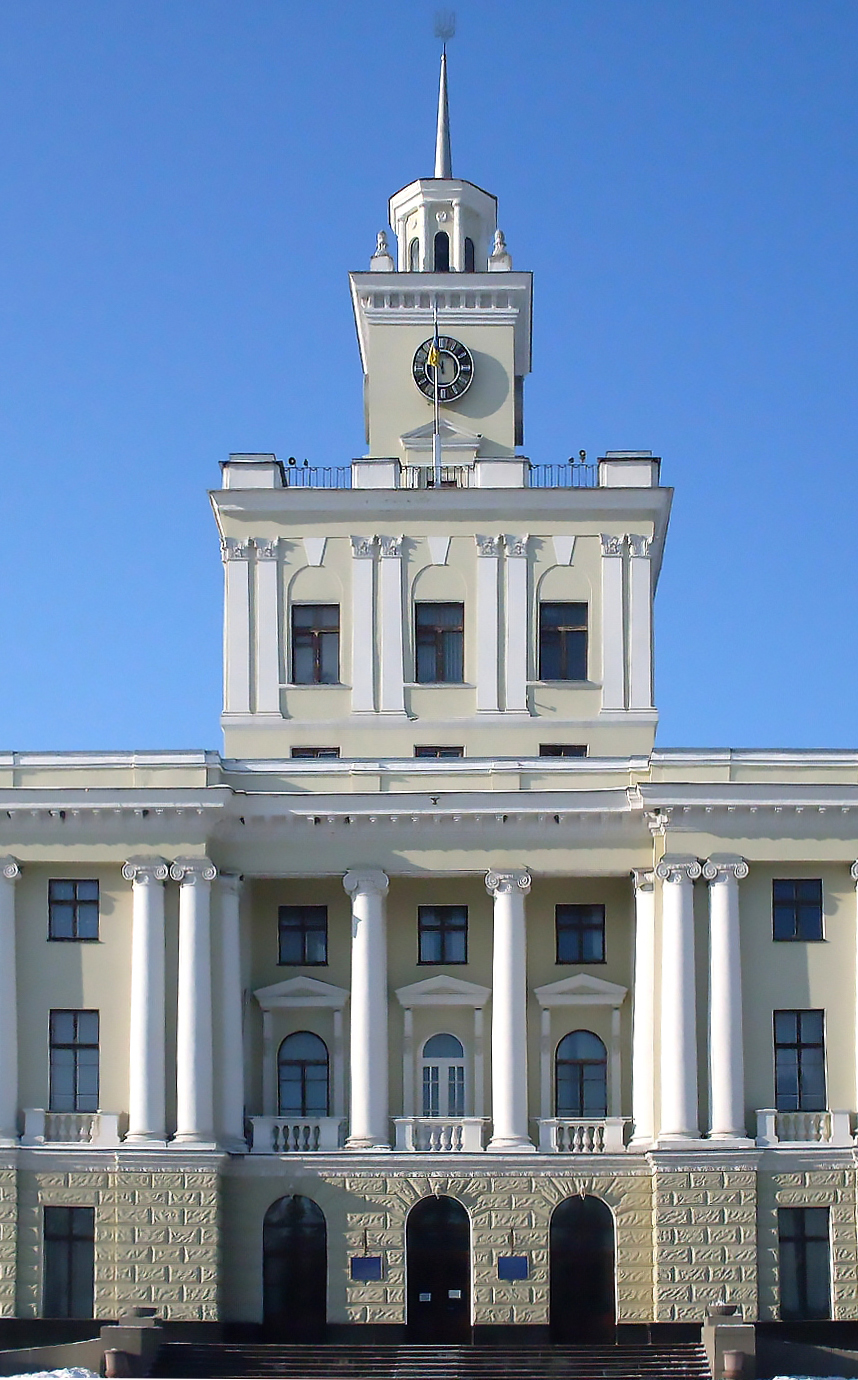
Budynok rad khmelnitskiy]]|Хмельницька обласна держадміністрація
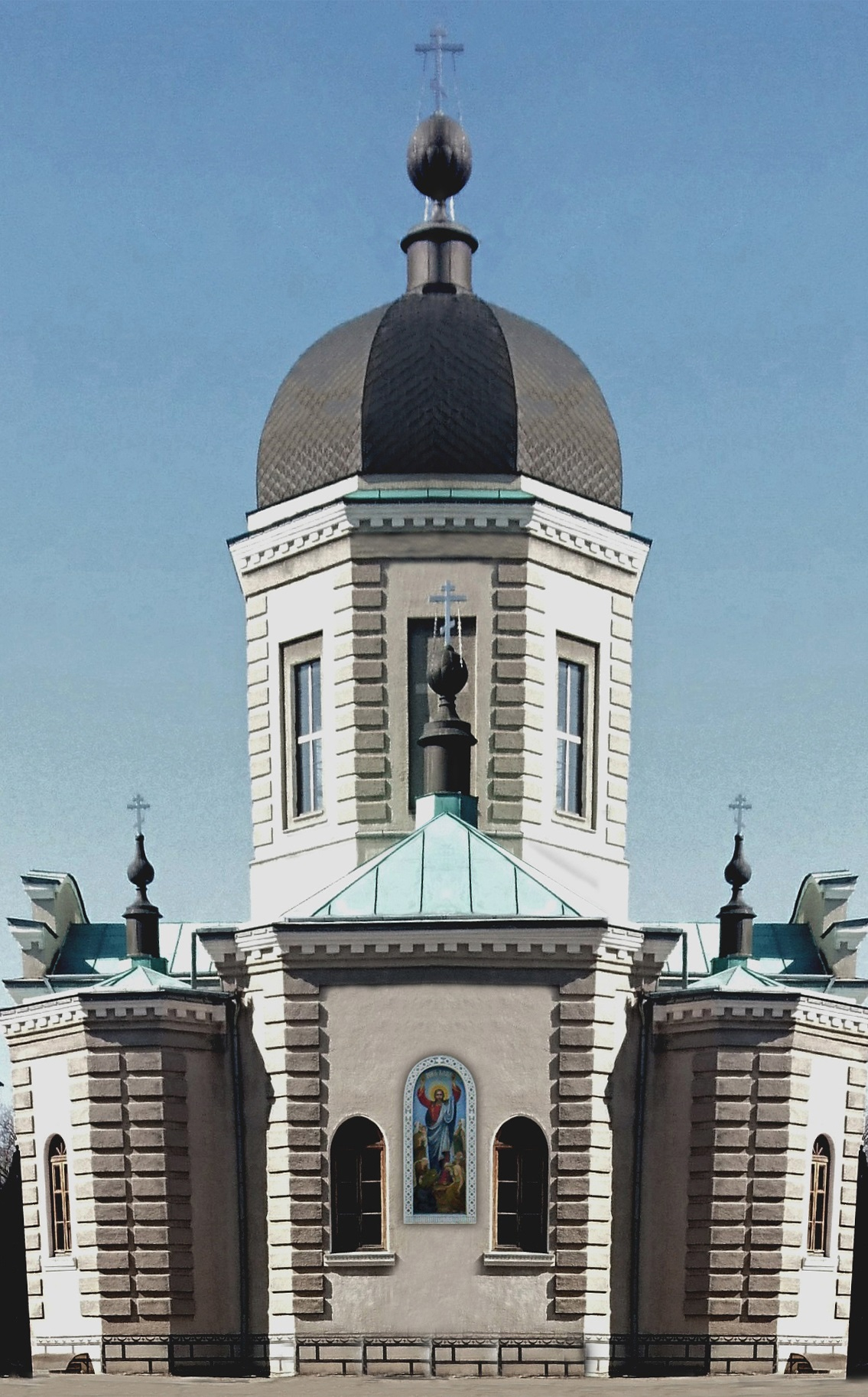
Свято-Покровський собор (Хмельницький)]]|Свято-Покровський кафедральний собор
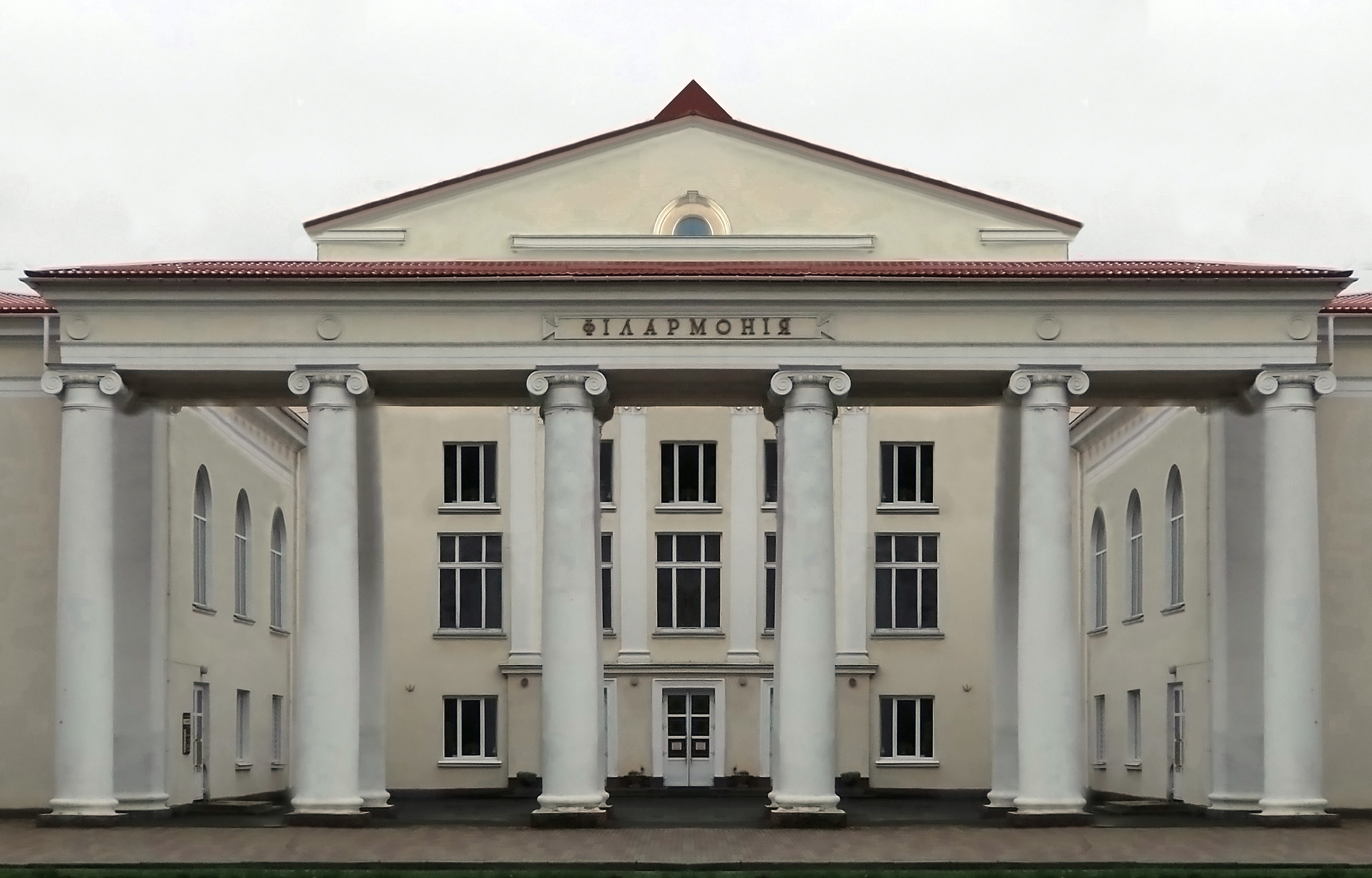
filarmoniya]]|Обласна філармонія
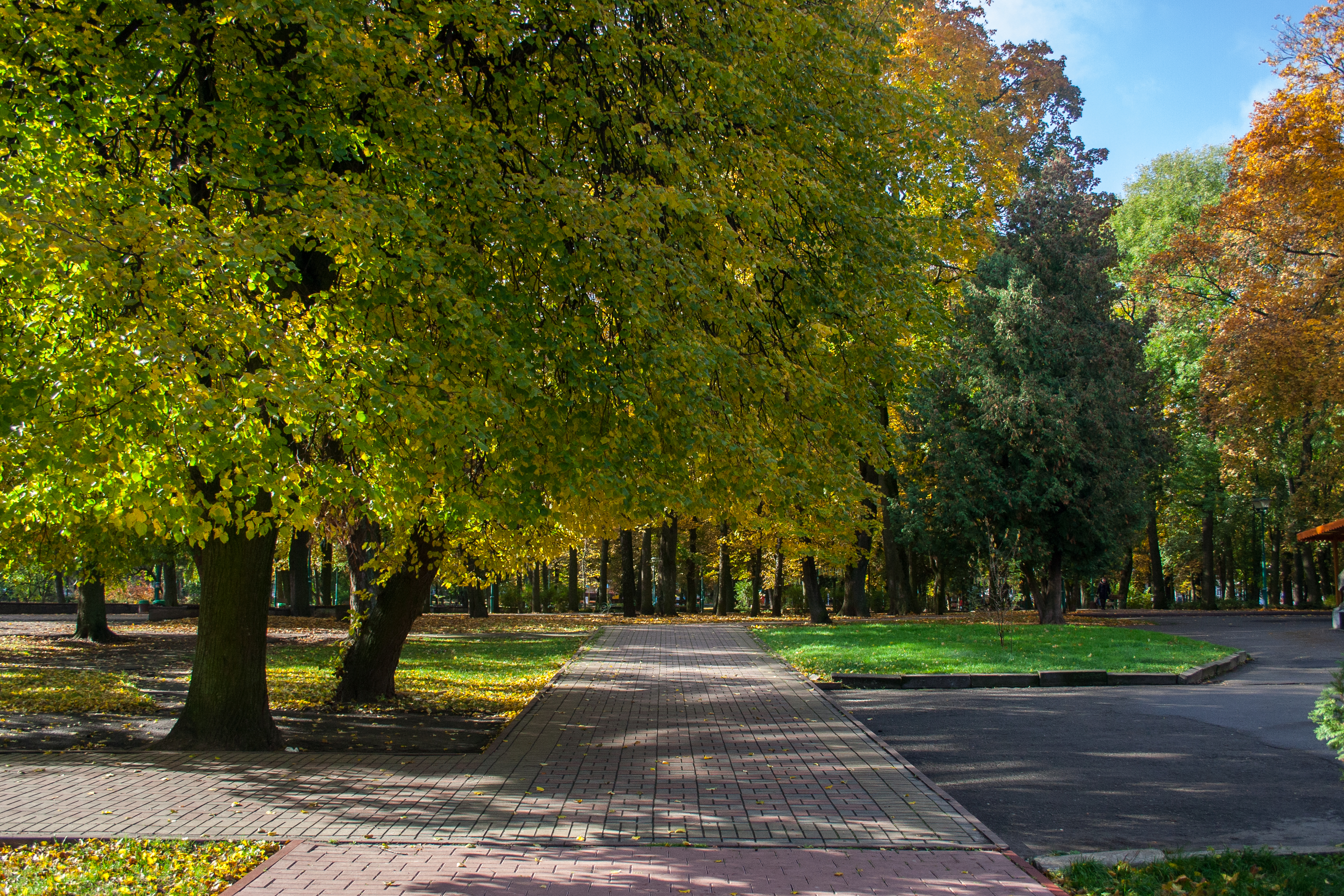
Сквер імені Тараса Шевченка
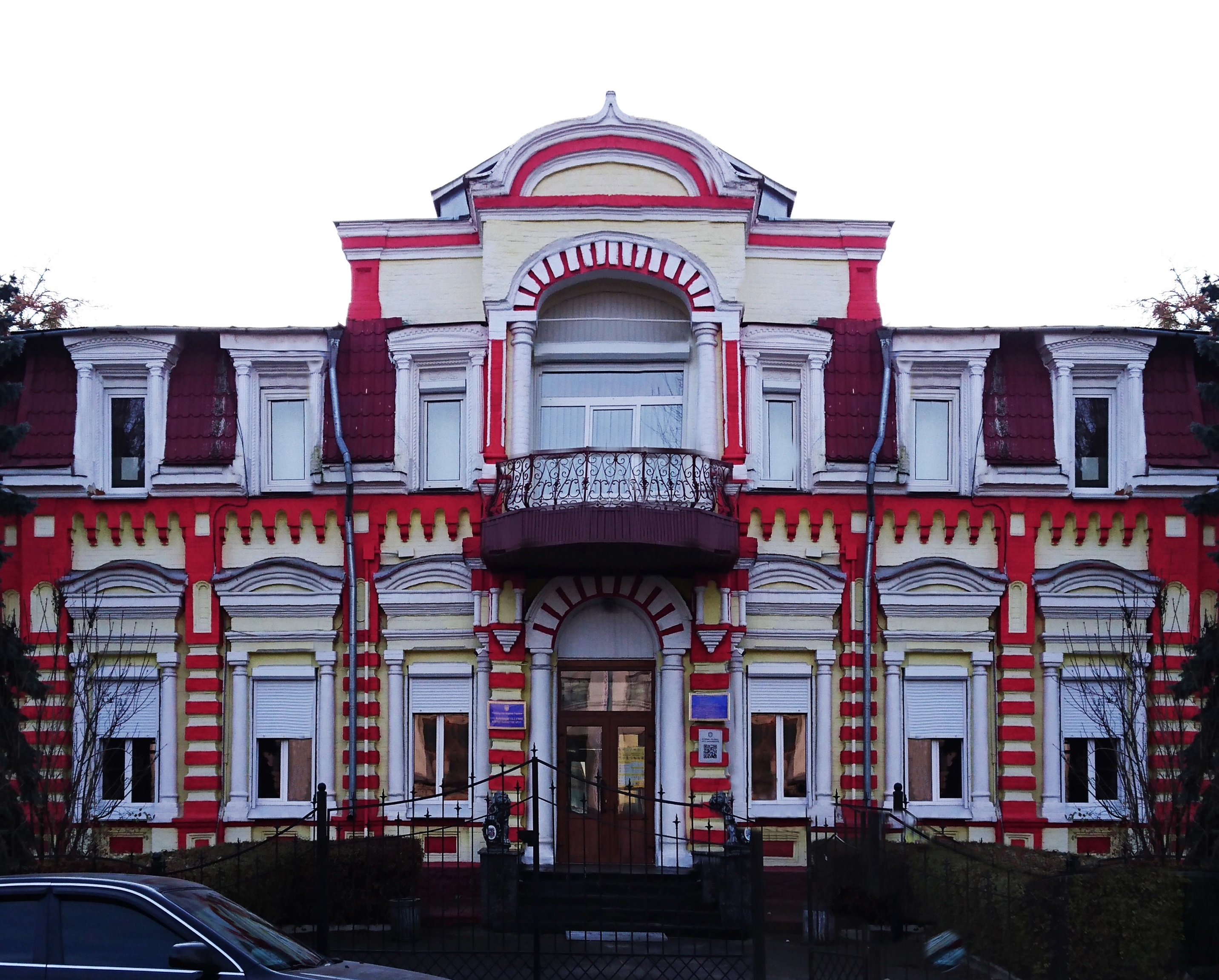
Поштово-телеграфна контора (Проскурів)]]|Колишня поштово-телеграфна контора
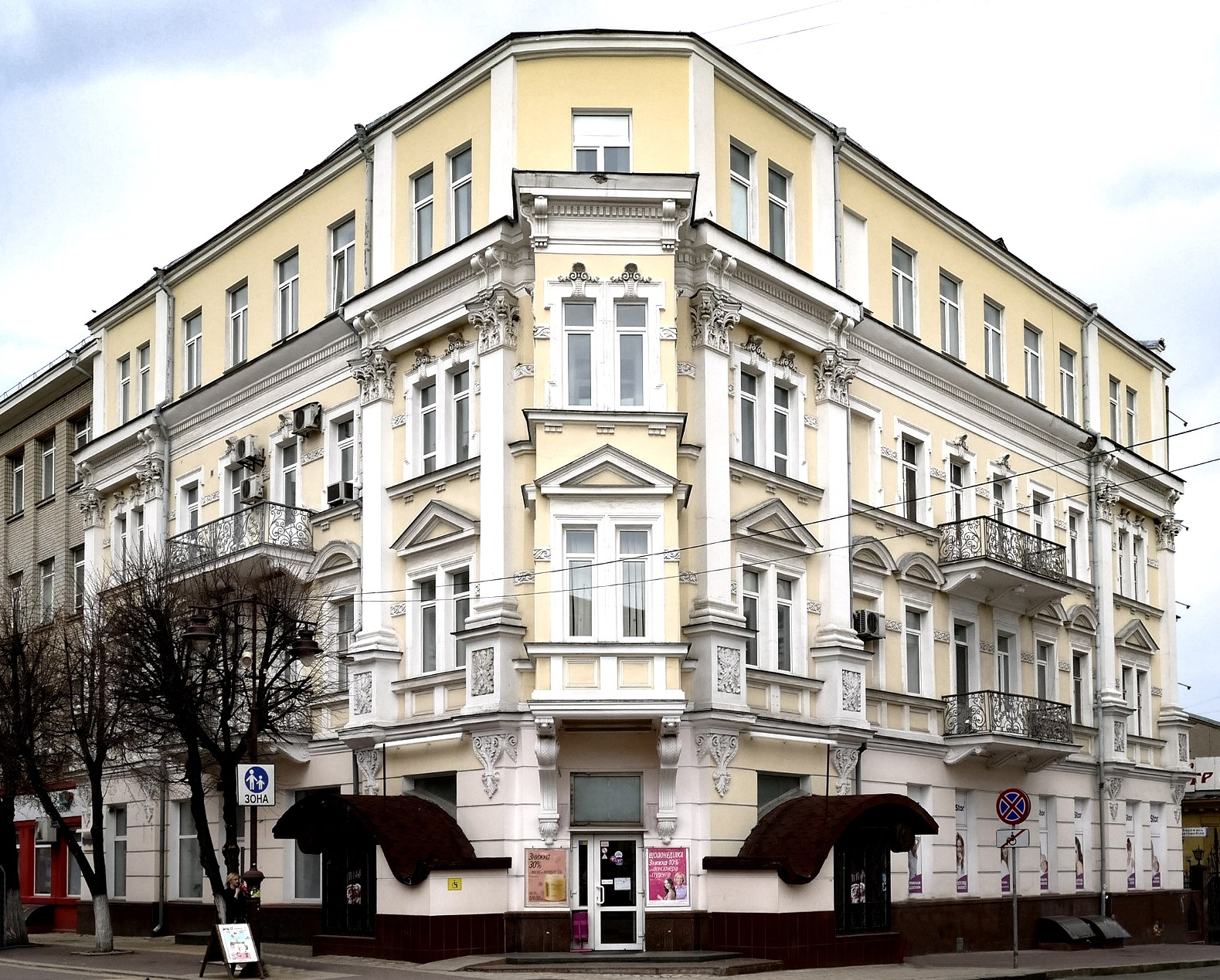
Вул. Проскурівська, 13 Аптека та помешкання домовласника Л. І. Деревоїда]]|Аптека та помешкання домовласника Л. І. Деревоїда
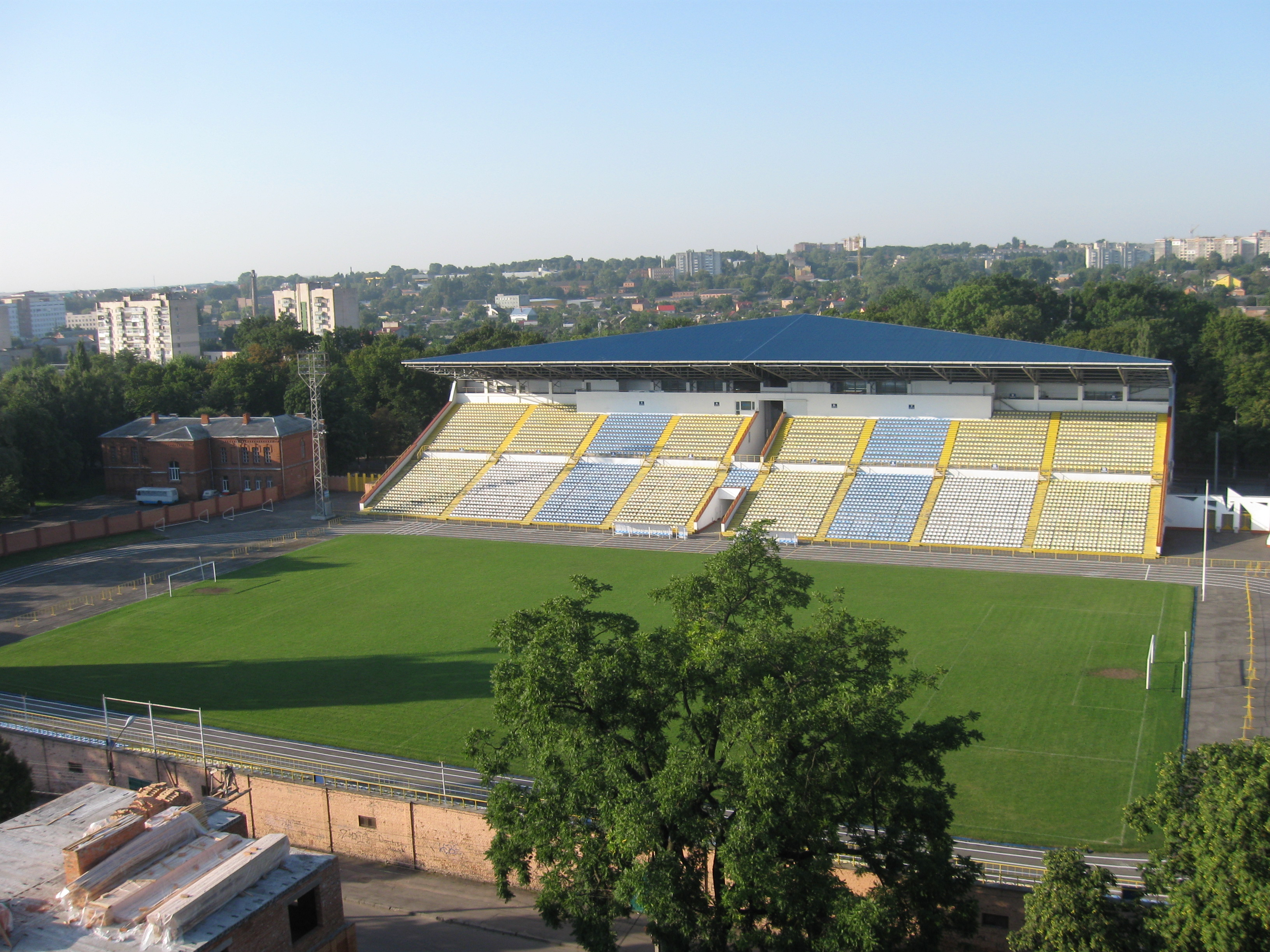
Спорткомплекс «Поділля»
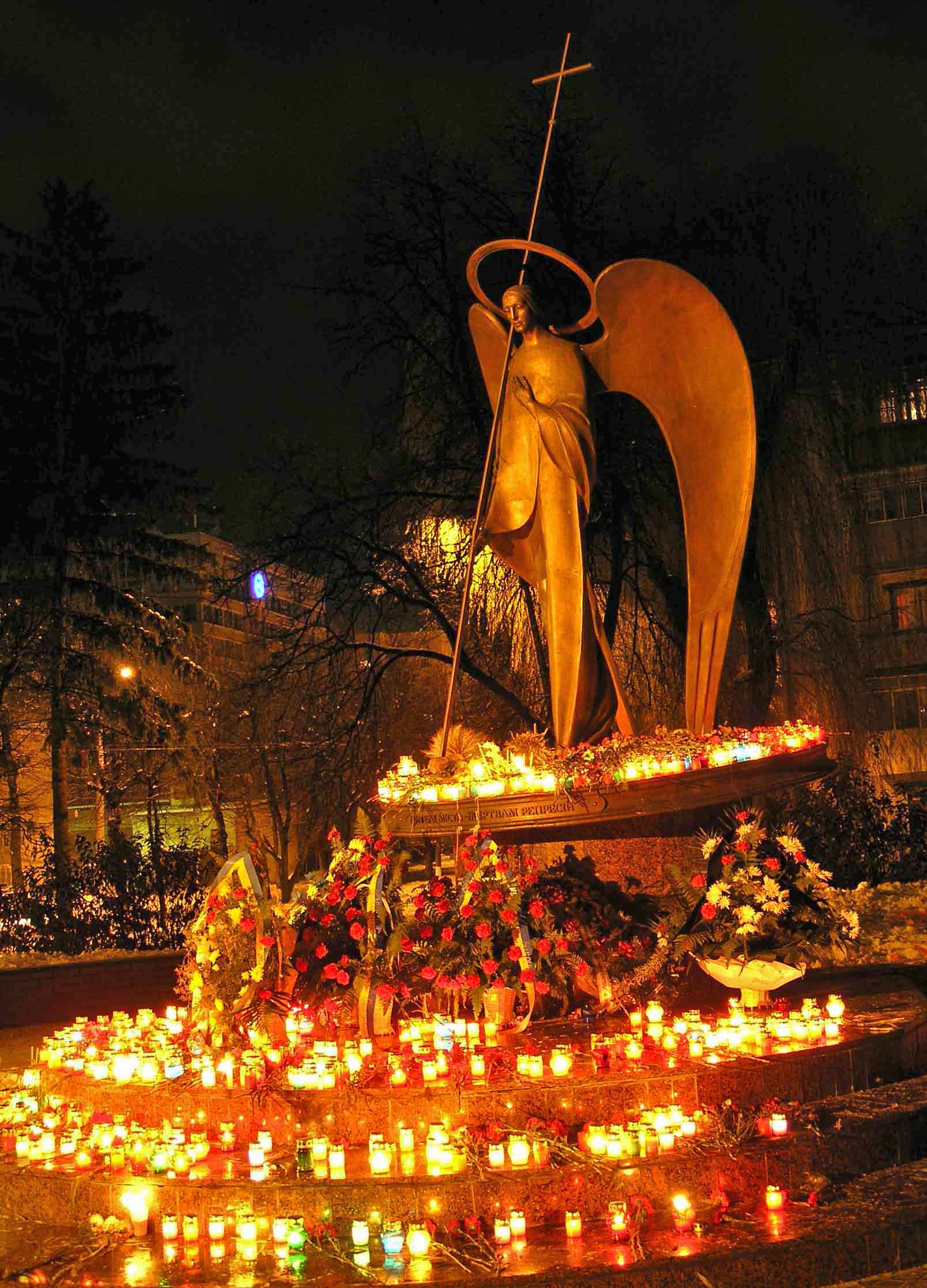
Пам'ятник жертвам репресій («Ангел Скорботи»)
Пам'ятник Богдану Хмельницькому
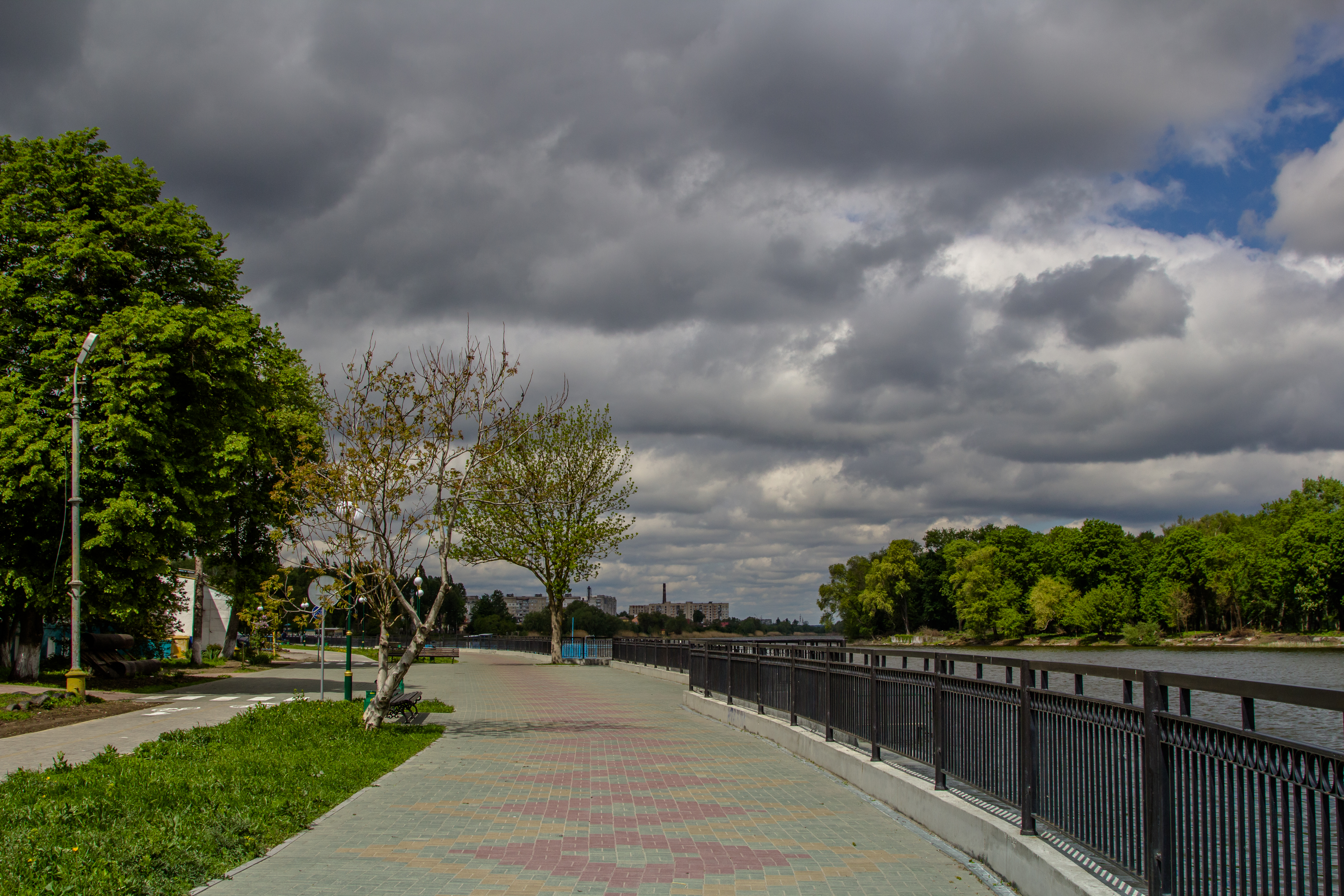
Набережна парку
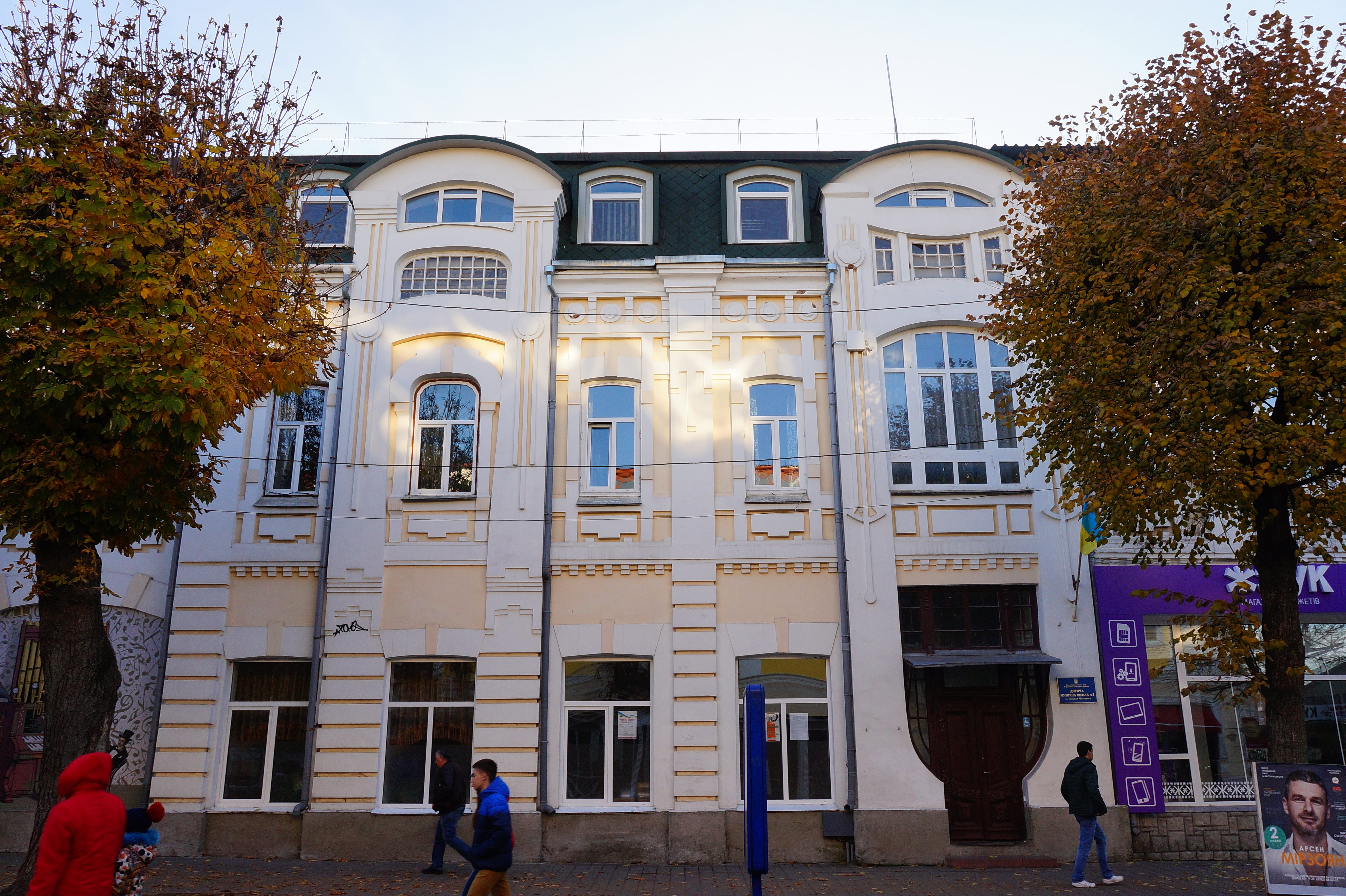
вул. Проскурівська, 20
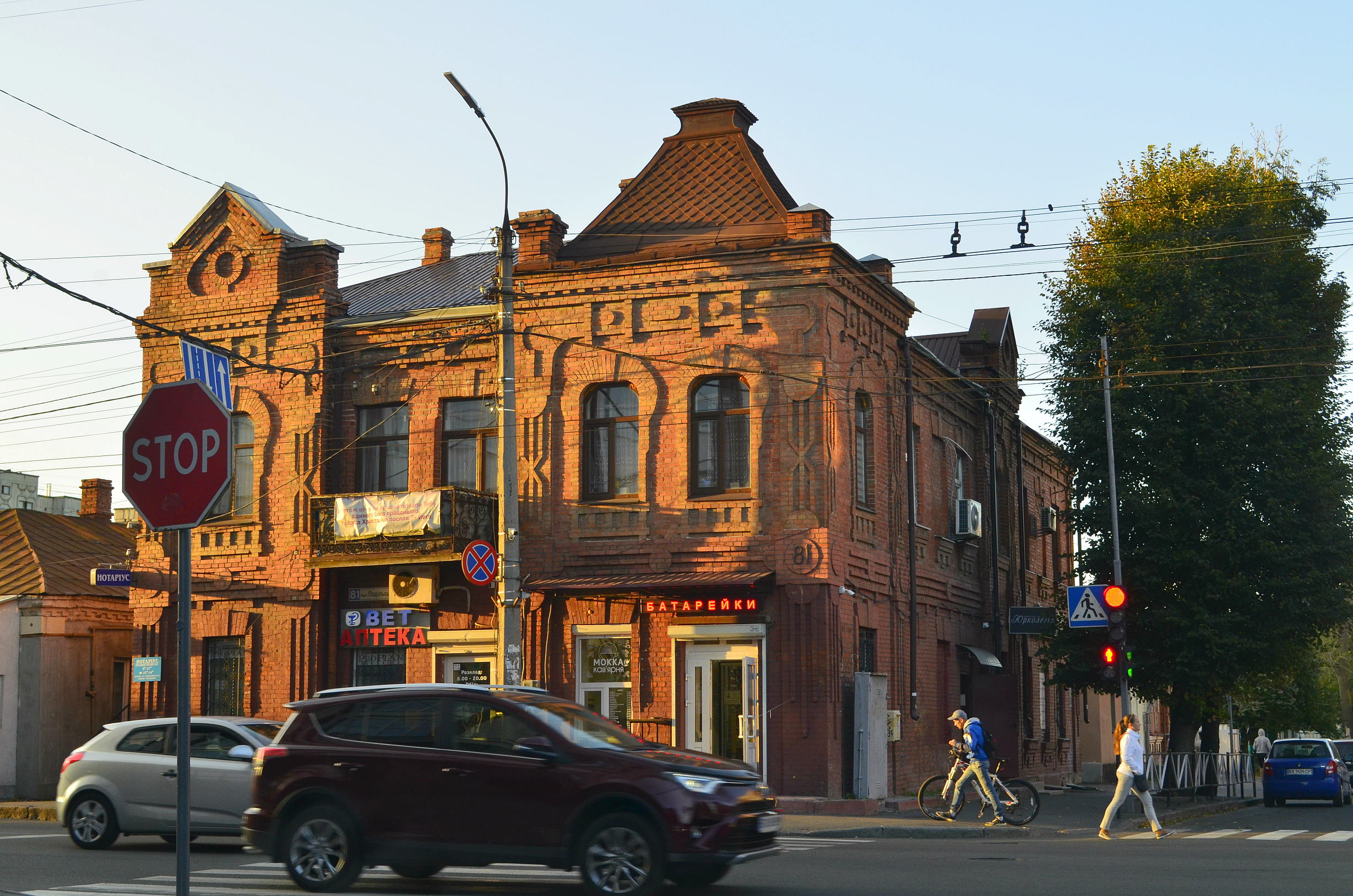
вул. Подільська, 28
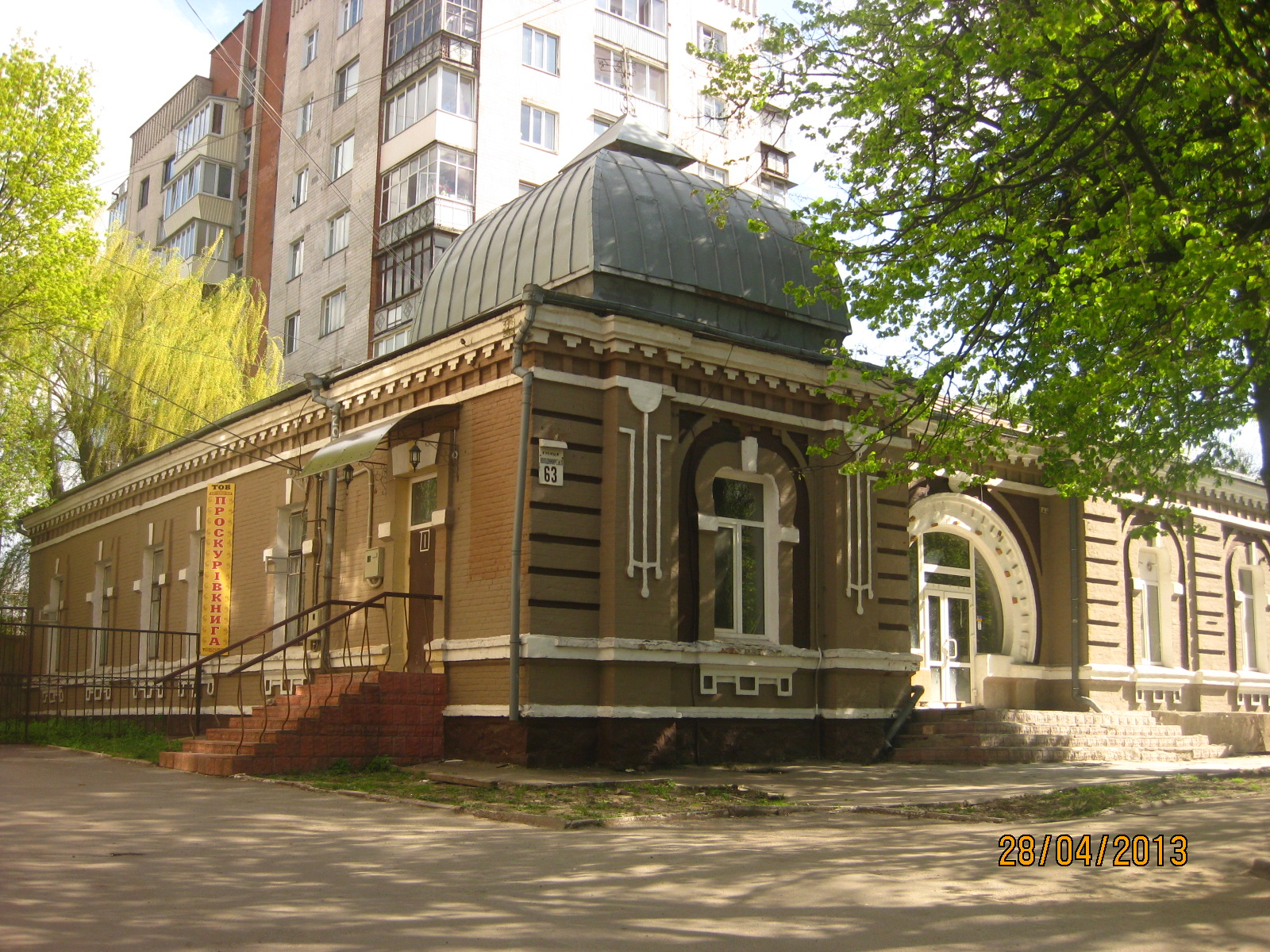
Особняк домовласника Шпігеля (вул. Володимирська, 63)
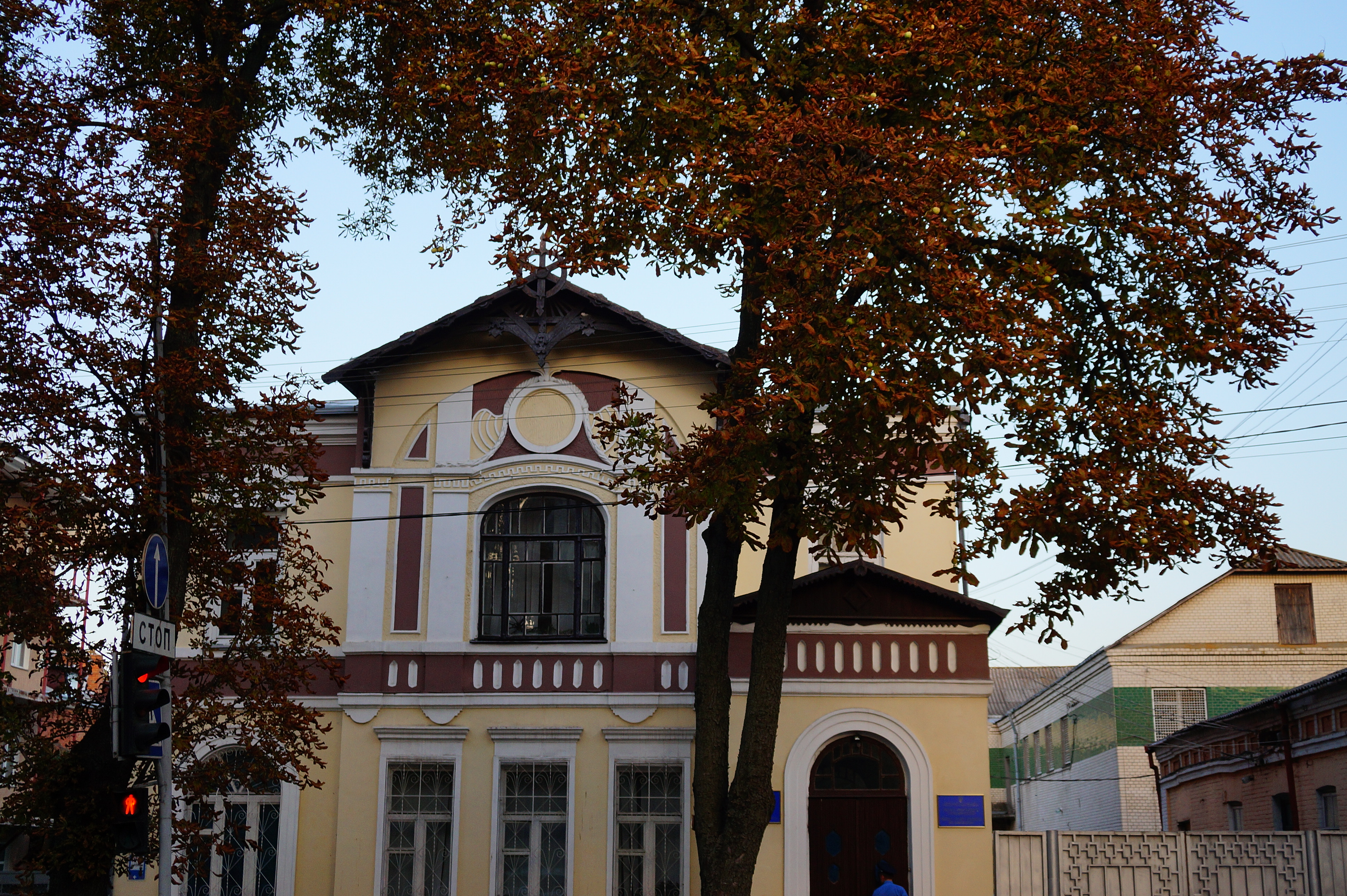
Особняк на вулиці Грушевського
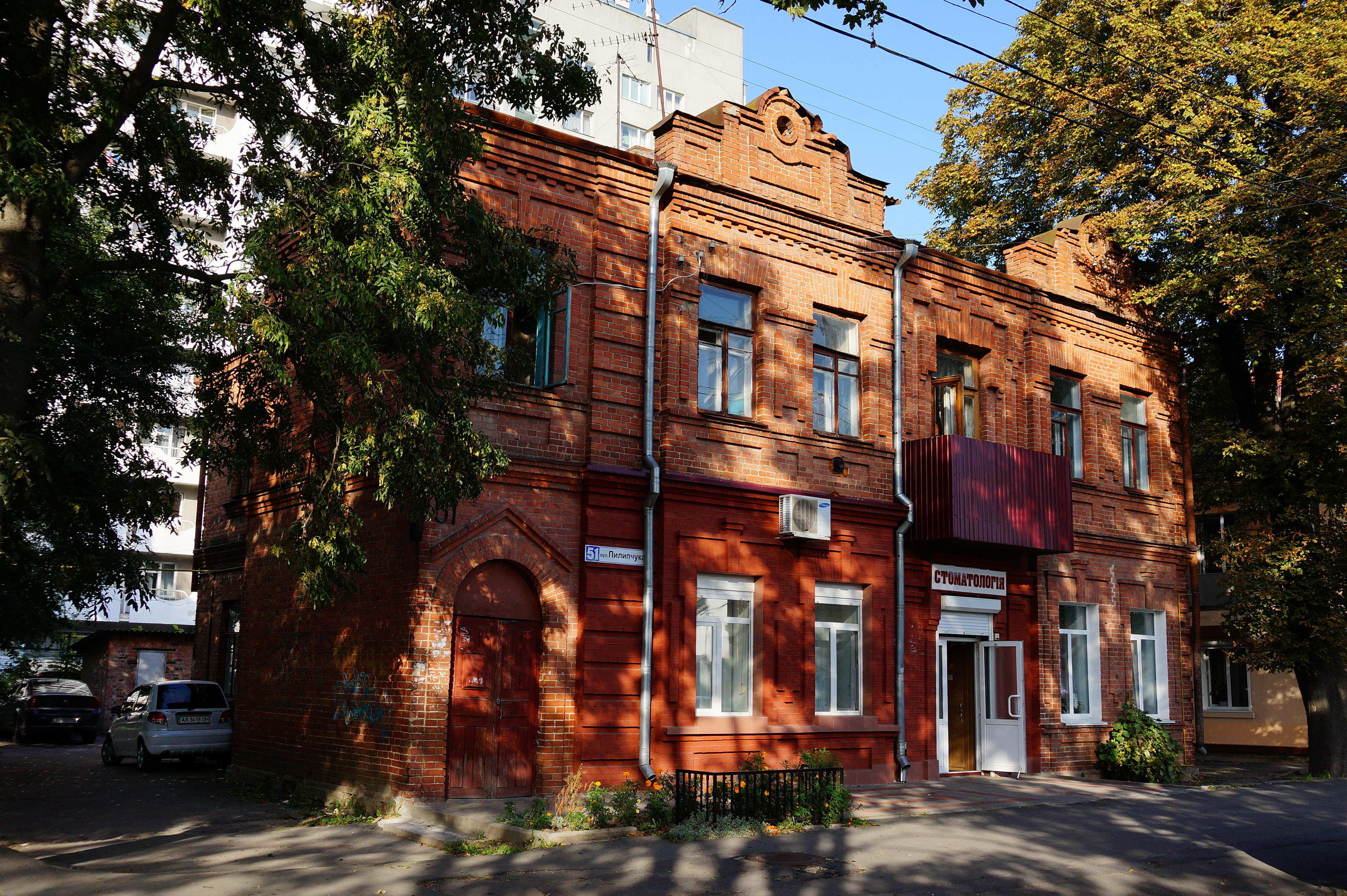
Вулиця Пилипчука
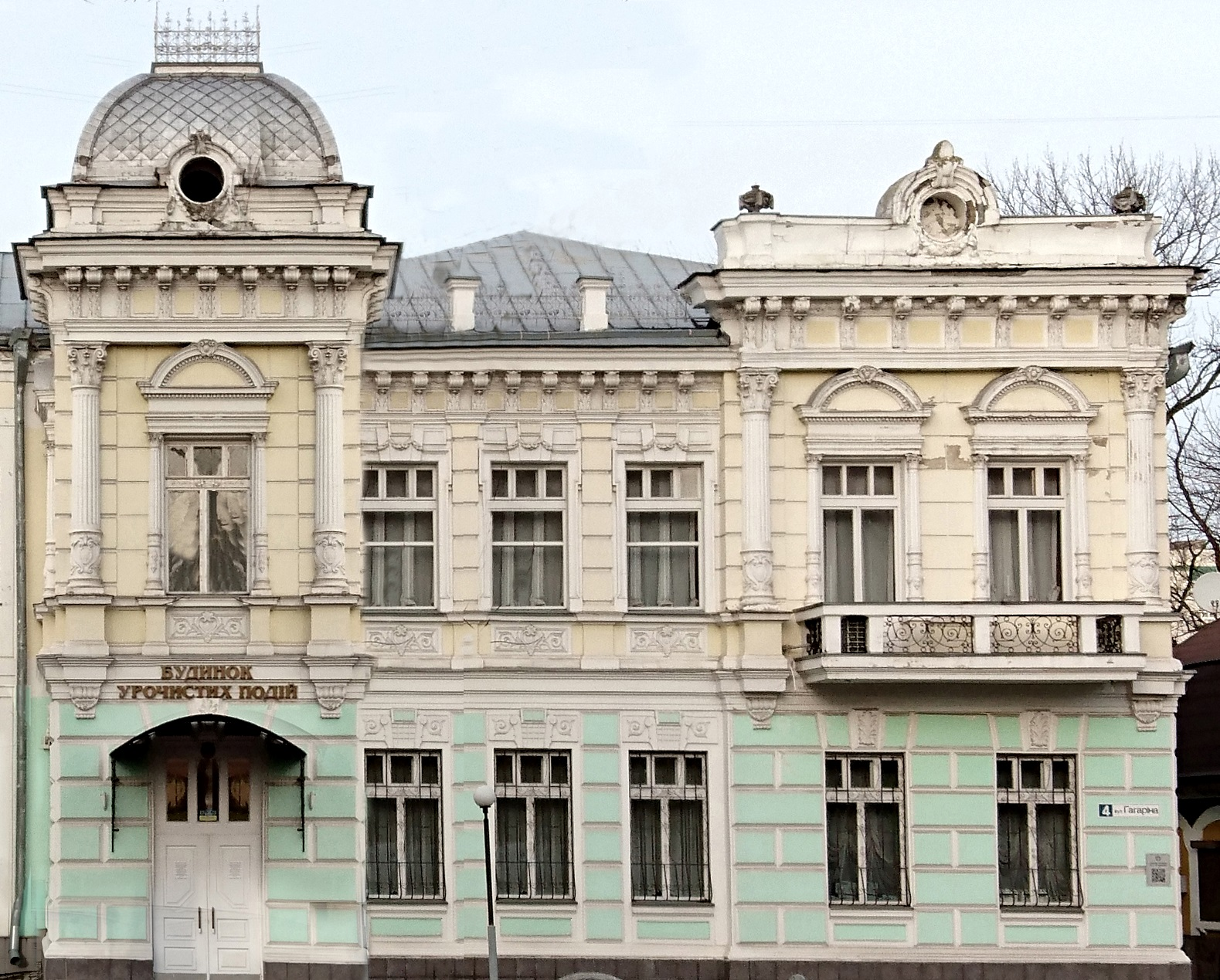
Палац урочистих подій (Хмельницький)]]|Палац урочистих подій
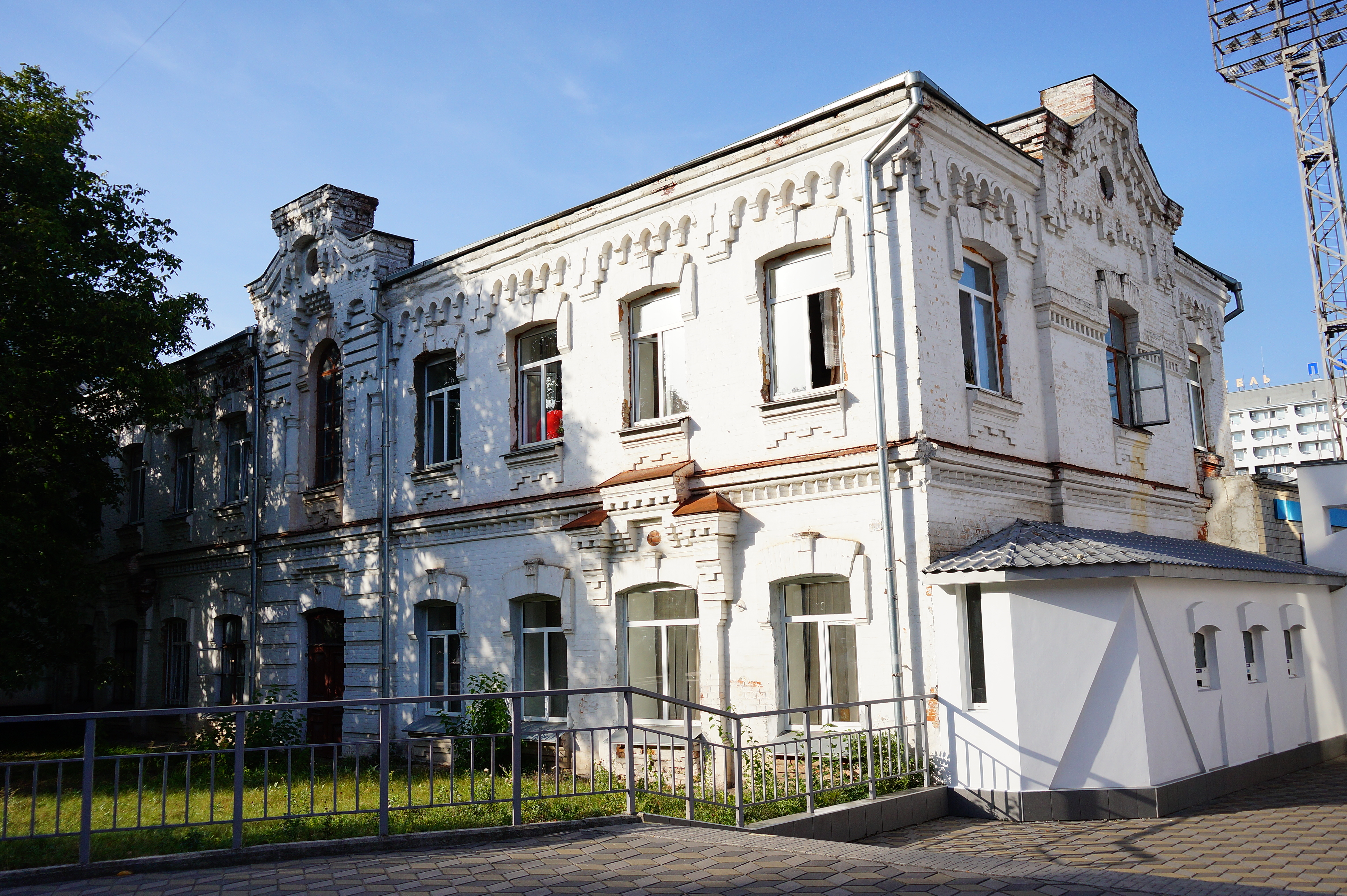
Музичне училище
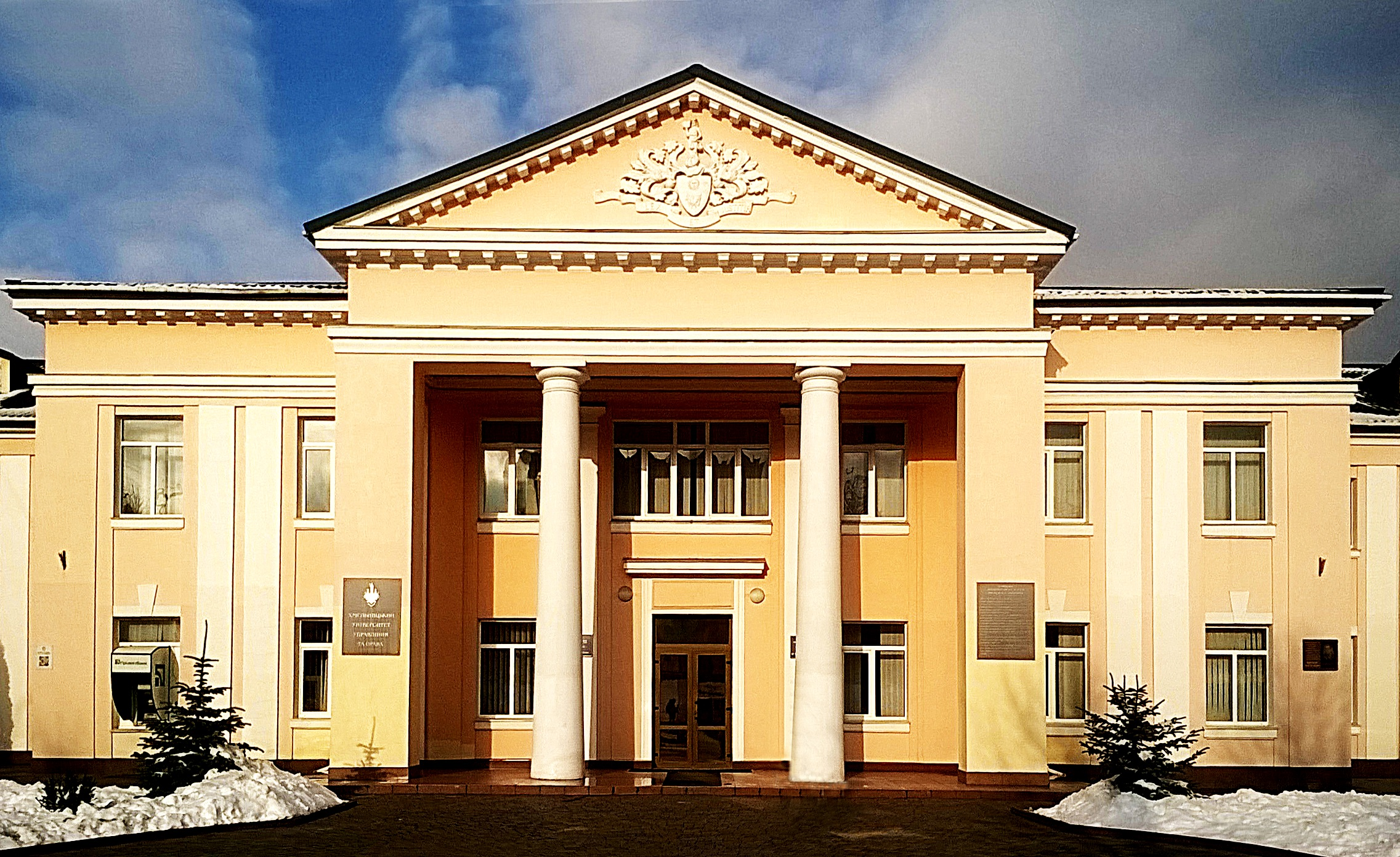
Budynok oficeriv HUUP]]|Колишній будинок офіцерів (нині корпус ХУУП)
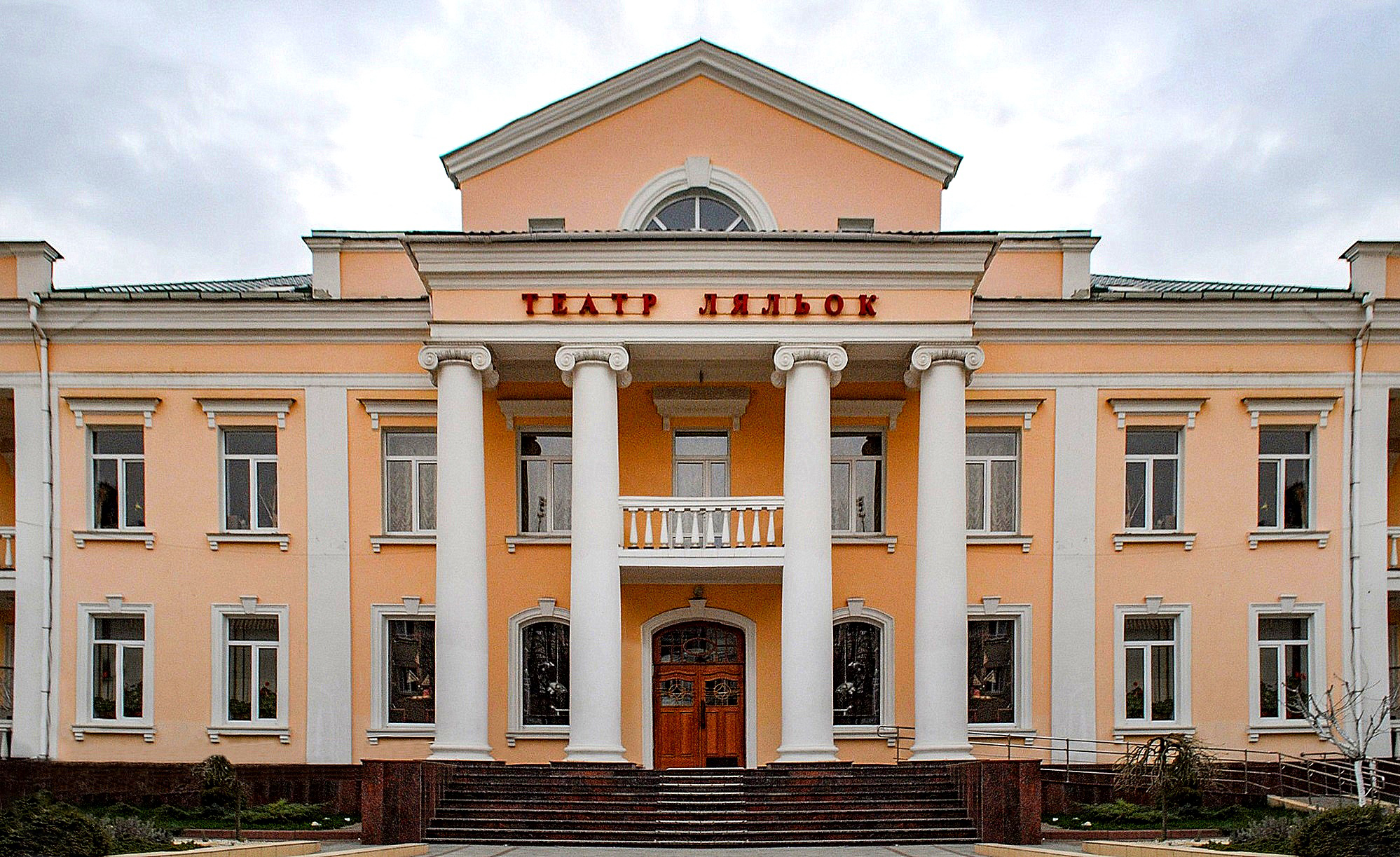
Хмельницький обласний академічний ляльковий театр]]|Хмельницький обласний академічний ляльковий театр

## Міста-побратими
Хмельницький впевнено взяв курс на євроінтеграцію. У 2021 році місто стало володарем Призу Європи — найвищої відзнаки Парламентської Асамблеї Ради Європи, яку присуджують містам за поширення європейських ідеалів.
Хмельницький розвиває та підтримує співпрацю з містами-побратимами з різних країн світу:
- Модесто, США (з 1987 року)
- Сілістра, Болгарія (з 1992 року)
- Бор, Сербія (з 1995 року)
- Бєльці, Молдова (з 1996 року)
- Цеханув, Польща (з 1997 року)
- Крамфорс, Швеція (з 1997 року)
- Агуаскальєнтес, Мексика (з 2000 року)
- Шяуляй, Литва (з 2001 року)
- Манізес, Іспанія (з 2002 року)
- Даліят-Ель-Кармель, Ізраїль (з 2007 року)
- Руставі, Грузія (з 2016 року)
- Шицзячжуан, Китай (з 2019 року)
- Наманган, Узбекистан (з 2021 року)
- Айдин Ефелер, Туреччина (з 2021 року)
- Прага 6, Чехія (з 2022 року)
- Швянченіський район, Литва (з 2022 року)
- Шеффілд, Велика Британія (з 2022 року)[165]
- Штутгарт, Німеччина (з 2023 року)
- Дрезден, Німеччина (з 2023 року)
- Страсбург, Франція (з 2023 року)

Через російську збройну агресію проти України наприкінці січня 2016 року були направлені листи до міських органів влади російських міст Іваново та Твер за підписом мера міста Хмельницького Олександра Симчишина про розірвання партнерських відносин із містами держави-агресора.
У березні 2022 року Хмельницький налагодив офіційні партнерські зв'язки з міським округом Прага 6 (Чехія), а у липні 2022 року — з Швянченіським районом (Литва).

## Панорами міста
У 2017 році за ініціативи ГО «Сучасна Україна» у рамках Програми «Громадські ініціативи міста Хмельницького на 2016—2020 роки», панорами Хмельницького тепер можна подивитись з висоти пташиного льоту та за допомогою 3D окулярів. 